# 2012 dans les parcs de loisirs
| Années des parcs de loisirs : 2009 - 2010 - 2011 - 2012 - 2013 - 2014 - 2015    |
| Décennies des parcs de loisirs : 1980 - 1990 - 2000 - 2010 - 2020 - 2030 - 2040 |

L'article 2012 dans les parcs de loisirs répertorie les événements marquants et les nouveautés majeures de l'année 2012, dans le domaine des parcs de loisirs à travers le monde.

## Parcs d'attractions

### Ouverture
- Legoland Discovery Centre Atlanta ( États-Unis) ouvert au public le 17 mars.
- Happy Valley Wuhan ( Chine) ouvert au public le 29 avril.
- Parc Miniature Alsace Lorraine ( France) ouvert au public le 29 avril réouverture.
- Legoland Discovery Centre Kansas City ( États-Unis) ouvert au public le 29 avril.
- Galveston Island Historic Pleasure Pier ( États-Unis) ouvert au public le 25 mai.
- Legoland Discovery Centre Tōkyō ( Japon) ouvert au public le 16 juin.
- Fantawild Adventure Zhongmu ( Chine) ouvert au public le 28 juin.
- Victory Kingdom ( Chine) ouvert au public le 7 juillet.
- Legoland Malaysia ( Malaisie) ouverture au public le 15 septembre.

### Fermeture
- Bal Parc ( France)
- Bioscope ( France)
- Camelot Theme Park ( Royaume-Uni)
- Kumdori Land ( Corée du Sud)
- Playcenter São Paulo ( Brésil)
- Sommerland Syd ( Danemark)

### Changement de nom
- Alabama Adventure devient Splash Adventure ( États-Unis)
- The Great Escape & Splashwater Kingdom devient Great Escape ( États-Unis)

### Anniversaire
- Legoland Deutschland ( Allemagne) 10 ans
- Movieland Studios ( Italie) 10 ans
- Parque Warner Madrid ( Espagne) 10 ans
- PowerPark ( Finlande) 10 ans
- Vulcania ( France) 10 ans
- Parc Walt Disney Studios ( France) 10 ans
- Isla Mágica ( Espagne) 15 ans
- Parc Disneyland ( France) 20 ans
- BonbonLand ( Danemark) 20 ans
- Mirabilandia ( Italie) 20 ans
- Walibi Sud-Ouest ( France) 20 ans
- Six Flags Fiesta Texas ( États-Unis) 20 ans
- Chessington World of Adventures ( Royaume-Uni) 25 ans
- Futuroscope ( France) 25 ans
- Nigloland ( France) 25 ans
- Didi'Land ( France) 30 ans
- Lilleputthammer ( Norvège) 30 ans
- Epcot ( États-Unis) 30 ans
- Six Flags America ( États-Unis) 30 ans
- Six Flags México ( Mexique) 30 ans
- Fort Fun Abenteuerland ( Allemagne) 45 ans
- La Ronde ( Canada) 45 ans
- Phantasialand ( Allemagne) 45 ans
- Six Flags Over Georgia ( États-Unis) 45 ans
- Efteling ( Pays-Bas) 60 ans
- Luna Park (Melbourne) ( Australie) 100 ans
- Hersheypark ( États-Unis) 105 ans

## Parcs aquatiques

### Ouverture
- Aquatica San Antonio ( États-Unis) ouvert au public le 19 mai.
- Legoland Water Park Florida ( États-Unis) ouvert au public le 26 mai.
- Sportoase Duinenwater ( Belgique) ouvert au public le 11 août.

### Changement de nom
- Alabama Adventure devient Splash Adventure ( États-Unis)
- Boomerang Bay devient Soak City

## Événements
- Janvier
  - 10 janvier -  France - La Walt Disney Company accorde une ligne de crédit de 150 millions d'euros à Euro Disney SCA pour le développement du parc Walt Disney Studios[1].
- Février
  - 15 février -  Russie - Ouverture du salon Eurasian Amusement Parks and Attractions (EAAPA) à Moscou, en Russie, pour une durée de 3 jours[2].
- Mars
  - 4 mars -  États-Unis - Palace Entertainment annonce l'acquisition du parc Noah's Ark Water Park situé dans le Wisconsin, aux États-Unis[3].
  - 16 mars -  Pays-Bas - Parques Reunidos annonce l'acquisition du parc Slagharen situé aux Pays-Bas[4].
- Avril
  - 2 avril -  Belgique - Plopsaland reçoit son 10 millionième visiteur[5].
- Mai
  - 12 mai -  Espagne - Ouverture de Shambhala à PortAventura Park, le circuit de montagnes russes le plus haut d'Europe avec ses 76 mètres de hauteur et sa chute principale de 78 mètres. Ses 134 km/h en font les hyper montagnes russes les plus rapides d'Europe. L'attraction reçoit le prix de la « Meilleure attraction Européenne » décerné par l'EAS.
  - 24 mai -  France - Cobac Parc est racheté par le grand aquarium de Saint-Malo et devient la propriété de Looping Group[6].
- Juin
  - 5 juin -  Hong Kong - Ouverture de l'édition 2012 du IAAPA Asian Attractions Expo à Hong Kong pour une durée de 4 jours[7].
- Juillet
  - 17 juillet -  États-Unis - DreamWorks SKG et Triple Five Group annoncent la création d'un parc à thèmes couvert dans le futur complexe American Dream Meadowlands (en), dans le New Jersey en 2013[8].
  - 23 juillet -  Danemark Legoland Billund reçoit son 50 millionième visiteur[9].
- Août
  - 8 août -  Italie - Miragica reçoit son millionième visiteur[10].
  - 11 août -  Belgique - Ouverture du parc aquatique indoor Sportoase Duinenwater à Knokke[11].
  - 28 août -  Danemark - Sommerland Syd se déclare en faillite et ferme au public[12],[13].
  - 23 août -  Canada - Le constructeur d'attraction aquatique WhiteWater West Industries annonce l'acquisition de la société américaine Hopkins Rides[14].
- Septembre
  - 7 septembre -  Espagne - Annonce de Barcelona World, un grand projet de complexes de loisirs à côté de PortAventura pour 2016[15].
  - 15 septembre -  Malaisie - Ouverture du parc Legoland Malaysia[16].
  - 30 septembre -  France - Fermeture définitive du parc Bioscope[17].
- Octobre
  - 8 octobre -  Royaume-Uni - Annonce d'un complexe de loisirs Paramount en banlieue de Londres pour 2018[18].
  - 9 octobre -  Allemagne - Ouverture du salon Euro Attraction Show (EAS) à Berlin, pour une durée de 3 jours[19].
  - 29 octobre -  Japon - Universal Studios Japan reçoit son 100 millionième visiteur[20].
  - 29 octobre -  États-Unis - Le parc côtier Casino Pier (en) est partiellement détruit à la suite du passage de l'onde de tempête de l'ouragan Sandy[21].
- Novembre
  - 6 novembre -  Espagne - La Caixa vend ses 50 % de parts dans PortAventura à Investindustrial qui prend le contrôle à 100 % des parcs. La Caixa contrôle dorénavant uniquement la société propriétaire du terrain à des fins résidentielles et commerciales, les terrains de golf et le Beach Club lié au parc[22],[23].
  - 12 novembre -  États-Unis - Ouverture du salon de l'International Association of Amusement Parks and Attractions (IAAPA) à Orlando, en Floride, pour une durée de 5 jours[24].

## Analyse économique de l'année
En juin 2013, l'organisme TEA (Themed Entertainment Association) assisté par Aecom Economics publient leur analyse globale du secteur des parcs d'attractions pour l'année 2012. Ce document, le The Global Attractions Attendance Report 2012, présente en détail plusieurs données clés de l'industrie mais également une série de classements des parcs les plus fréquentés, classés en catégorie. Cette analyse peut être considérée comme une référence du secteur.

### Classement des 10 groupes les plus importants
| Rang | Société                            | Fréquentation (en millions de visiteurs) | Tendance |
| ---- | ---------------------------------- | ---------------------------------------- | -------- |
| 1    | Walt Disney Parks and Resorts      | 126 479 000                              | 4,7 %    |
| 2    | Merlin Entertainments Group        | 54 000 000                               | 16,4 %   |
| 3    | Universal Studios Recreation Group | 34 515 000                               | 7,9 %    |
| 4    | Parques Reunidos                   | 27 130 000                               | 3,5 %    |
| 5    | Six Flags Inc.                     | 25 750 000                               | 6,0 %    |
| 6    | SeaWorld Parks & Entertainment     | 24 310 000                               | 3 %      |
| 7    | Cedar Fair Entertainment Company   | 23 600 000                               | 0,9 %    |
| 8    | OCT Parks China                    | 23 359 000                               | 7,5 %    |
| 9    | Haichang Group                     | 9 400 000                                | 24,5 %   |
| 10   | CDA Parks                          | 9 210 000                                | 1 %      |

### Classement des 25 parcs d'attractions les plus visités dans le monde
Pour quantifier l'évolution du marché mondial, TEA/AECOM se base sur l'addition du nombre d'entrées (c'est-à-dire de la fréquentation) des 25 parcs d'attractions les plus visités, quelle que soit leur location. Pour 2012, ce total s'est élevé à 205.9 millions de visiteurs, en augmentation (de 5,2 %) par rapport à 2011.
| Rang  | Parc                             | Ville / Pays             | Fréquentation (en millions de visiteurs) | Tendance |
| ----- | -------------------------------- | ------------------------ | ---------------------------------------- | -------- |
| 1     | Magic Kingdom                    | Orlando / États-Unis     | 17 536 000                               | 2,3 %    |
| 2     | Disneyland                       | Anaheim / États-Unis     | 16 140 000                               | -1,1 %   |
| 3     | Tokyo Disneyland                 | Tokyo / Japon            | 14 847 000                               | 8,5 %    |
| 4     | Tokyo DisneySea                  | Tokyo / Japon            | 12 656 000                               | 8,5 %    |
| 5     | Disneyland Paris                 | Chessy / France          | 11 200 000                               | 1,9 %    |
| 6     | Epcot                            | Orlando / États-Unis     | 11 063 000                               | 2,2 %    |
| 7     | Disney's Animal Kingdom          | Orlando / États-Unis     | 9 998 000                                | 2,2 %    |
| 8     | Disney's Hollywood Studios       | Orlando / États-Unis     | 9 912 000                                | 2,2 %    |
| 9     | Universal Studios Japan          | Osaka / Japon            | 9 700 000                                | 14,1 %   |
| 10    | Universal's Islands of Adventure | Orlando / États-Unis     | 7 981 000                                | 4,0 %    |
| 11    | Disney's California Adventure    | Anaheim / États-Unis     | 7 775 000                                | 22,6 %   |
| 12    | Ocean Park                       | Hong Kong / Chine        | 7 436 000                                | 6,9 %    |
| 13    | Everland                         | Yongin / Corée du Sud    | 6 853 000                                | 4,3 %    |
| 14    | Hong Kong Disneyland             | Hong Kong / Chine        | 6 700 000                                | 13,6 %   |
| 15    | Lotte World                      | Séoul / Corée du Sud     | 6 383 000                                | 10,4 %   |
| 16    | Universal Studios Florida        | Orlando / États-Unis     | 6 195 000                                | 2,5 %    |
| 17    | Universal Studios Hollywood      | Los Angeles / États-Unis | 5 912 000                                | 15,0 %   |
| 18    | Nagashima Spa Land               | Kuwana / Japon           | 5 850 000                                | 0,5 %    |
| 19    | SeaWorld Orlando                 | Orlando / États-Unis     | 5 358 000                                | 3,0 %    |
| 20    | Parc Walt Disney Studios         | Chessy / France          | 4 800 000                                | 1,9 %    |
| 21    | Europa-Park                      | Rust / Allemagne         | 4 600 000                                | 2,2 %    |
| 22    | SeaWorld San Diego               | San Diego / États-Unis   | 4 444 000                                | 3,5 %    |
| 23    | Busch Gardens Tampa              | Tampa / États-Unis       | 4 348 000                                | 1,5 %    |
| 24    | Efteling                         | Kaatsheuvel / Pays-Bas   | 4 200 000                                | 1,8 %    |
| 25    | OCT East                         | Shenzhen / Chine         | 4 196 000                                | 7,9 %    |
| TOTAL |                                  |                          | 195 700 000                              | 5,2 %    |

### Classement des 20 parcs d'attractions les plus visités en Amérique du Nord
La plus forte progression de l'année revient à Disney California Adventure avec 22,6 % de visiteurs supplémentaires, liée à l'ouverture de la zone thématique Cars Land.
| Rang | Parc                             | Ville / Pays              | Fréquentation (en millions de visiteurs) | Tendance |
| ---- | -------------------------------- | ------------------------- | ---------------------------------------- | -------- |
| 1    | Magic Kingdom                    | Orlando / États-Unis      | 17 536 000                               | 2,3 %    |
| 2    | Disneyland                       | Anaheim / États-Unis      | 15 963 000                               | -1,1 %   |
| 3    | Epcot                            | Orlando / États-Unis      | 11 063 000                               | 2,2 %    |
| 4    | Disney's Animal Kingdom          | Orlando / États-Unis      | 9 998 000                                | 2,2 %    |
| 5    | Disney's Hollywood Studios       | Orlando / États-Unis      | 9 912 000                                | 2,2 %    |
| 6    | Universal's Islands of Adventure | Orlando / États-Unis      | 7 981 000                                | 4,0 %    |
| 7    | Disney's California Adventure    | Anaheim / États-Unis      | 7 775 000                                | 22,6 %   |
| 8    | Universal Studios Florida        | Orlando / États-Unis      | 6 195 000                                | 2,5 %    |
| 9    | Universal Studios Hollywood      | Los Angeles / États-Unis  | 5 912 000                                | 15,0 %   |
| 10   | SeaWorld Orlando                 | Orlando / États-Unis      | 5 358 000                                | 3,0 %    |
| 11   | SeaWorld San Diego               | San Diego / États-Unis    | 4 444 000                                | 3,5 %    |
| 12   | Busch Gardens Tampa              | Tampa / États-Unis        | 4 348 000                                | 1,5 %    |
| 13   | Canada's Wonderland              | Vaughan / Canada          | 3 655 000                                | 5,0 %    |
| 14   | Knott's Berry Farm               | Buena Park / États-Unis   | 3 508 000                                | -4,0 %   |
| 15   | Cedar Point                      | Sandusky / États-Unis     | 3 221 000                                | 2,5 %    |
| 16   | Kings Island                     | Mason / États-Unis        | 3 206 000                                | 2,0 %    |
| 17   | Hersheypark                      | Hershey / États-Unis      | 3 140 000                                | 6,5%     |
| 18   | Busch Gardens Williamsburg       | Williamsburg / États-Unis | 2 854 000                                | 4,0 %    |
| 19   | Six Flags Magic Mountain         | Valencia / États-Unis     | 2 808 000                                | 4,0 %    |
| 20   | SeaWorld San Antonio             | San Antonio/ États-Unis   | 2 678 000                                | 3,0 %    |

### Classement des 20 parcs d'attractions les plus visités en Europe
La saison 2012 des parcs européens a connu une baisse comparativement à l'année précédente avec -0,3 % de visiteurs sur l'ensemble des 20 meilleurs parcs européens.
| Rang | Parc                     | Ville / Pays                        | Fréquentation (en millions de visiteurs) | Tendance |
| ---- | ------------------------ | ----------------------------------- | ---------------------------------------- | -------- |
| 1    | Disneyland               | Chessy / France                     | 11 200 000                               | 1,9 %    |
| 2    | Parc Walt Disney Studios | Chessy / France                     | 4 800 000                                | 1,9 %    |
| 3    | Europa-Park              | Rust / Allemagne                    | 4 600 000                                | 2,2 %    |
| 4    | Efteling                 | Kaatsheuvel / Pays-Bas              | 4 200 000                                | 1,8 %    |
| 5    | Jardins de Tivoli        | Copenhague / Danemark               | 4 033 000                                | 1,8 %    |
| 6    | PortAventura Park        | Salou (Espagne) / Espagne           | 3 540 000                                | 0,5 %    |
| 7    | Liseberg                 | Göteborg / Suède                    | 2 800 000                                | -3,4 %   |
| 8    | Gardaland                | Castelnuovo del Garda / Italie      | 2 700 000                                | -10,0 %  |
| 9    | Alton Towers             | Staffordshire / Royaume-Uni         | 2 400 000                                | -9,4 %   |
| 10   | Legoland Windsor         | Windsor / Royaume-Uni               | 2 000 000                                | 5,3 %    |
| 11   | Thorpe Park              | Chertsey (Angleterre) / Royaume-Uni | 1 800 000                                | -10,0 %  |
| 12   | Phantasialand            | Brühl / Allemagne                   | 1 750 000                                | 0,0 %    |
| 13   | Parc Astérix             | Plailly / France                    | 1 723 000                                | 8,0 %    |
| 14   | Futuroscope              | Poitiers / France                   | 1 700 000                                | -2,4 %   |
| 15   | Legoland Billund         | Billund / Danemark                  | 1 650 000                                | 3,1 %    |
| 16   | Puy du Fou               | Les Épesses / France                | 1 600 000                                | 6,7 %    |
| 17   | Gröna Lund               | Stockholm / Suède                   | 1 408 200                                | -3,8 %   |
| 18   | Mirabilandia             | Savio / Italie                      | 1 390 000                                | -6,1 %   |
| 19   | Duinrell                 | Wassenaar / Pays-Bas                | 1 360 000                                | -0,1 %   |
| 20   | Heide Park               | Soltau / Allemagne                  | 1 300 000                                | -7,1 %   |

### Classement des 20 parcs d'attractions les plus visités en Asie
| Rang | Parc                             | Ville / Pays          | Fréquentation (en millions de visiteurs) | Tendance |
| ---- | -------------------------------- | --------------------- | ---------------------------------------- | -------- |
| 1    | Tokyo Disneyland                 | Tokyo / Japon         | 14 847 000                               | 8,5 %    |
| 2    | Tokyo DisneySea                  | Tokyo / Japon         | 12 656 000                               | 8,5 %    |
| 3    | Universal Studios Japan          | Osaka / Japon         | 8 500 000                                | 14,1 %   |
| 4    | Ocean Park Hong Kong             | Hong Kong / Chine     | 7 436 000                                | 6,9 %    |
| 5    | Everland                         | Yongin / Corée du Sud | 6 853 000                                | 4.3 %    |
| 6    | Hong Kong Disneyland             | Hong Kong / Chine     | 6 700 000                                | 13,6 %   |
| 7    | Lotte World                      | Séoul / Corée du Sud  | 6 383 000                                | 10,4 %   |
| 8    | Nagashima Spa Land               | Kuwana / Japon        | 5 850 000                                | 0,5 %    |
| 9    | OCT East                         | Shenzhen / Chine      | 4 196 000                                | 7,9 %    |
| 10   | Yokohama Hakkeijima Sea Paradise | Yokohama / Japon      | 4 050 000                                | 3,1 %    |
| 11   | Songcheng Park                   | Hanghzou / Chine      | 3 800 000                                | 14,2 %   |
| 12   | Universal Studios Singapore      | Singapour             | 3 480 000                                | 2,0 %    |
| 13   | China Dinosaurs Park             | Changzhou / Chine     | 3 400 000                                | -2,9 %   |
| 14   | Happy Valley (Shenzhen)          | Shenzhen / Chine      | 3 212 000                                | -2,0 %   |
| 15   | Window of the World              | Shenzhen / Chine      | 3 170 000                                | 1,5 %    |
| 16   | Happy Valley (Pékin)             | Pékin / Chine         | 3 055 000                                | -11,1 %  |
| 17   | Chimelong Paradise               | Guangzhou / Chine     | 2 970 000                                | 10,0 %   |
| 18   | Happy Valley (Chengdu)           | Chengdu / Chine       | 2 445 000                                | 0,1 %    |
| 19   | Dunia Fantasi                    | Jakarta / Indonésie   | 2 300 000                                | -9,8 %   |
| 20   | Fantawild Adventure              | Wuhu / Chine          | 2 186 000                                | -2,0 %   |

## Attractions
Ces listes sont non exhaustives.

### Montagnes russes

#### Délocalisations
| Nom               | Type / Modèle                              | Constructeur              | Parc                            | Pays       | Anciennement                                 |
| ----------------- | ------------------------------------------ | ------------------------- | ------------------------------- | ---------- | -------------------------------------------- |
| Apocalypse        | Métal / Corkscrew                          | Vekoma                    | Luna Park (Cap d'Agde)          | France     | Corkscrew à Flamingo Land                    |
| Apocalypse        | En position verticale                      | Bolliger & Mabillard      | Six Flags America               | États-Unis | Iron Wolf à Six Flags Great America          |
| Goliath           | Giant Inverted Boomerang Navette inversées | Vekoma                    | Six Flags New England           | États-Unis | Déjà Vu à Six Flags Magic Mountain           |
| Kiddie Coaster    | Junior / Family Coaster                    | E&F Miler Industries (en) | Fun Spot USA (en)               | États-Unis | Boa Squeeze à Enchanted Forest               |
| Stinger           | Invertigo Navette inversées                | Vekoma                    | Dorney Park & Wildwater Kingdom | États-Unis | Invertigo à California's Great America       |
| Triops            | Invertigo Navette inversées                | Vekoma                    | Bagatelle                       | France     | Tornado à Sommerland Syd                     |
| Western-Expressen | Junior / Vekoma Junior Coaster 335m        | Vekoma                    | TusenFryd                       | Norvège    | Family Adventure à Mirabilandia              |
| Wild West Express | Junior / Tivoli Small                      | Zierer                    | Glenwood Caverns                | États-Unis | Endicott Emerald Mine à Wild Zone Adventures |

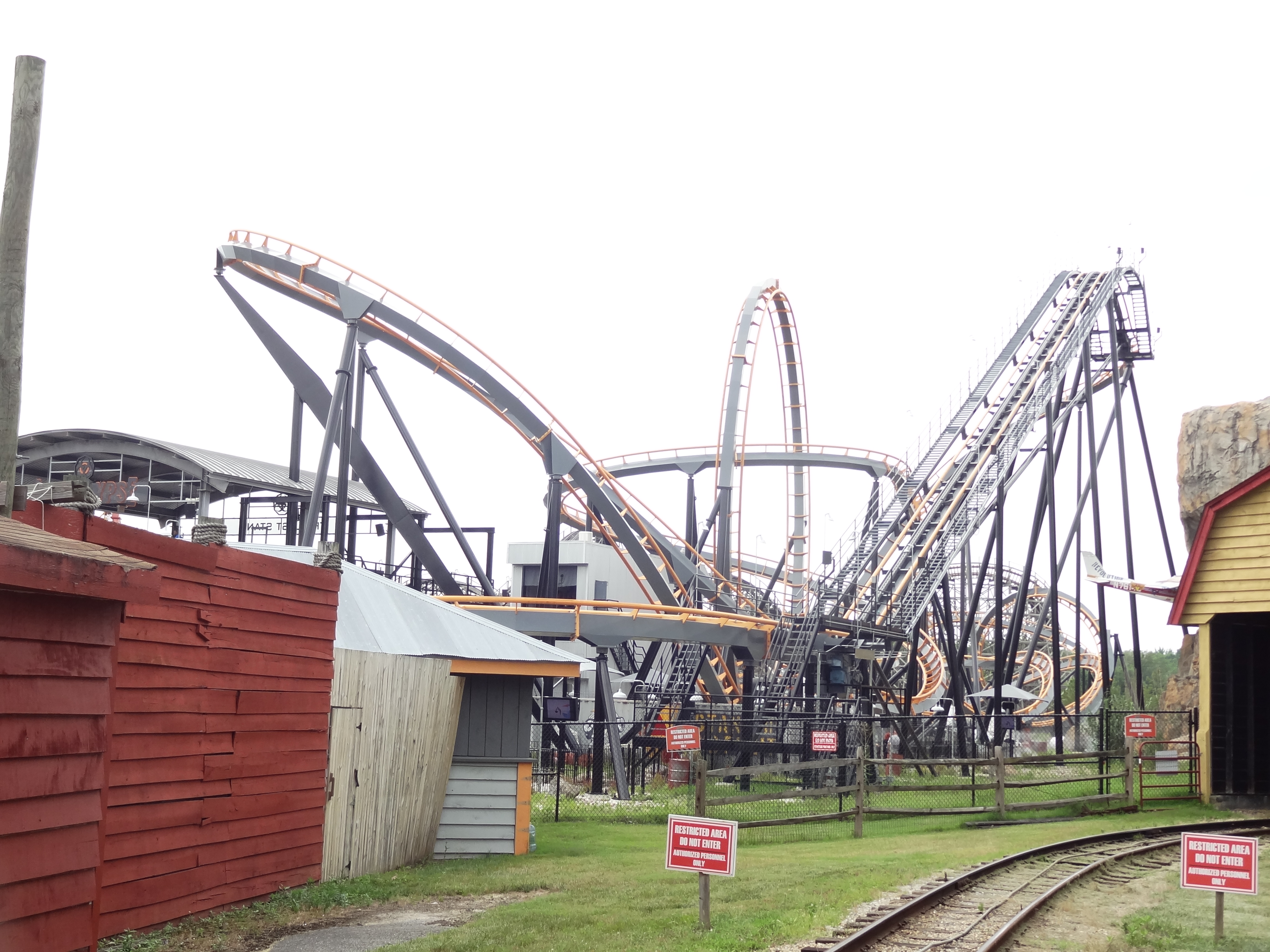
Apocalypse à Six Flags America
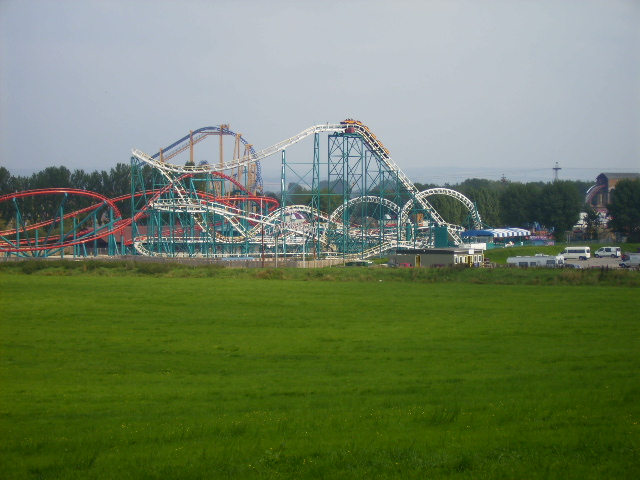
Corkscrew à Flamingo Land Theme Park & Zoo
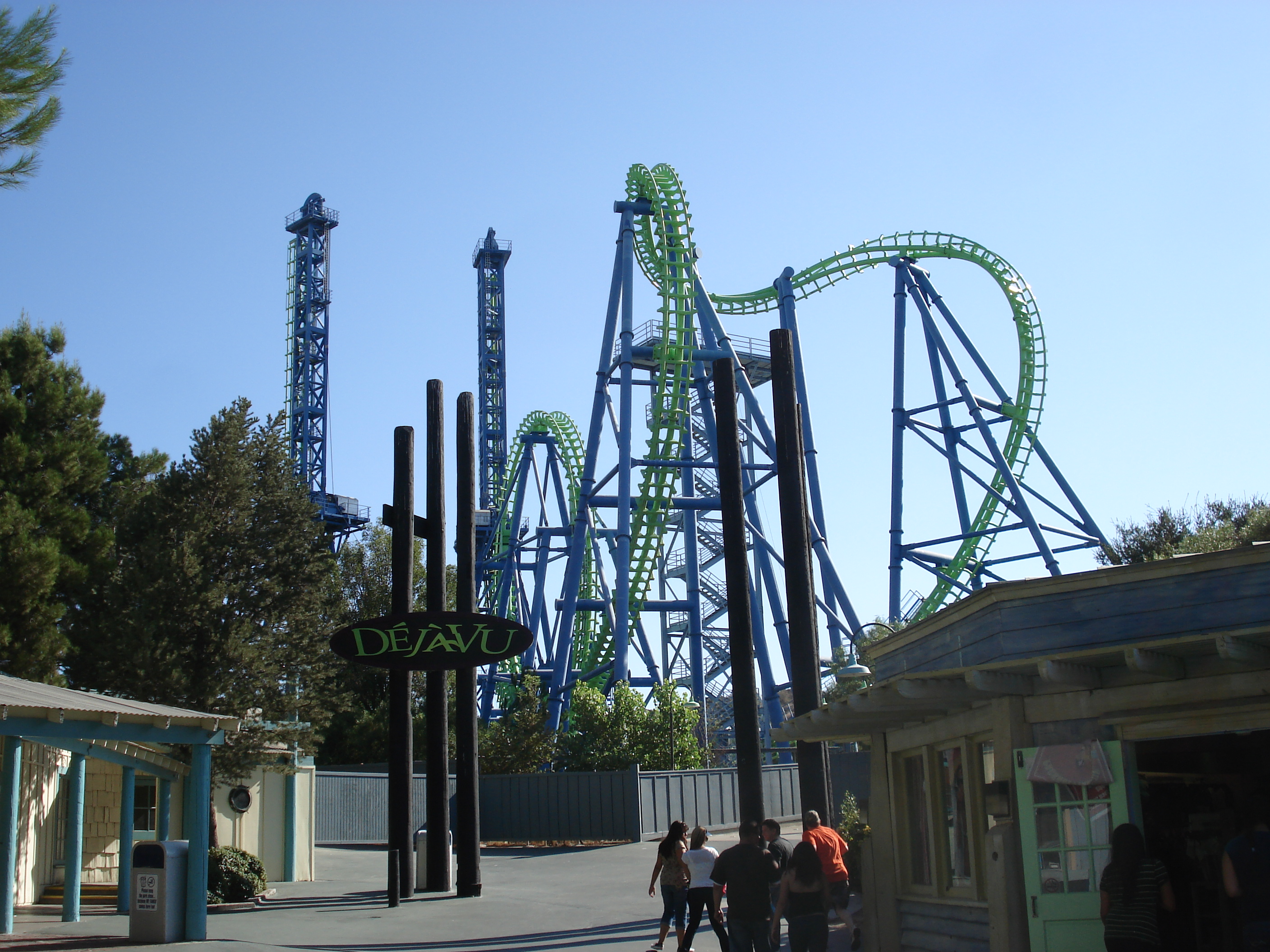
Déjà Vu à Six Flags Magic Mountain
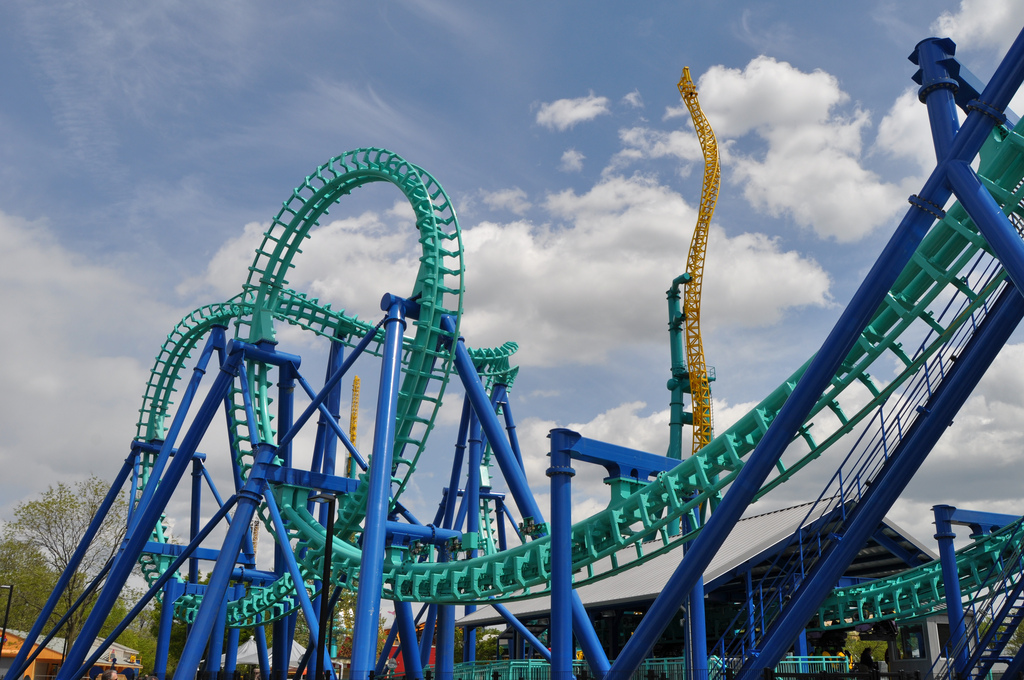
Stinger à Dorney Park & Wildwater Kingdom
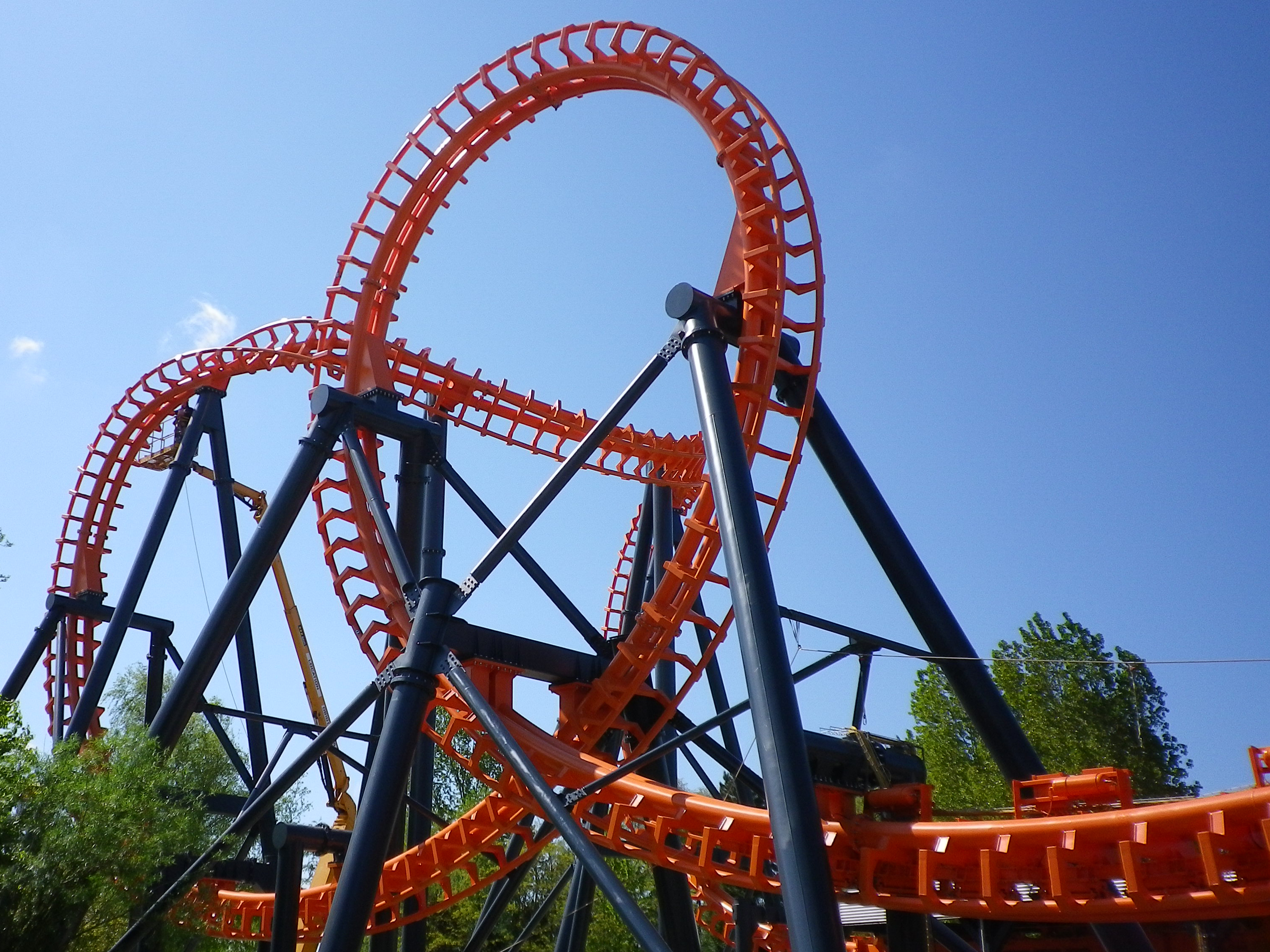
Triops à Bagatelle
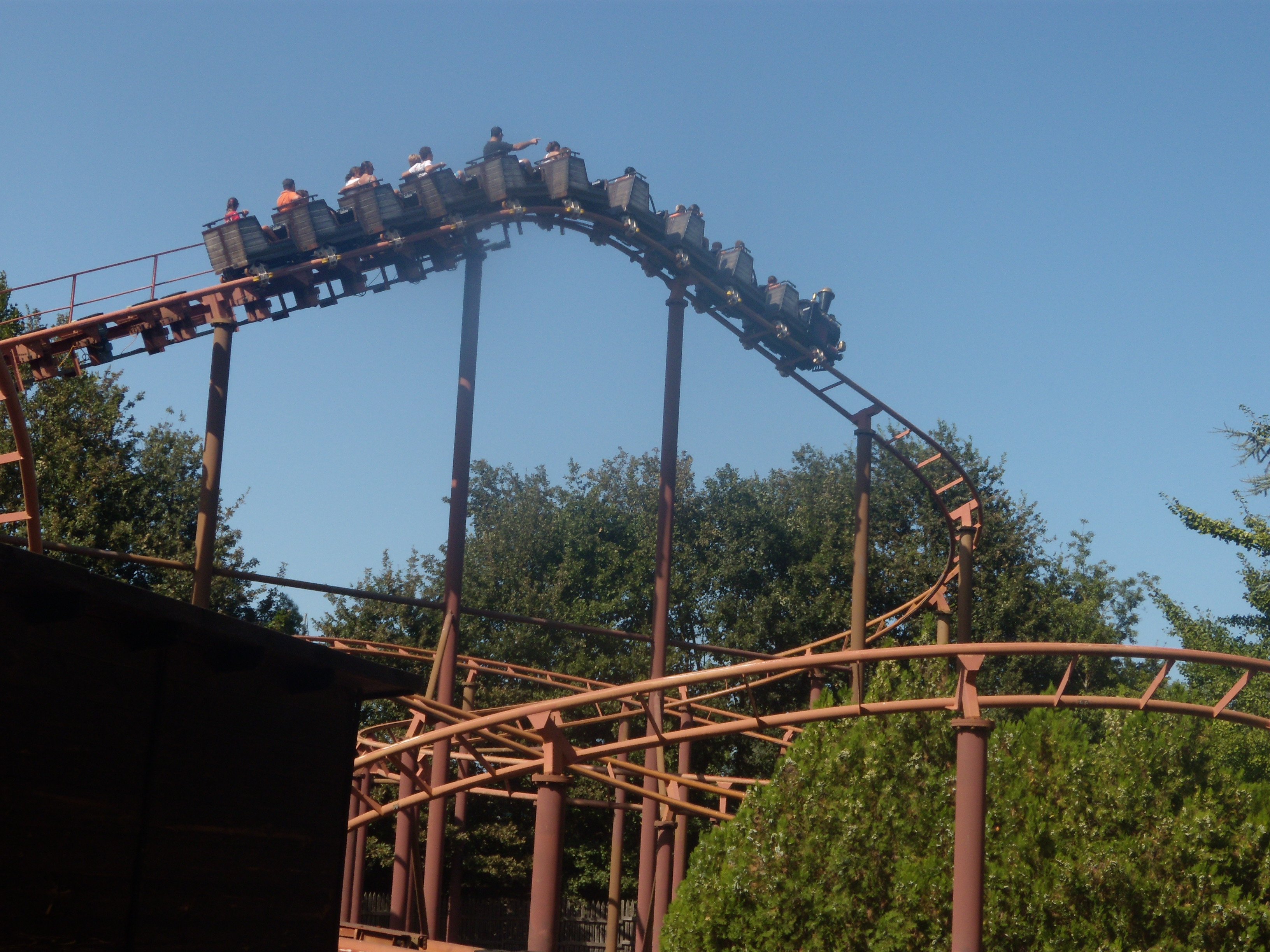
Western-Expressen à TusenFryd

#### Nouveau thème
| Nom                           | Type / Modèle         | Constructeur       | Parc                               | Pays       | Anciennement                                           |
| ----------------------------- | --------------------- | ------------------ | ---------------------------------- | ---------- | ------------------------------------------------------ |
| Arkham Asylum – Shock Therapy | Inversées             | Vekoma             | Warner Bros. Movie World Australia | Australie  | Lethal Weapon – The Ride (1995 à 2012)                 |
| Cosmic Coaster                | Junior                | Preston & Barbieri | Worlds of Fun                      | États-Unis | Wacky Worm (1993 à 2012)                               |
| Barnstormer                   | Junior                | Vekoma             | Magic Kingdom                      | États-Unis | The Barnstormer at Goofy's Wiseacre Farm (1996 à 2011) |
| Escape from Madagascar        | À véhicules suspendus | Vekoma             | Dreamworld                         | Australie  | Sky Rocket (2002 à 2012)                               |
| Hoot N Holler                 | Junior                | Zierer             | Darien Lake                        | États-Unis | Brain Teaser (1981 à 2011)                             |
| Mr Freeze: Reverse Blast      | Lancées               | Premier Rides      | Six Flags Over Texas               | États-Unis | Mr Freeze (1998 à 2012)                                |
| Mr Freeze: Reverse Blast      | Lancées               | Premier Rides      | Six Flags St. Louis                | États-Unis | Mr Freeze (1998 à 2012)                                |

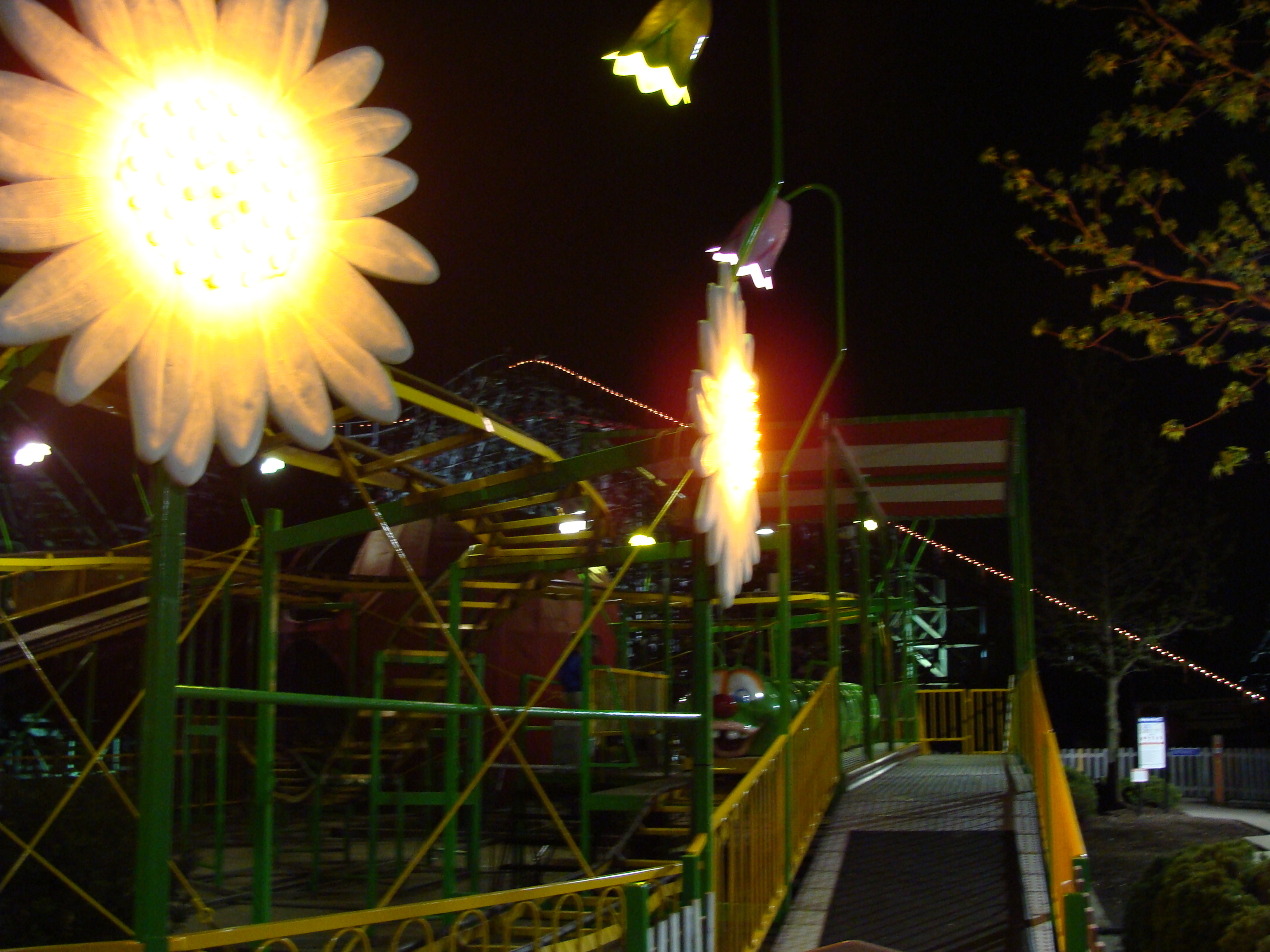
Cosmic Coaster à Worlds of Fun
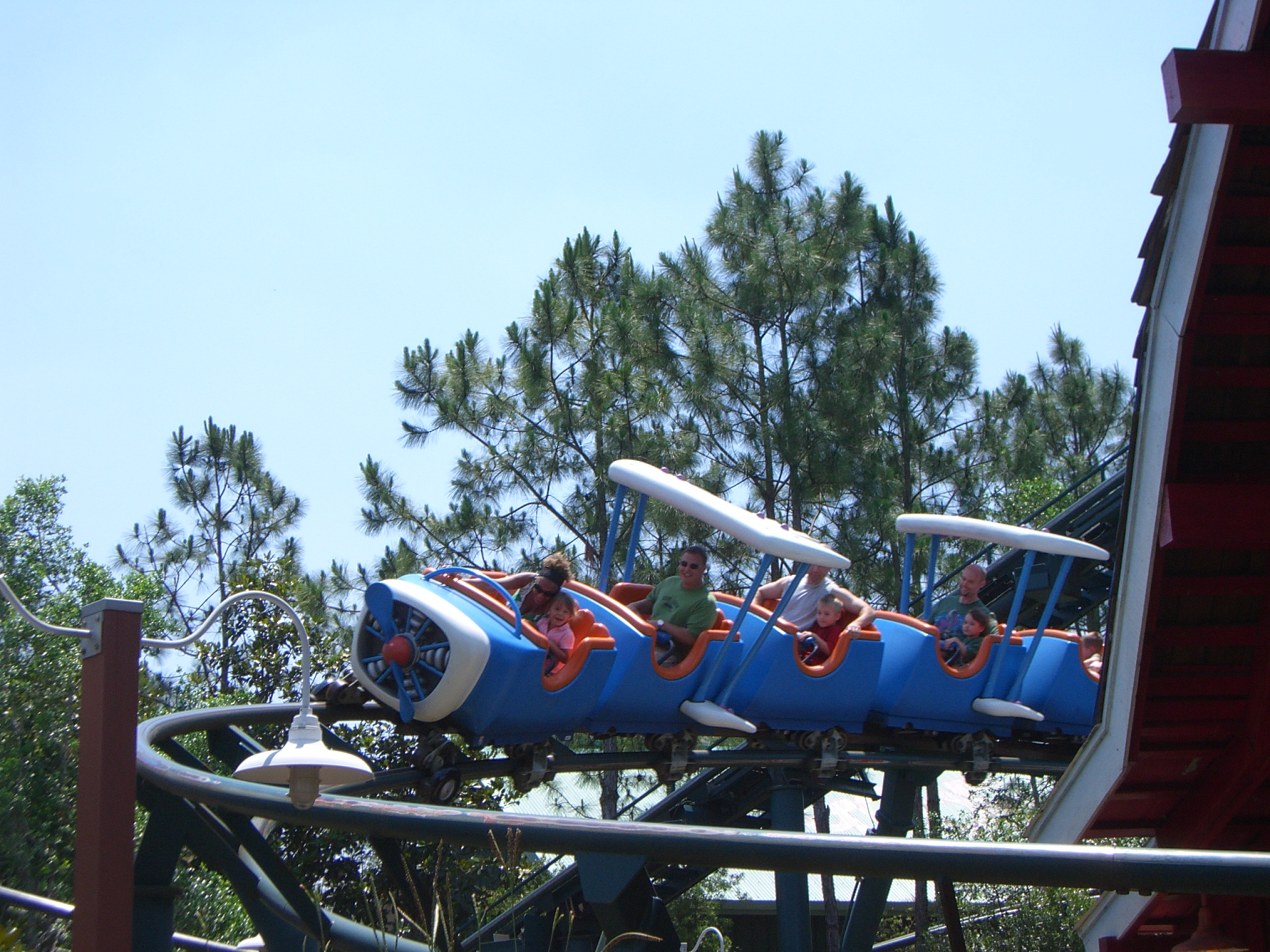
Barnstormer au Magic Kingdom
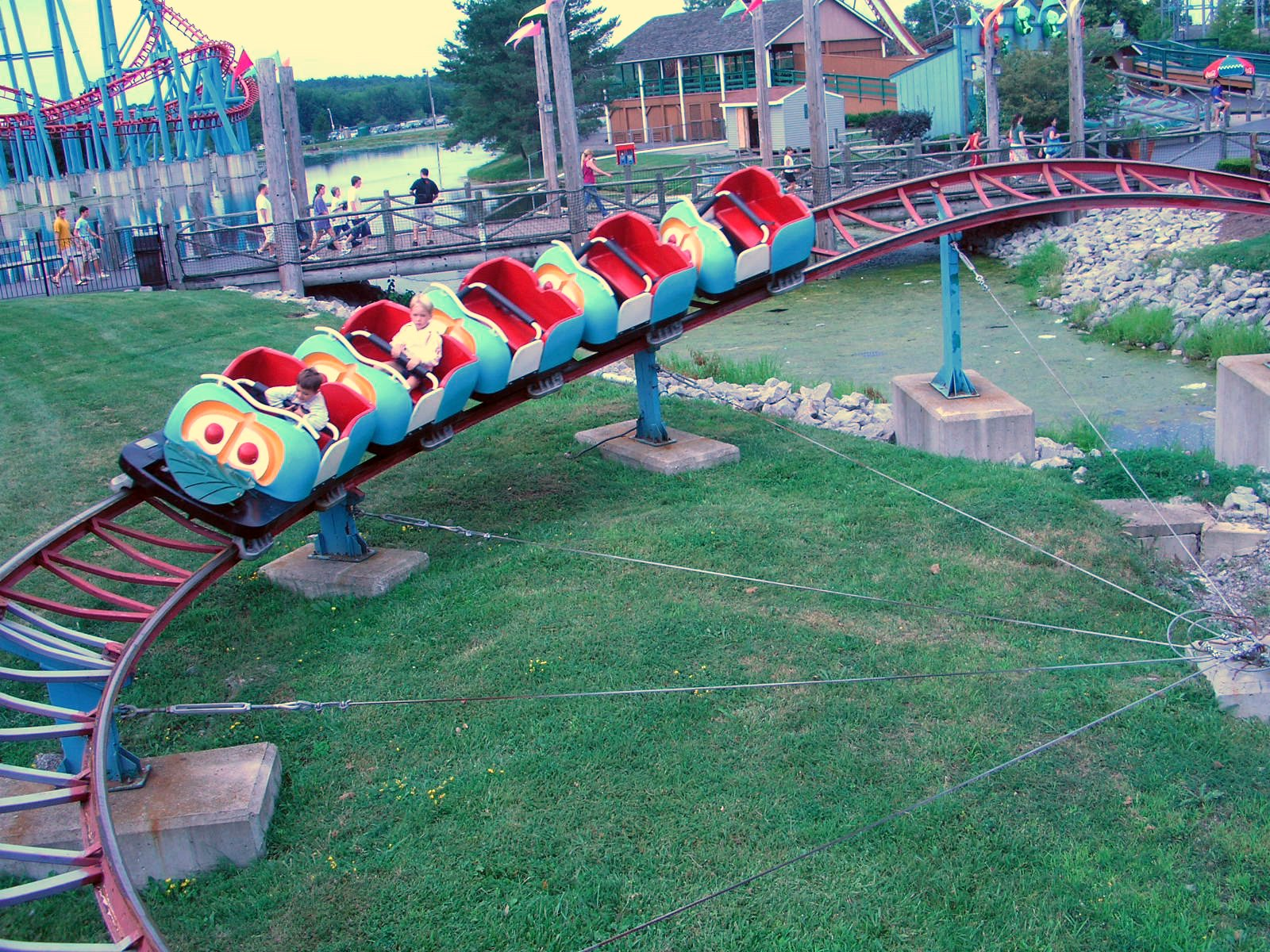
Hoot N Holler à Darien Lake
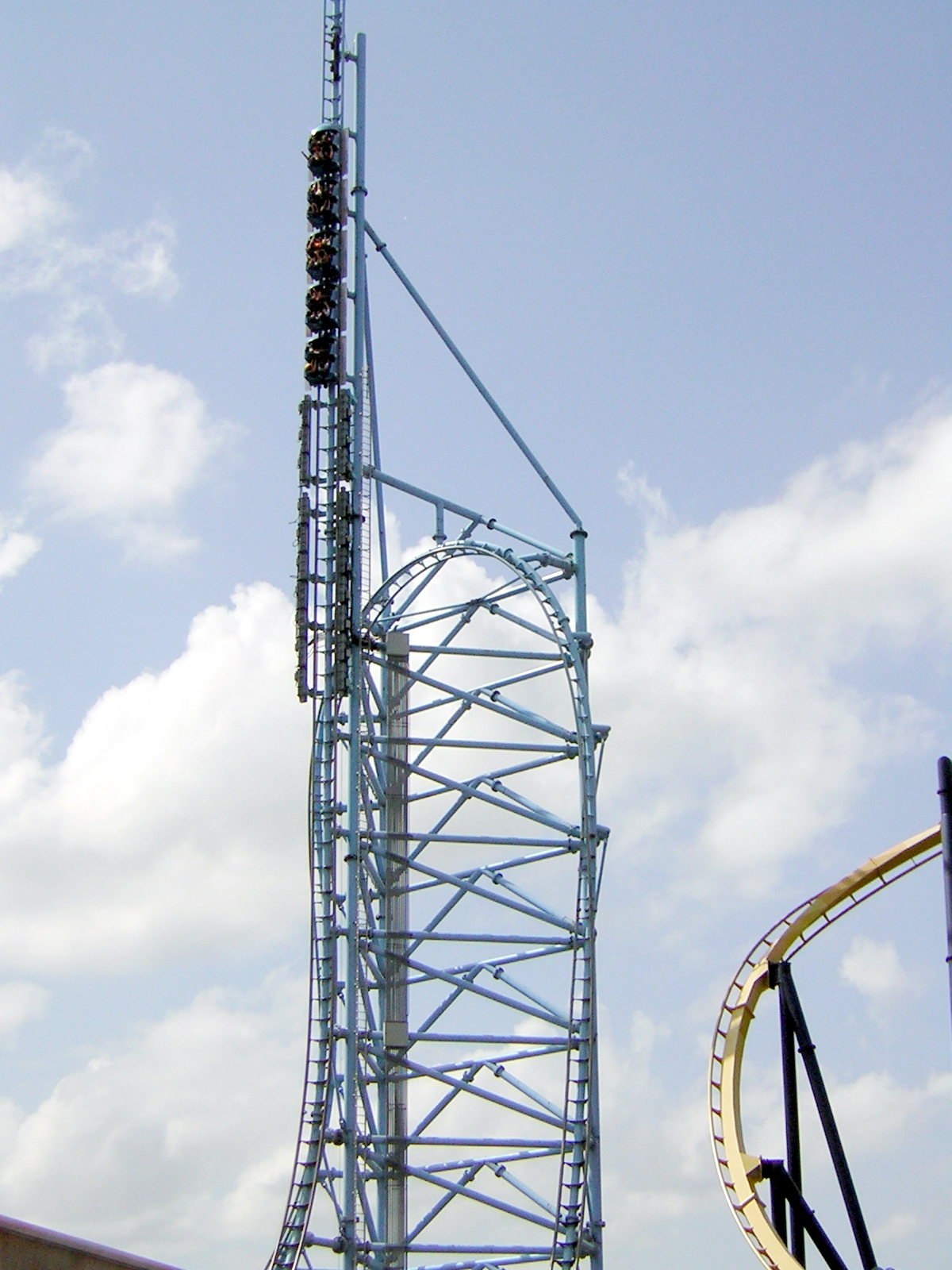
Mr Freeze: Reverse Blast à Six Flags Over Texas
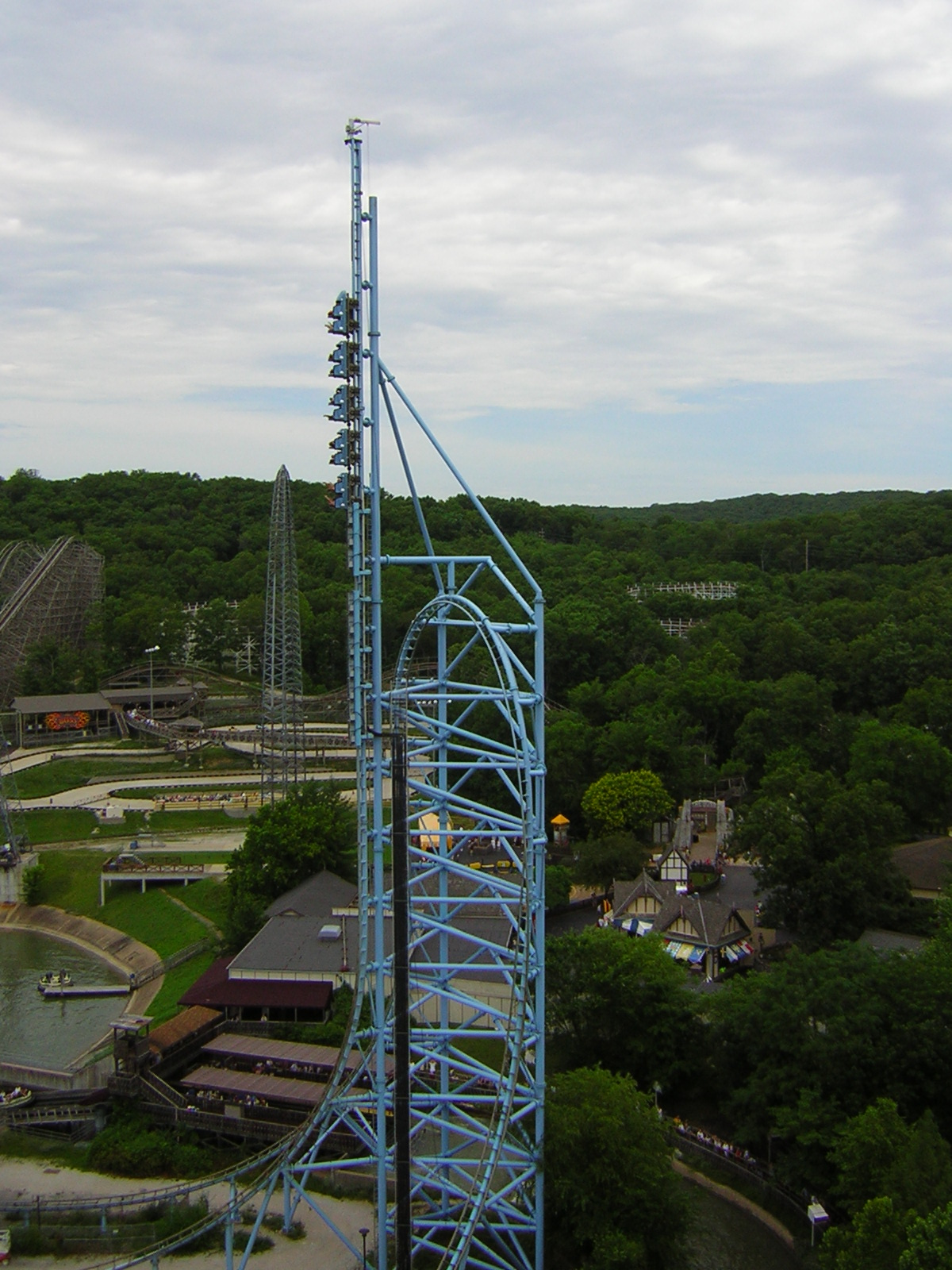
Mr Freeze: Reverse Blast à Six Flags St. Louis

#### Nouveautés
| Nom                                    | Type                   | Constructeur                 | Parc                                    | Pays        |
| -------------------------------------- | ---------------------- | ---------------------------- | --------------------------------------- | ----------- |
| Across Amazon                          | Aquatiques             | Golden Horse                 | Victory Kingdom                         | Chine       |
| Arctic Blast                           | E-Powered              | Mack Rides                   | Ocean Park Hong Kong                    | Chine       |
| Big Grizzly Mountain Runaway Mine Cars | Train de la mine       | Vekoma                       | Hong Kong Disneyland                    | Chine       |
| Bullet Coaster                         | Lancées                | S&S Worldwide                | Happy Valley (Shenzhen)                 | Chine       |
| Dauling Dragon                         | Bois / Duel            | The Gravity Group            | Happy Valley (Wuhan)                    | Chine       |
| Dwervelwind                            | Tournoyantes           | Mack Rides                   | Toverland                               | Pays-Bas    |
| Dinoconda                              | Quadridimensionnelles  | S&S Worldwide                | China Dinosaurs Park                    | Chine       |
| Divertical                             | Aquatiques             | Intamin                      | Mirabilandia                            | Italie      |
| Dragon                                 | Junior / Tivoli Force  | Zierer                       | Legoland Malaysia                       | Malaisie    |
| Dragon Fly                             | Métal                  | Gerstlauer                   | Duinrell                                | Pays-Bas    |
| Dragon's Apprentice                    | Montagnes russes       | Zierer                       | Legoland Malaysia                       | Malaisie    |
| Gold Rush                              | Junior navette         | Gerstlauer                   | OK Corral                               | France      |
| Hidden Anaconda                        | Métal / Sky Loop       | Maurer Rides                 | Happy Valley (Wuhan)                    | Chine       |
| Himalaya                               | Assises                | Pinfari                      | Sommerland Syd                          | Danemark    |
| Iron Shark                             | Euro-Fighter           | Gerstlauer                   | Galveston Island Historic Pleasure Pier | États-Unis  |
| Leviathan                              | Hyper montagnes russes | Bolliger & Mabillard         | Canada's Wonderland                     | Canada      |
| Manta                                  | Lancées                | Mack Rides                   | SeaWorld San Diego                      | États-Unis  |
| Monte Carlo Racetrack                  | Métal                  | Golden Horse                 | Happy Valley (Wuhan)                    | Chine       |
| OzIris                                 | Inversées              | Bolliger & Mabillard         | Parc Astérix                            | France      |
| Peter Rabbit Coaster                   | Assises                | Hoei Sangyo Co.              | Nagashima Spa Land                      | Japon       |
| Pindsvinet                             | Junior                 | Zamperla                     | Fårup Sommerland                        | Danemark    |
| Polar X-plorer                         | Assises                | Zierer                       | Legoland Billund                        | Danemark    |
| Project X                              | Wild Mouse             | Mack Rides                   | Legoland Malaysia                       | Malaisie    |
| Shambhala                              | Hyper                  | Bolliger & Mabillard         | PortAventura Park                       | Espagne     |
| Shark Trip                             | Junior                 | SBF Visa                     | Böhmischer Prater                       | Autriche    |
| Skyrush                                | Hyper                  | Intamin                      | Hersheypark                             | États-Unis  |
| Spinning Coaster                       | Tournoyantes           | Golden Horse                 | Victory Kingdom                         | Chine       |
| Superman Ultimate Flight               | Lancées                | Premier Rides                | Six Flags Discovery Kingdom             | États-Unis  |
| Surfing Boat                           | Aquatiques             | Golden Horse                 | Jinling Happy World                     | Chine       |
| Suspended Looping Coaster              | Inversées              | Golden Horse                 | Victory Kingdom                         | Chine       |
| The Swarm                              | Wing Rider             | Bolliger & Mabillard         | Thorpe Park                             | Royaume-Uni |
| TNT Tren de la Mina                    | Métal                  | Gerstlauer                   | Parque de Atracciones de Madrid         | Espagne     |
| Verbolten                              | Lancées                | Zierer                       | Busch Gardens Williamsburg              | États-Unis  |
| Vilde Mus                              | Wild Mouse             | Mack Rides                   | Bakken                                  | Danemark    |
| Wild Eagle                             | Wing Rider             | Bolliger & Mabillard         | Dollywood                               | États-Unis  |
| Wodan - Timburcoaster                  | Bois                   | Great Coasters International | Europa-Park                             | Allemagne   |
| X-Flight                               | Wing Rider             | Bolliger & Mabillard         | Six Flags Great America                 | États-Unis  |

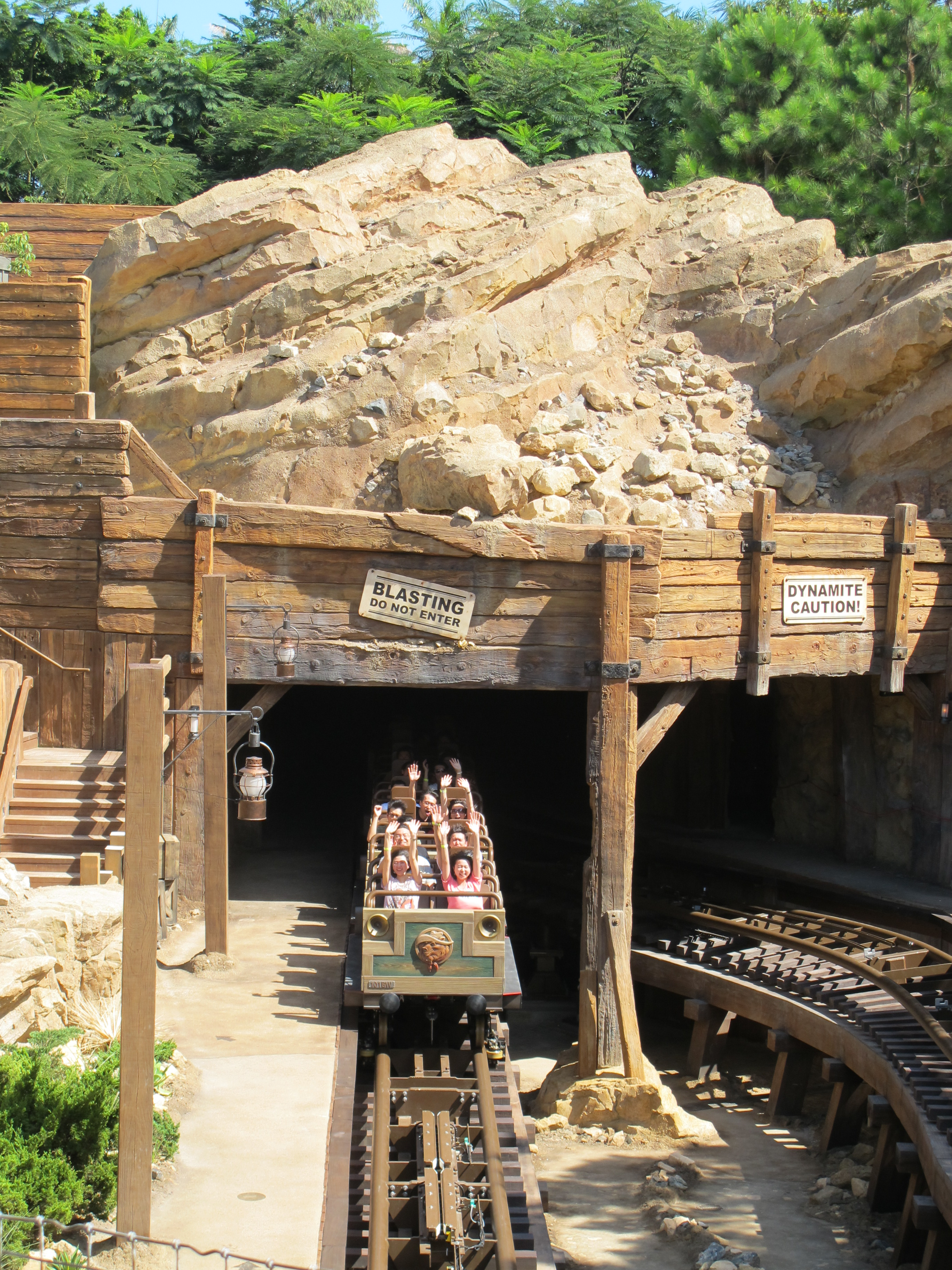
Big Grizzly Mountain Runaway Mine Cars à Hong Kong Disneyland
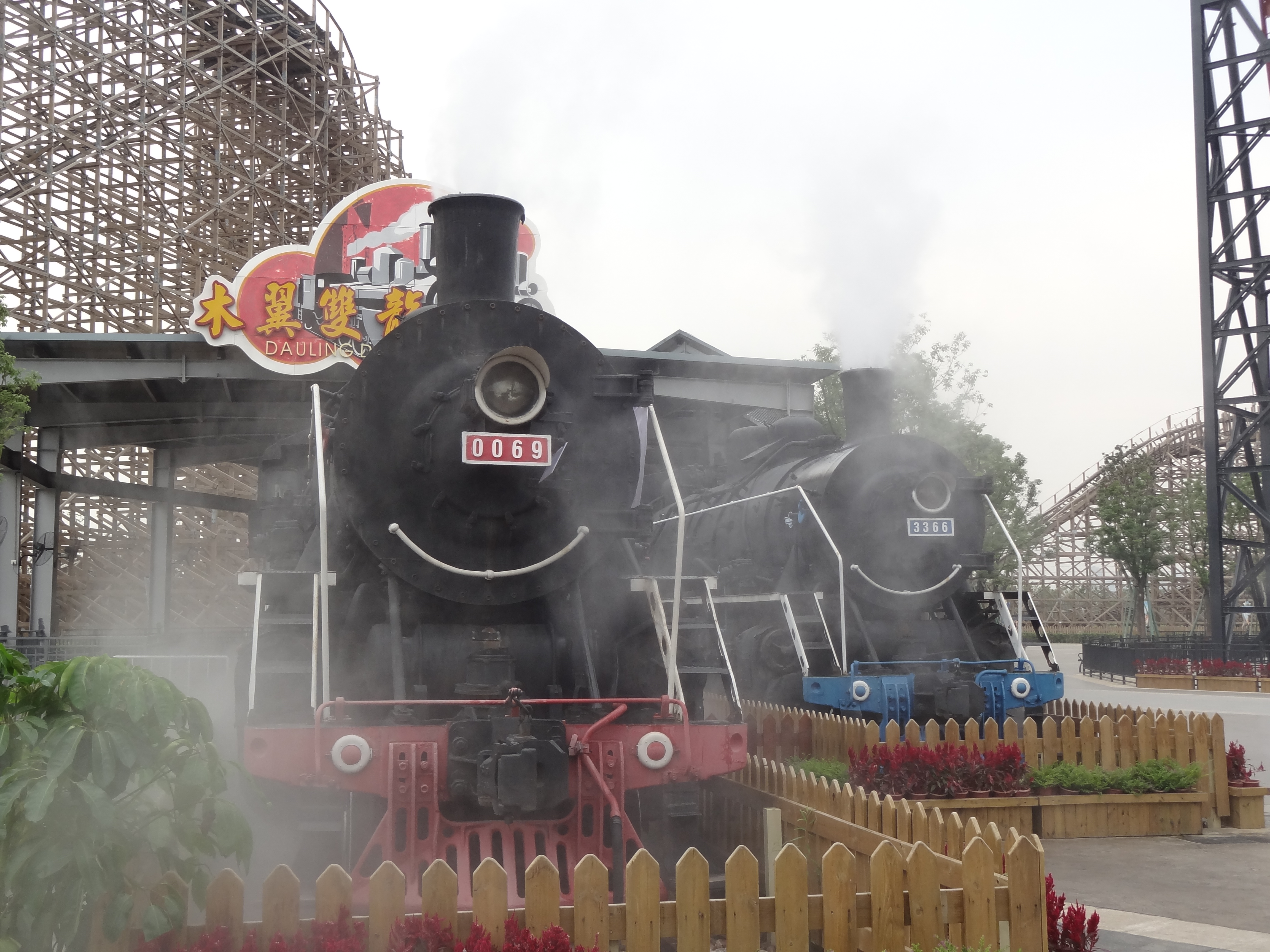
Dauling Dragon à Happy Valley (Wuhan)
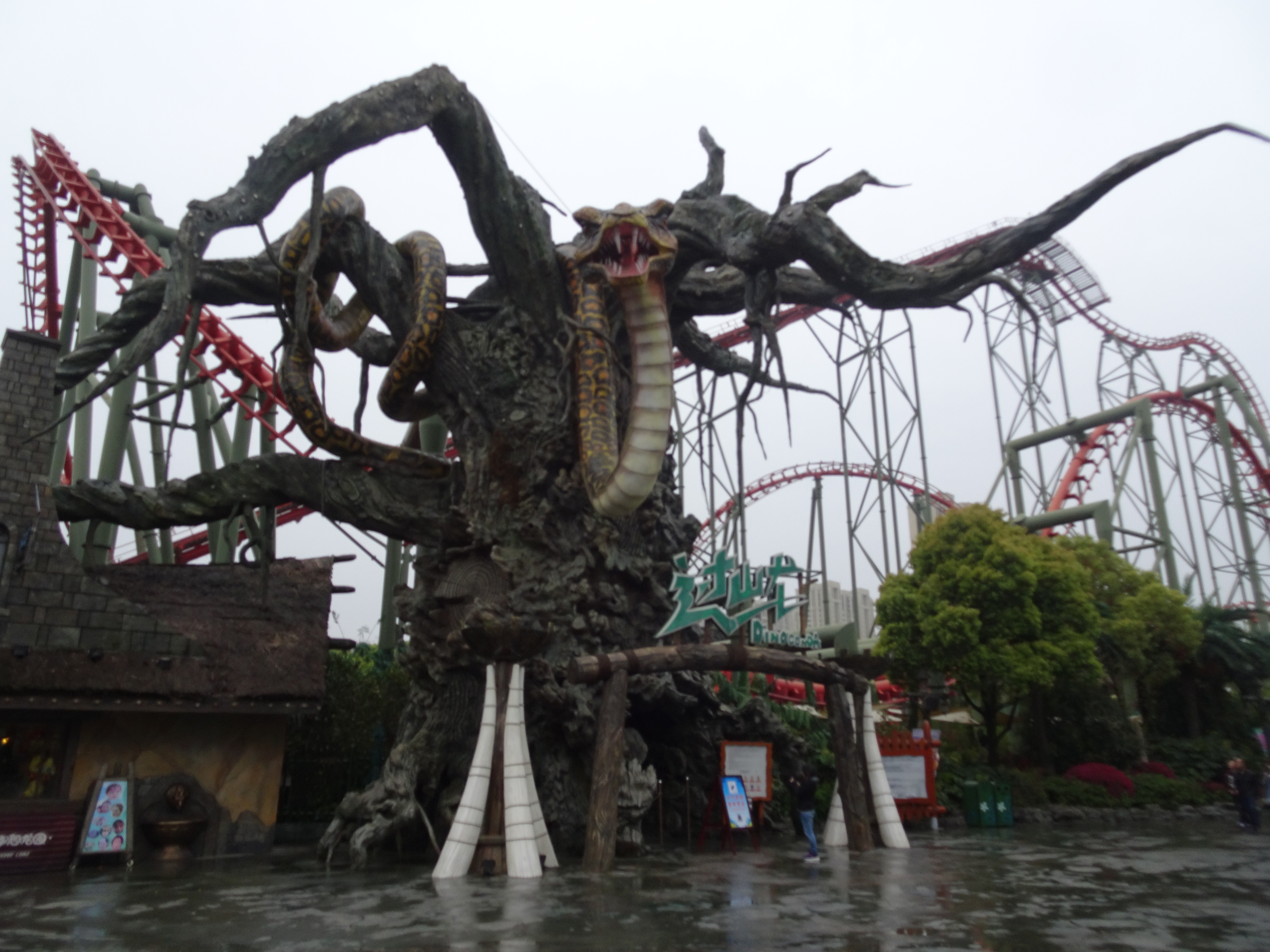
Dinoconda à China Dinosaurs Park
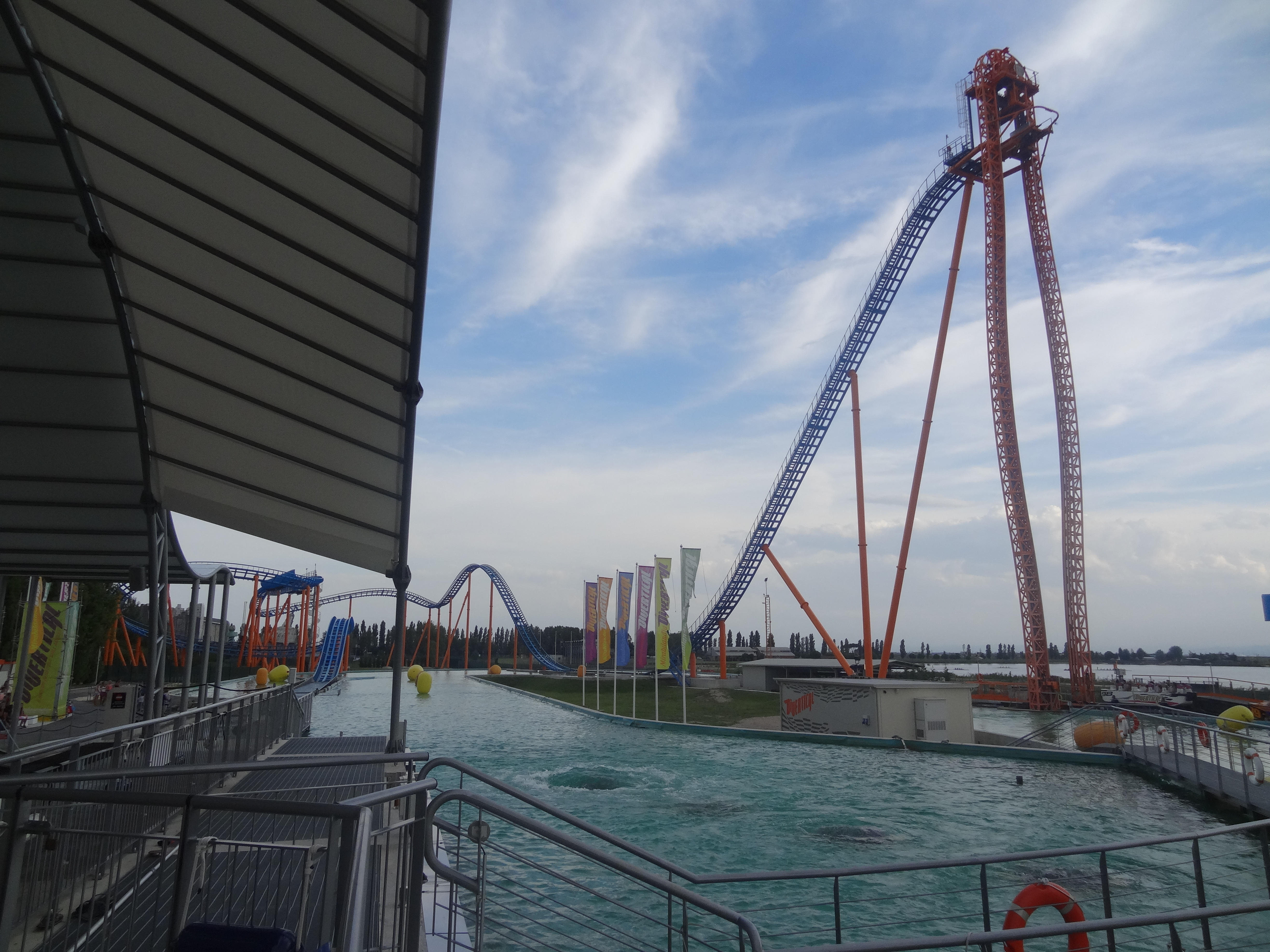
Divertical à Mirabilandia
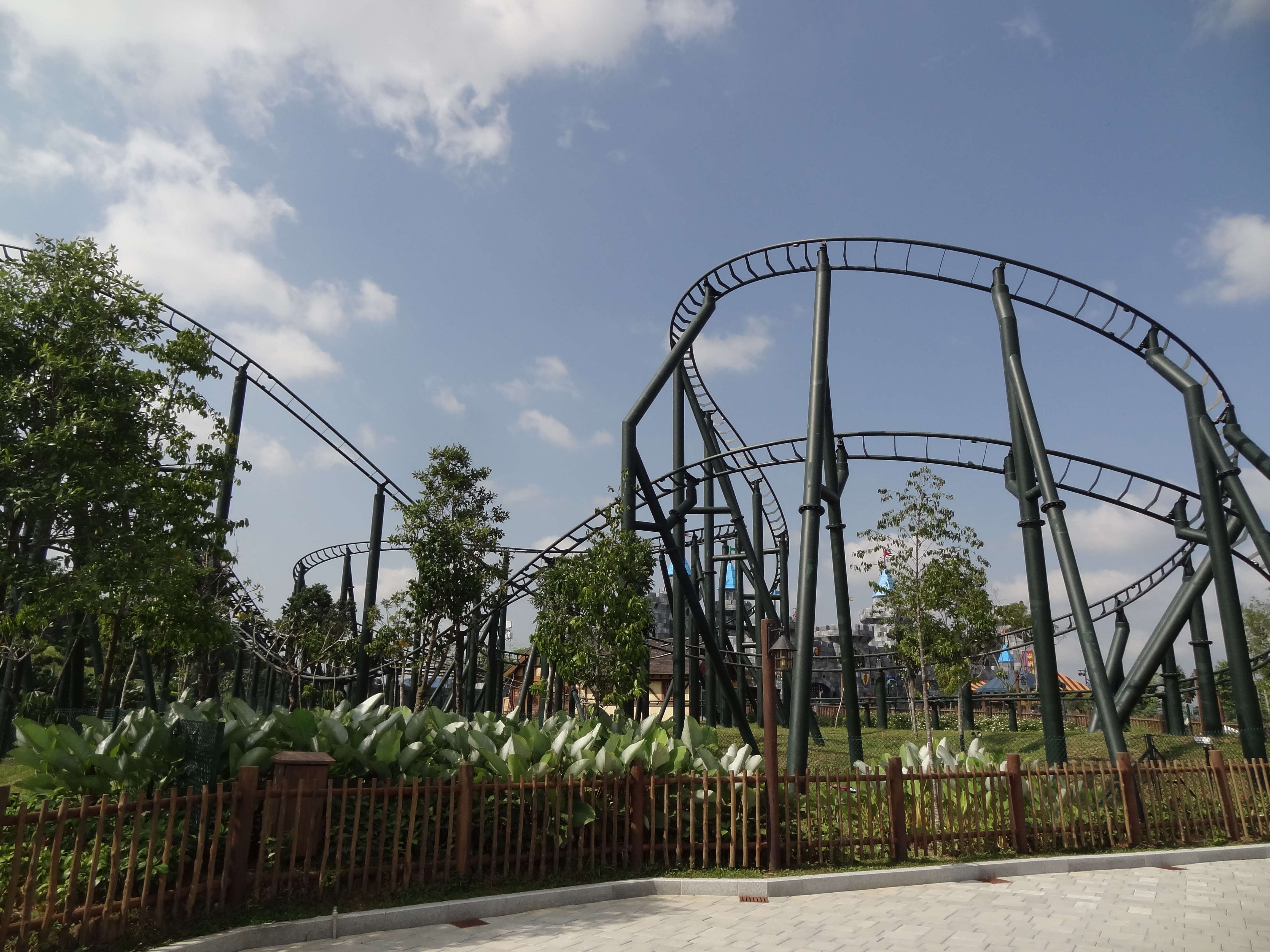
Dragon à Legoland Malaysia
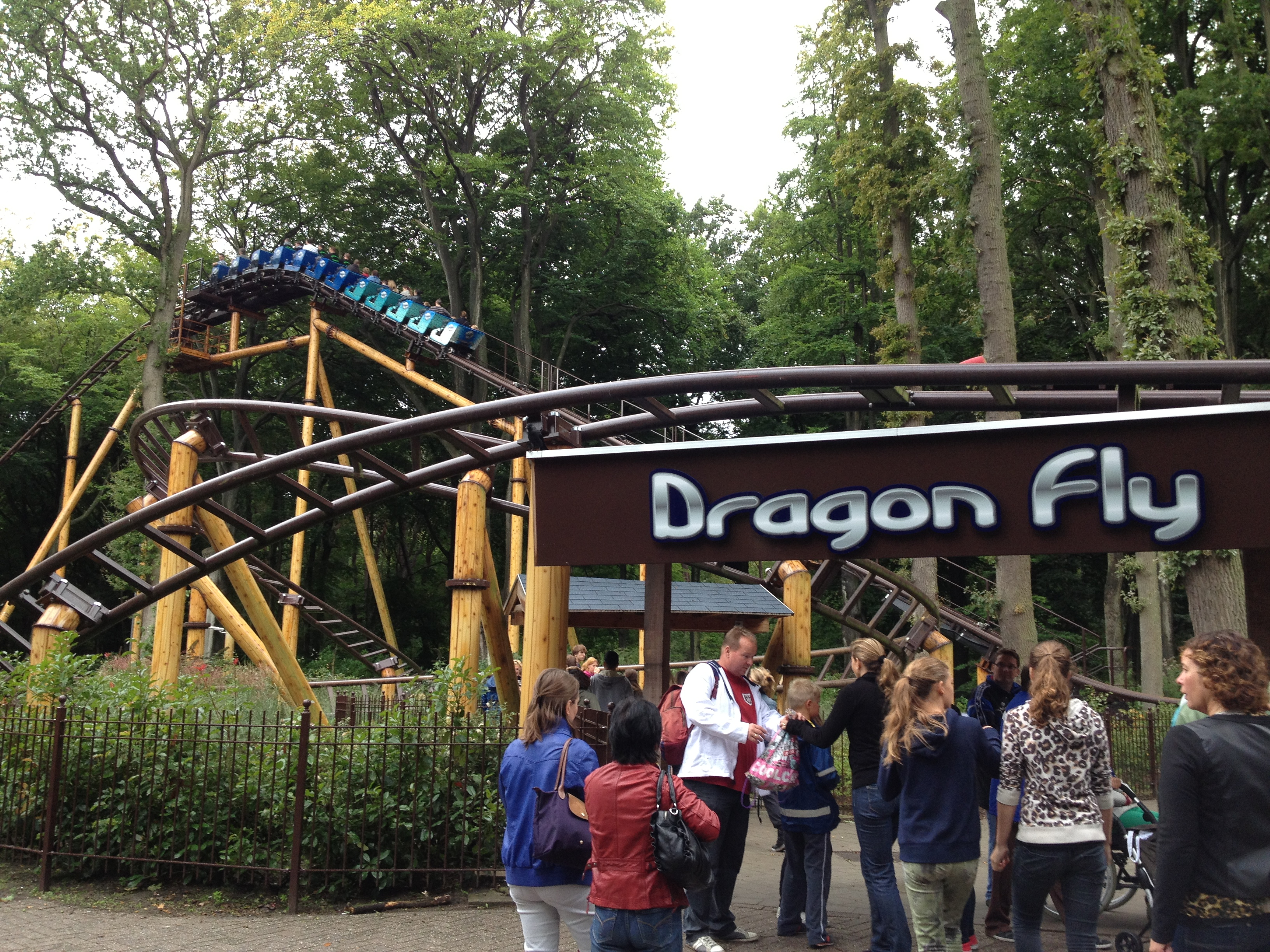
Dragon Fly à Duinrell
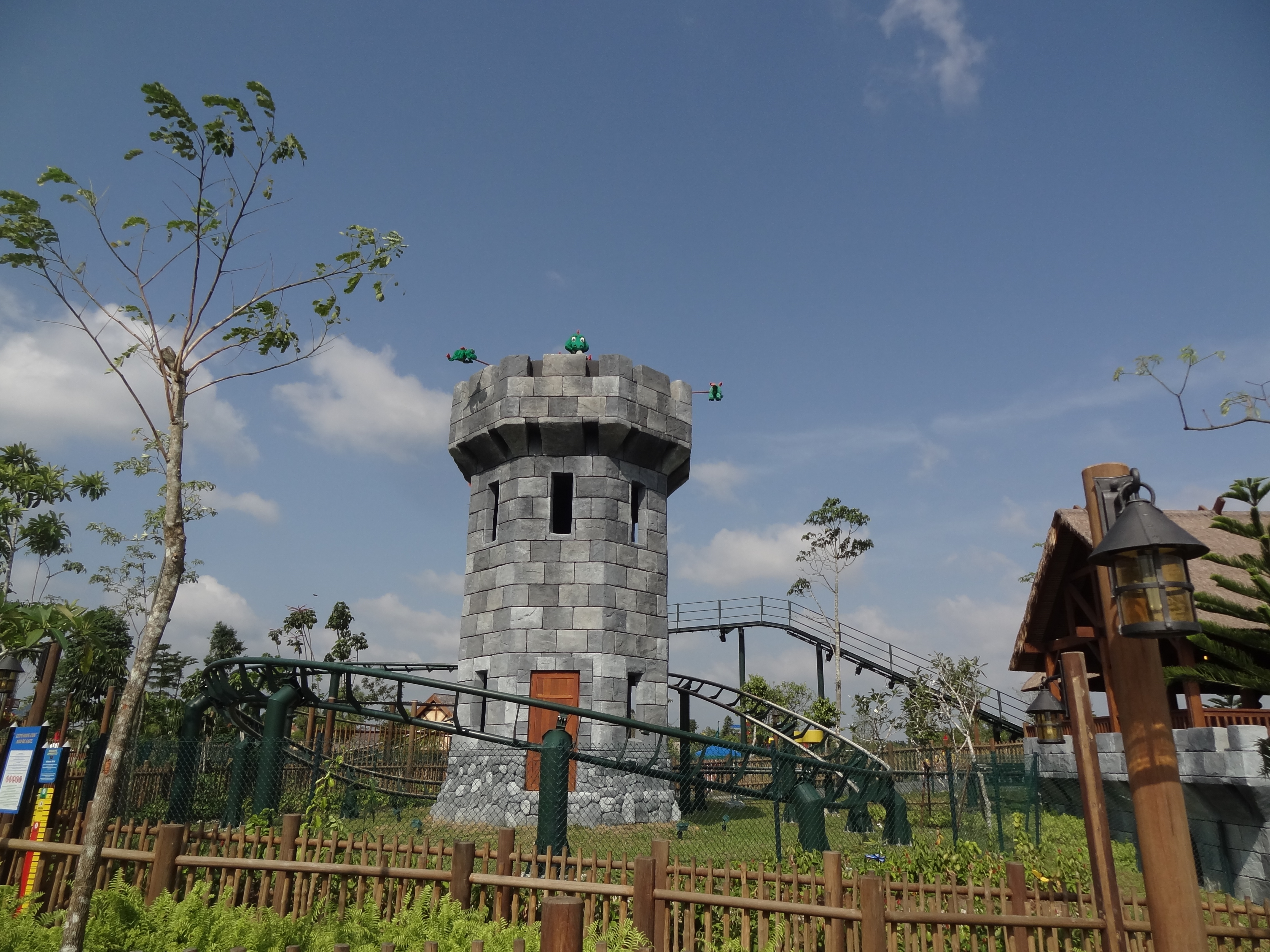
Dragon's Apprentice à Legoland Malaysia
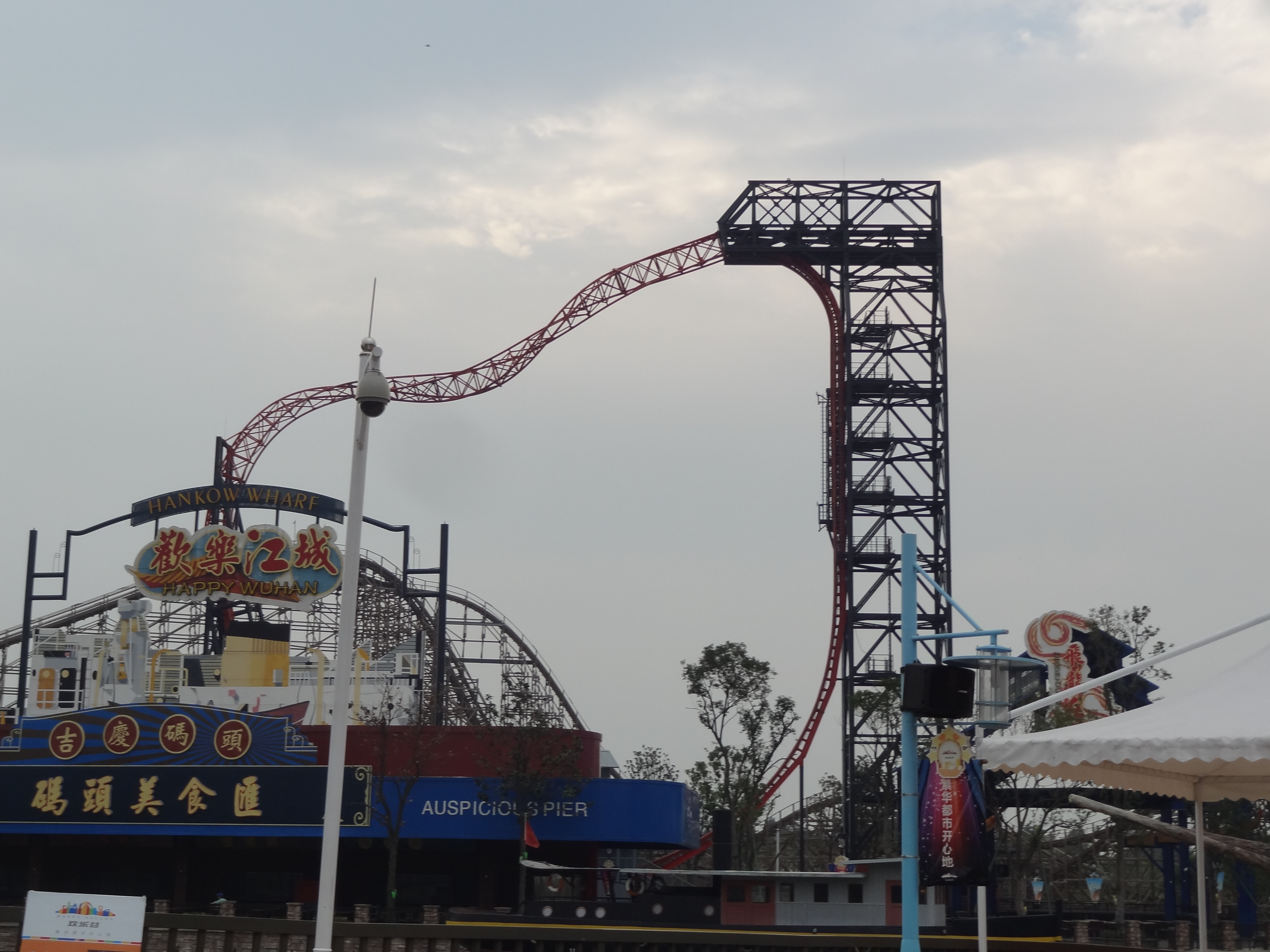
Hidden Anaconda à Happy Valley (Wuhan)
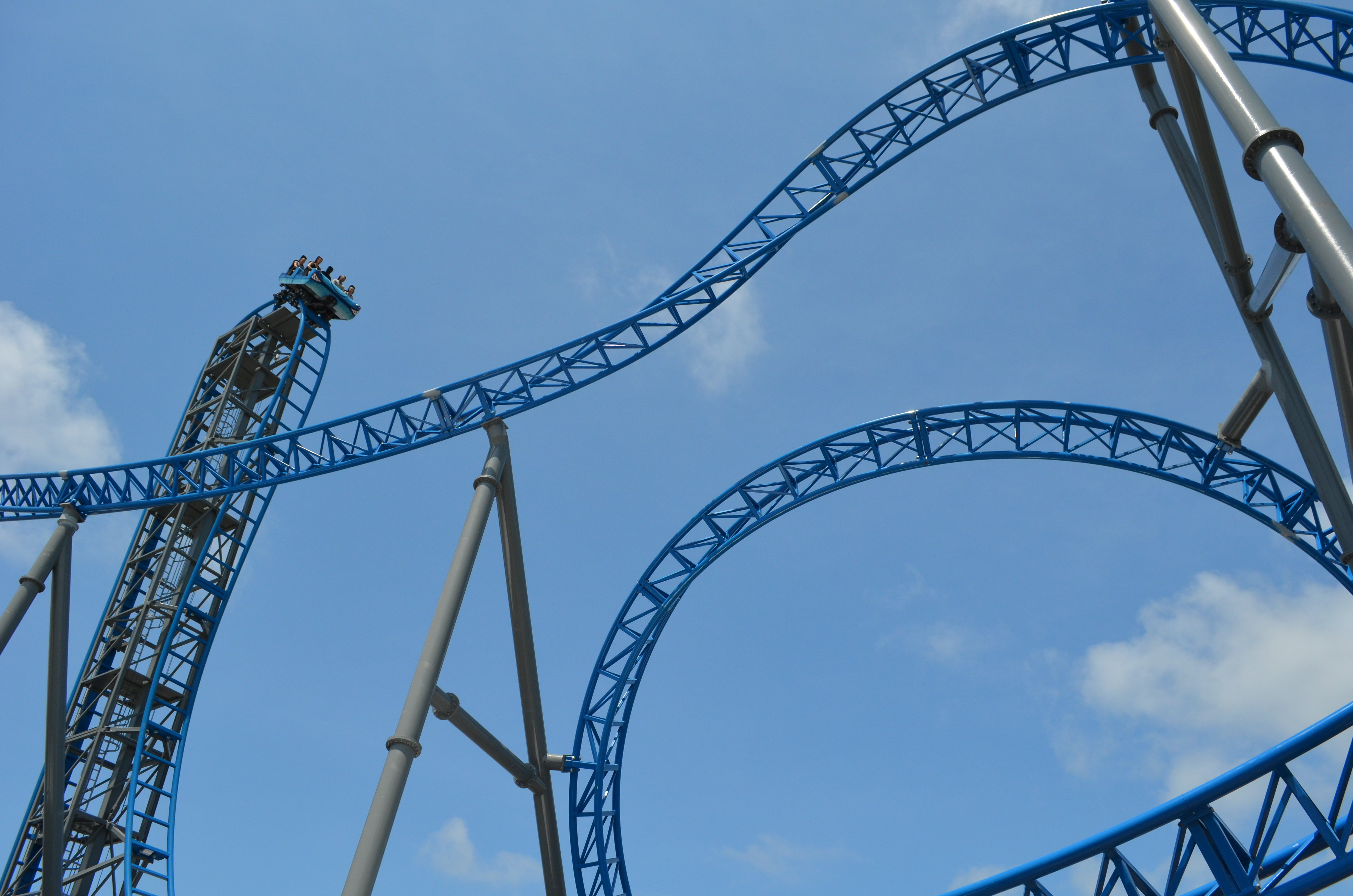
Iron Shark à Galveston Island Historic Pleasure Pier
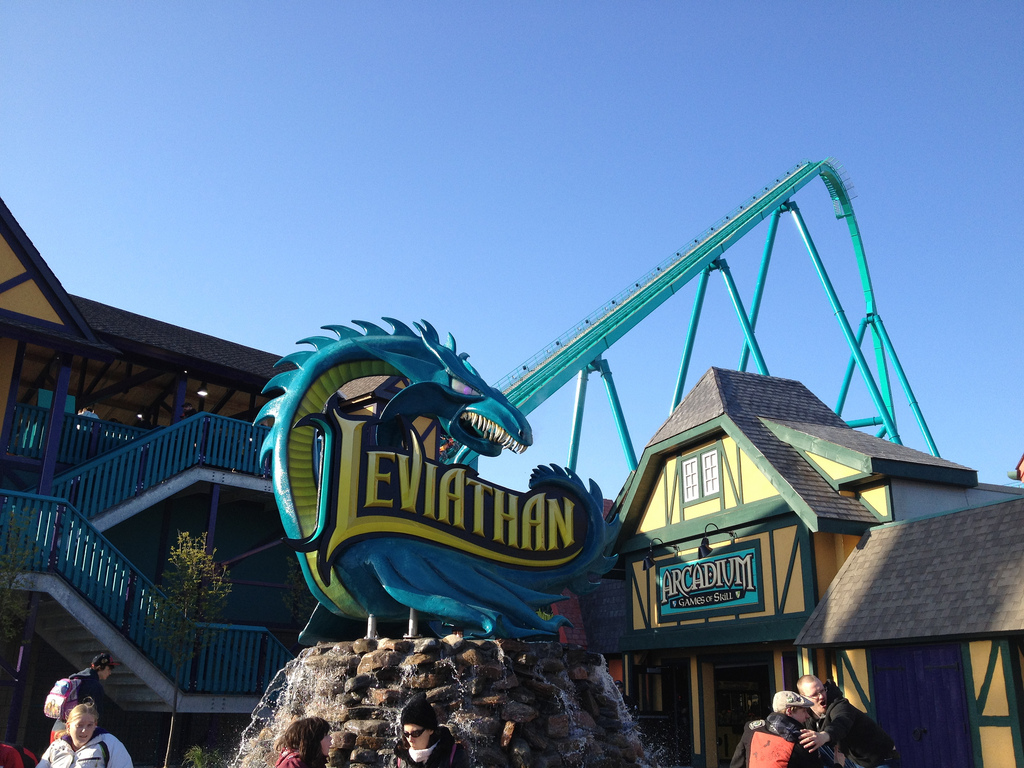
Leviathan à Canada's Wonderland
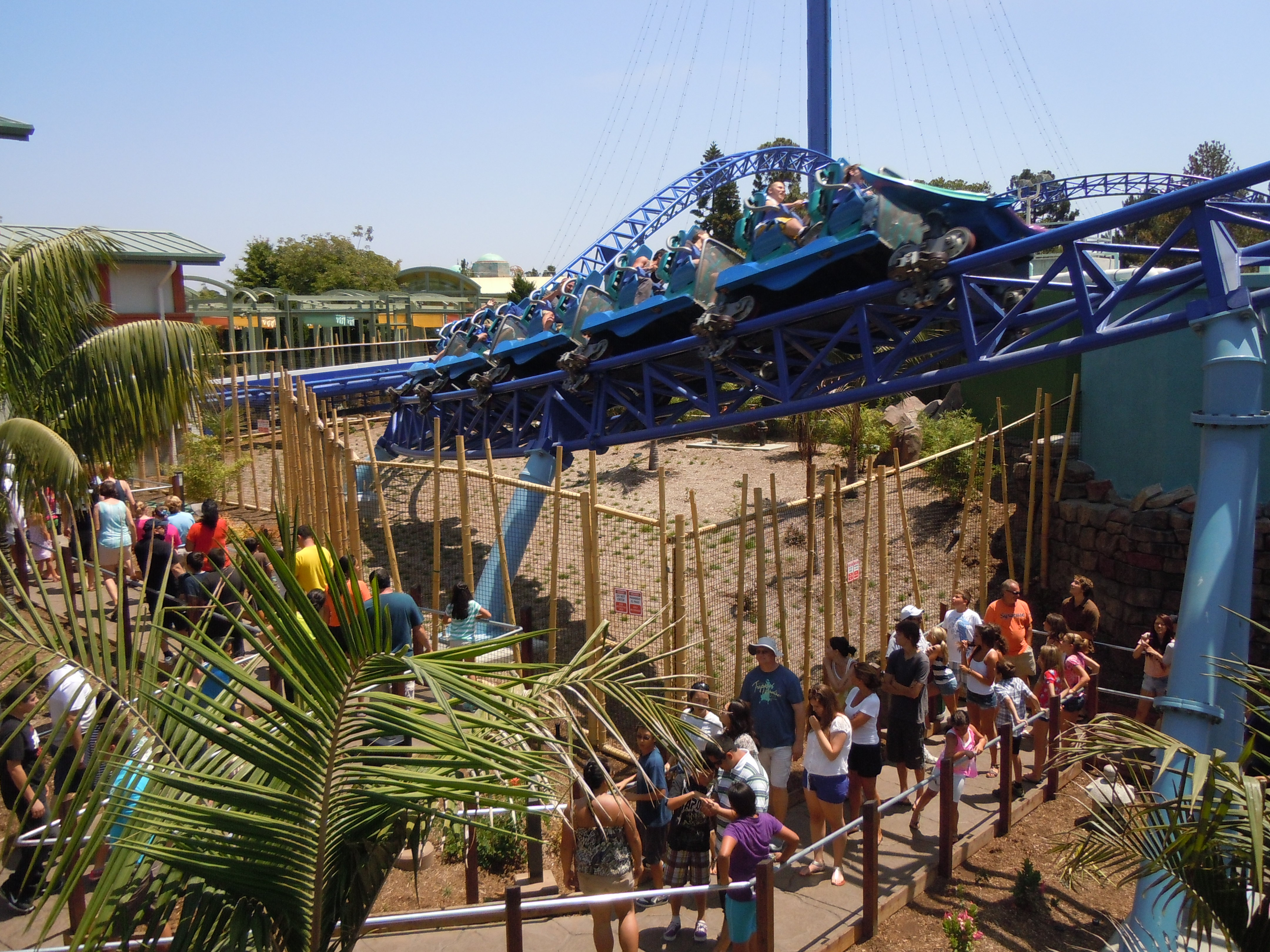
Manta à SeaWorld San Diego
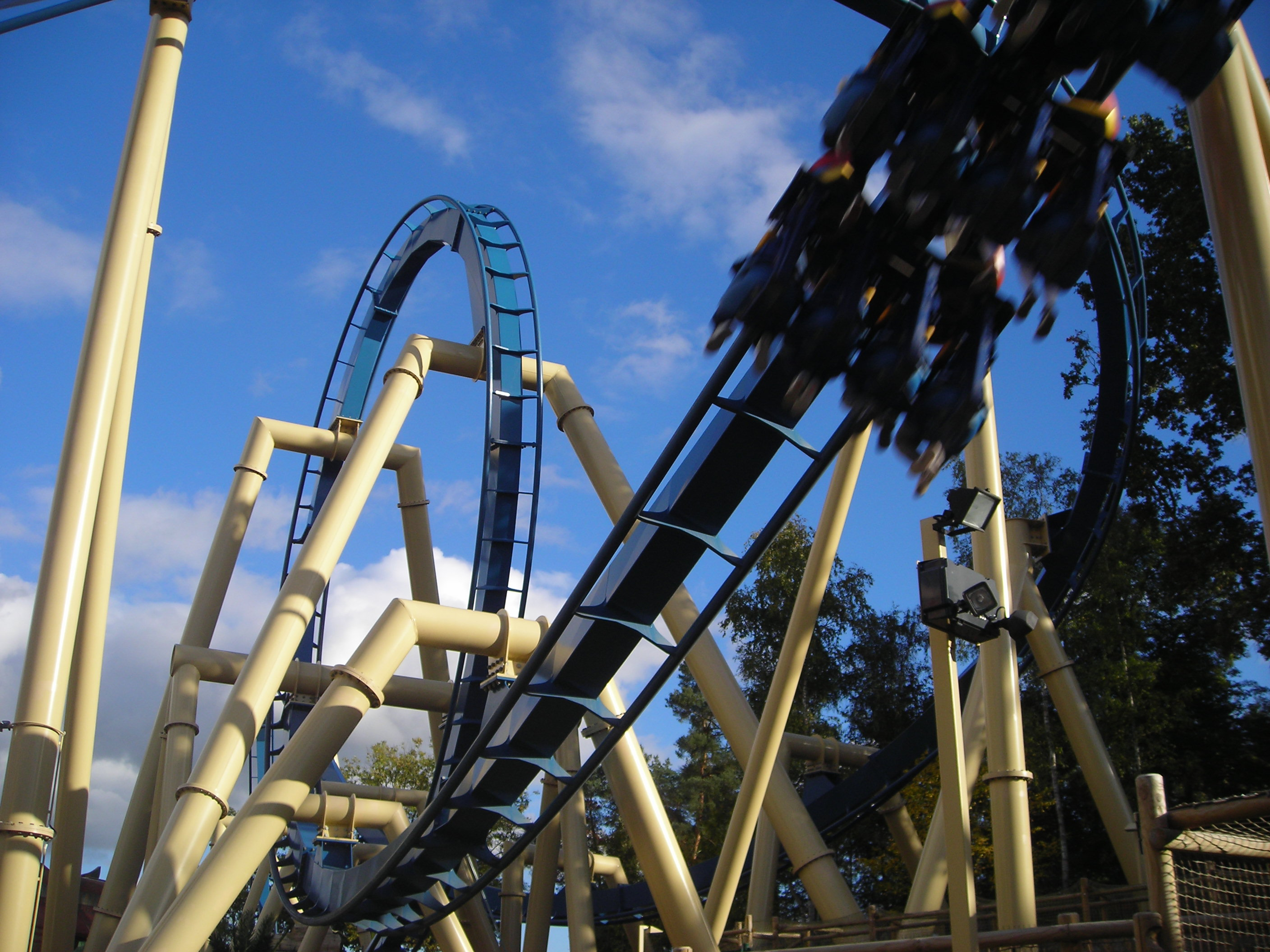
OzIris au parc Astérix
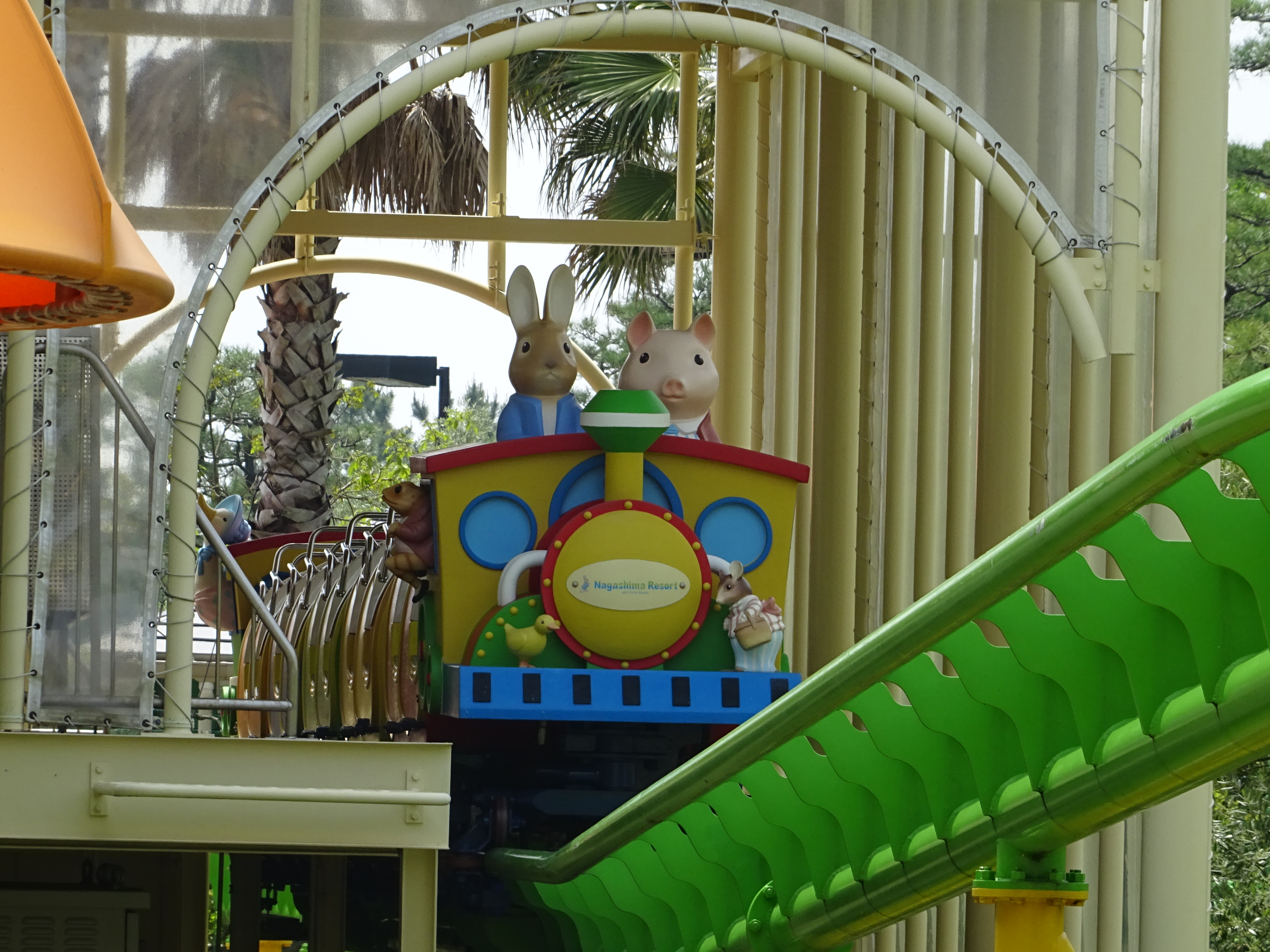
Peter Rabbit Coaster à Nagashima Spa Land
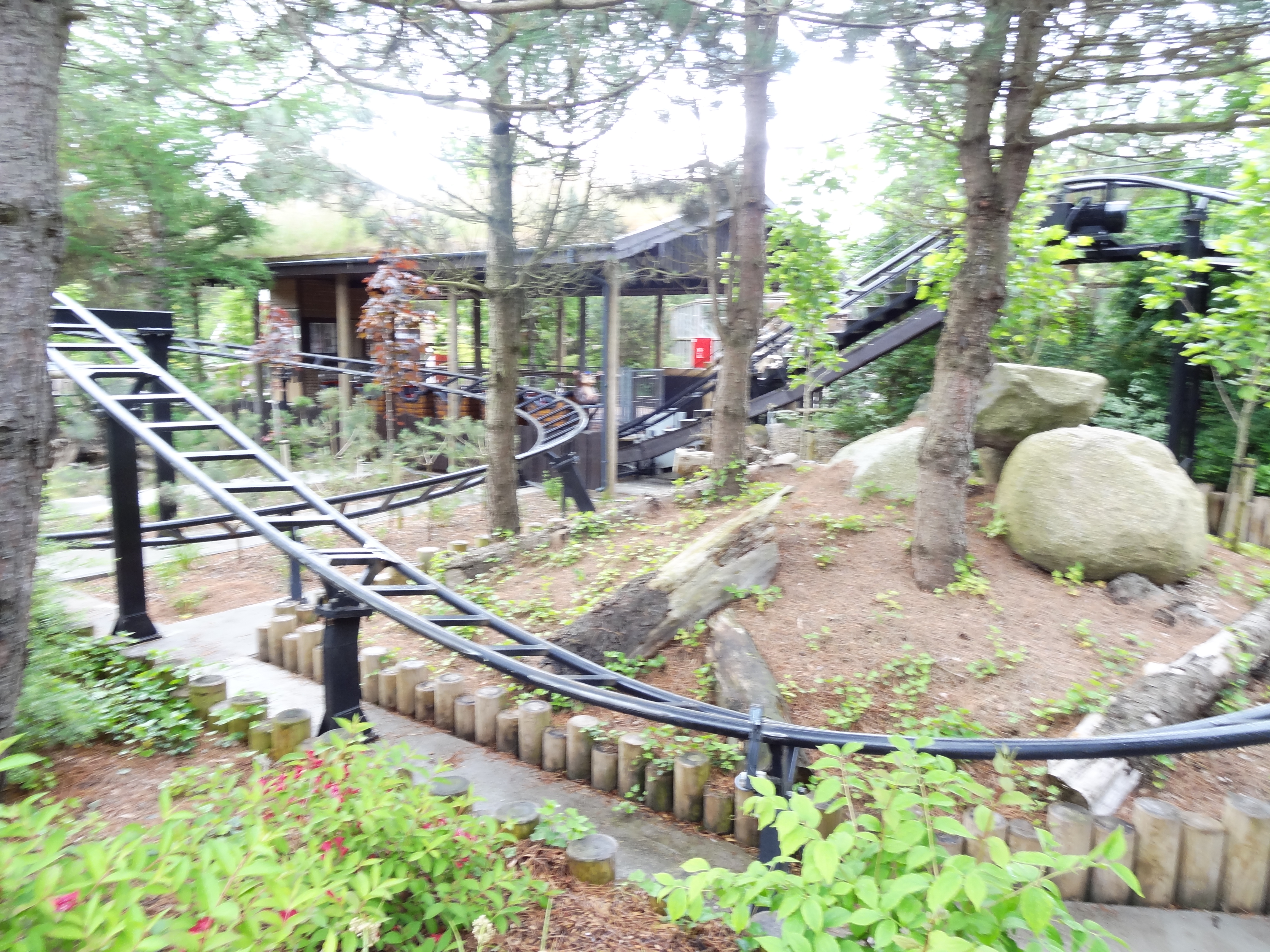
Pindsvinet à Fårup Sommerland
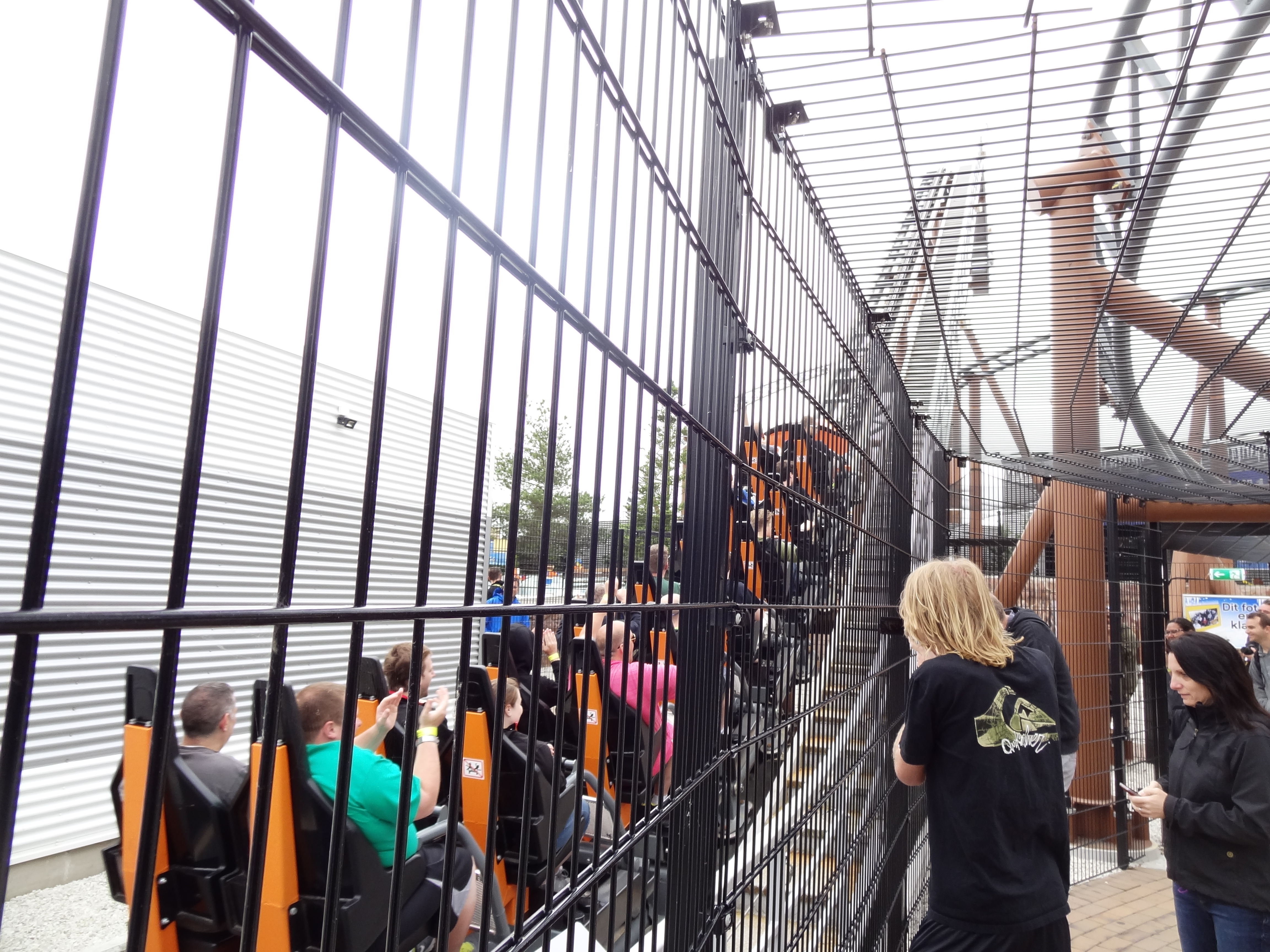
Polar X-plorer à Legoland Billund
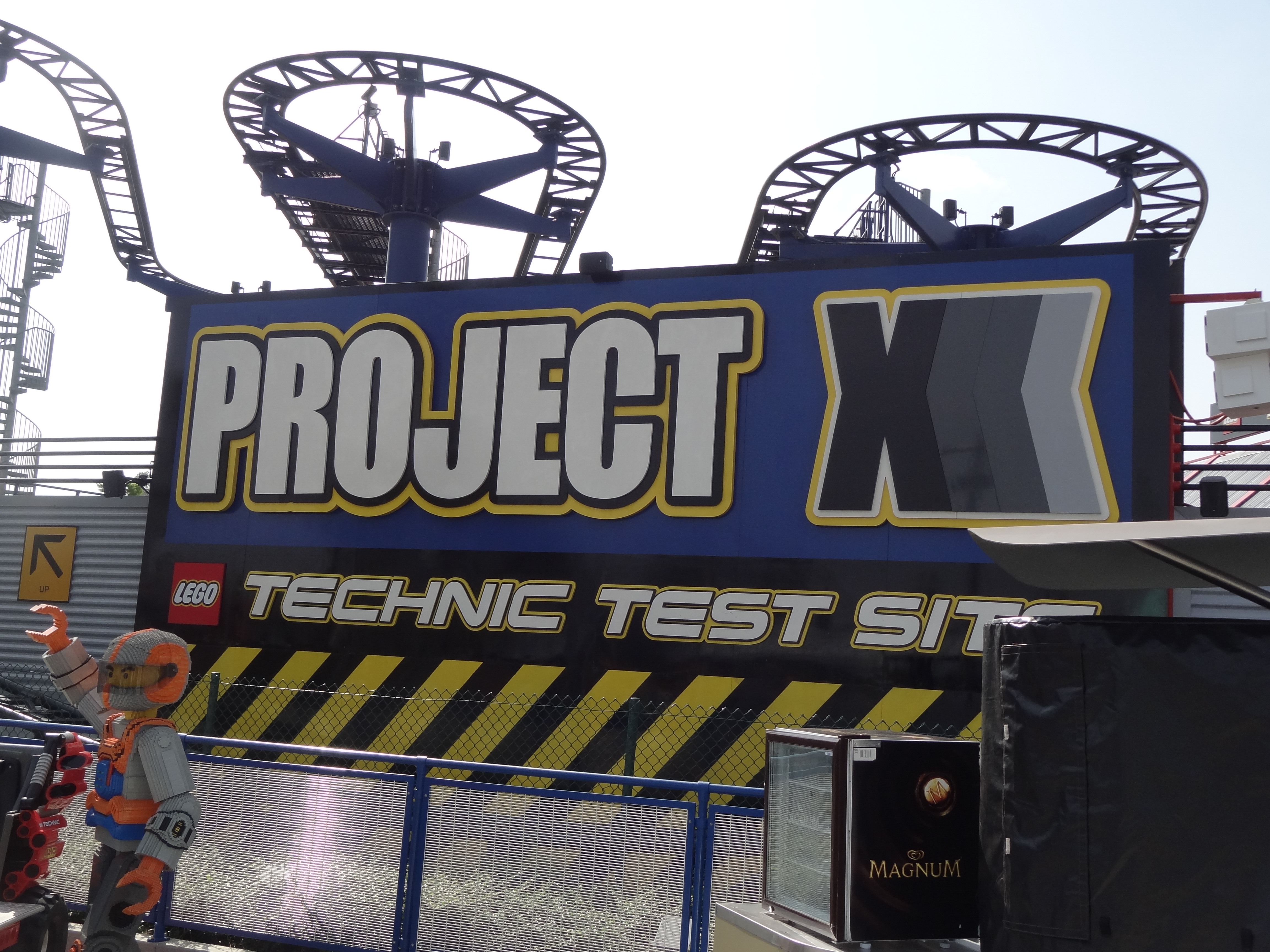
Project X à Legoland Malaysia
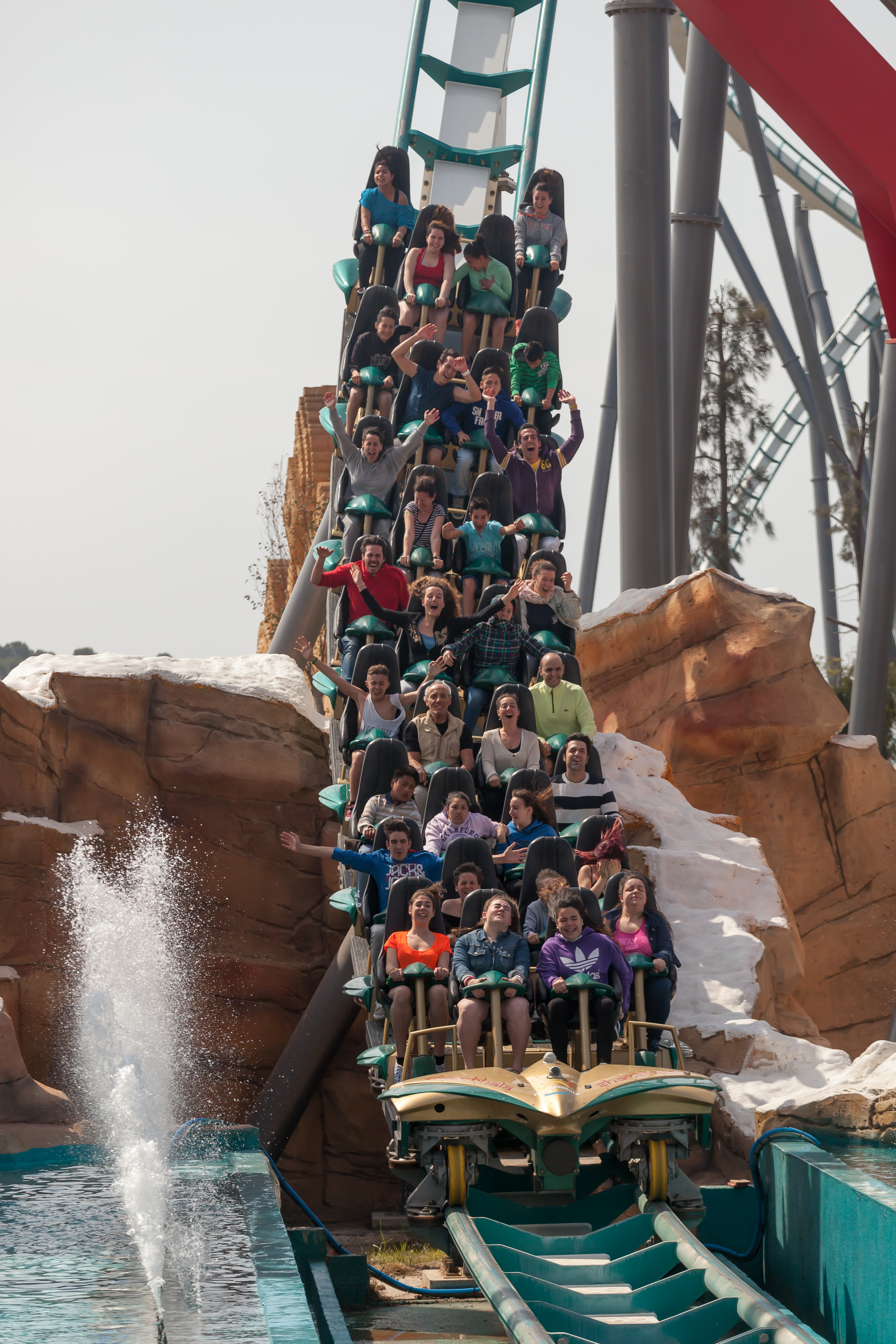
Shambhala à PortAventura Park
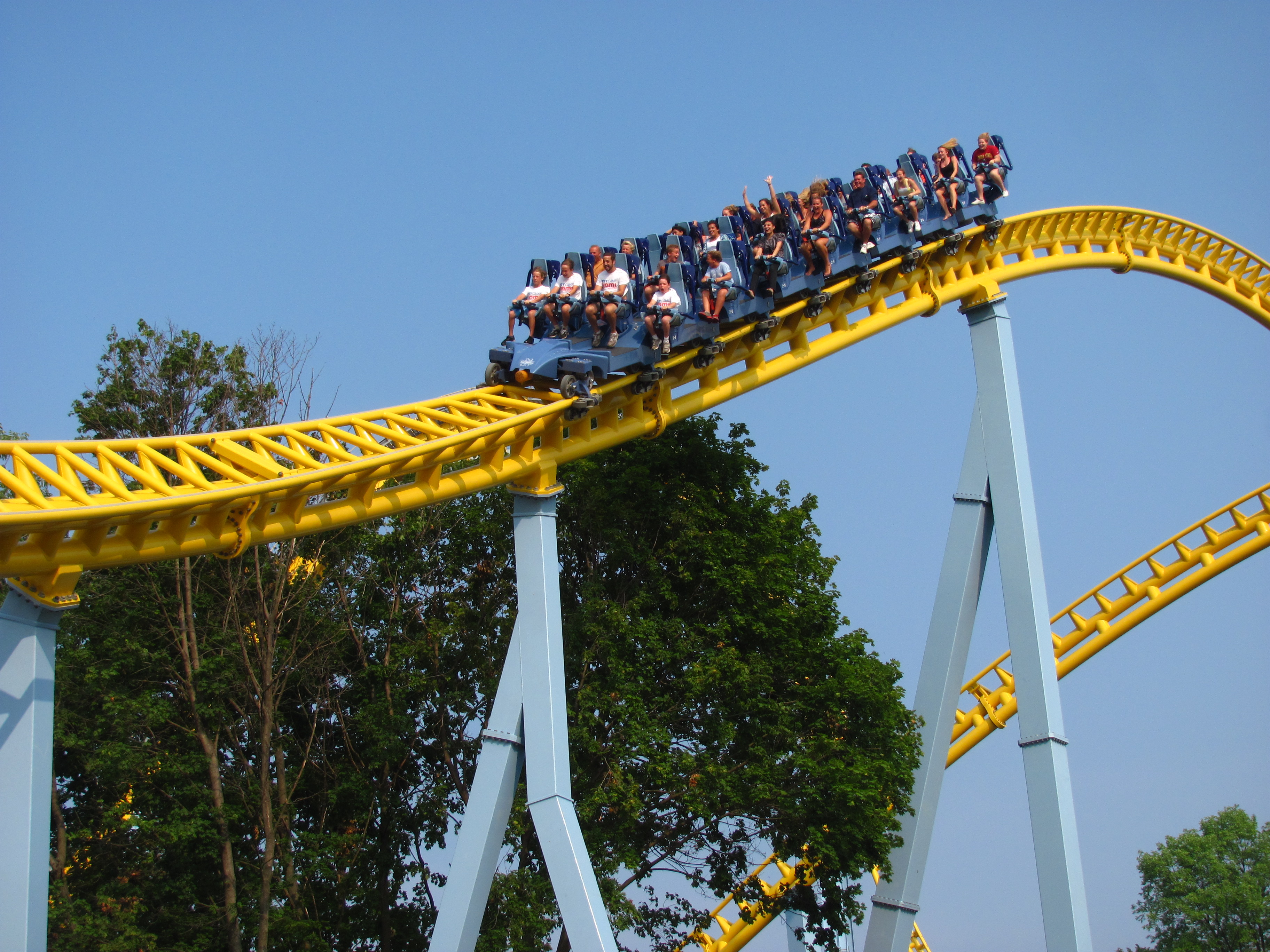
Skyrush à Hersheypark
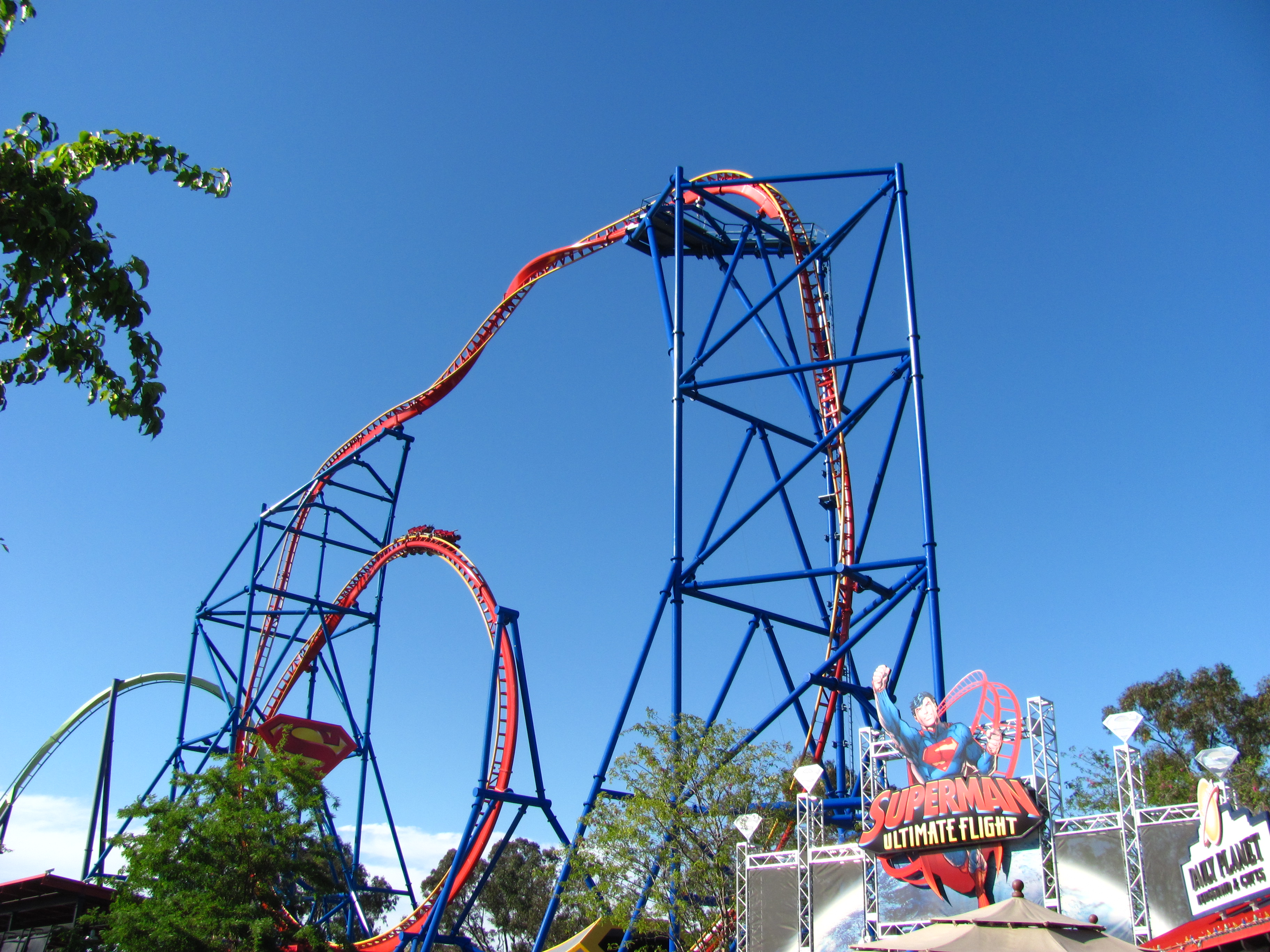
Superman Ultimate Flight à Six Flags Discovery Kingdom
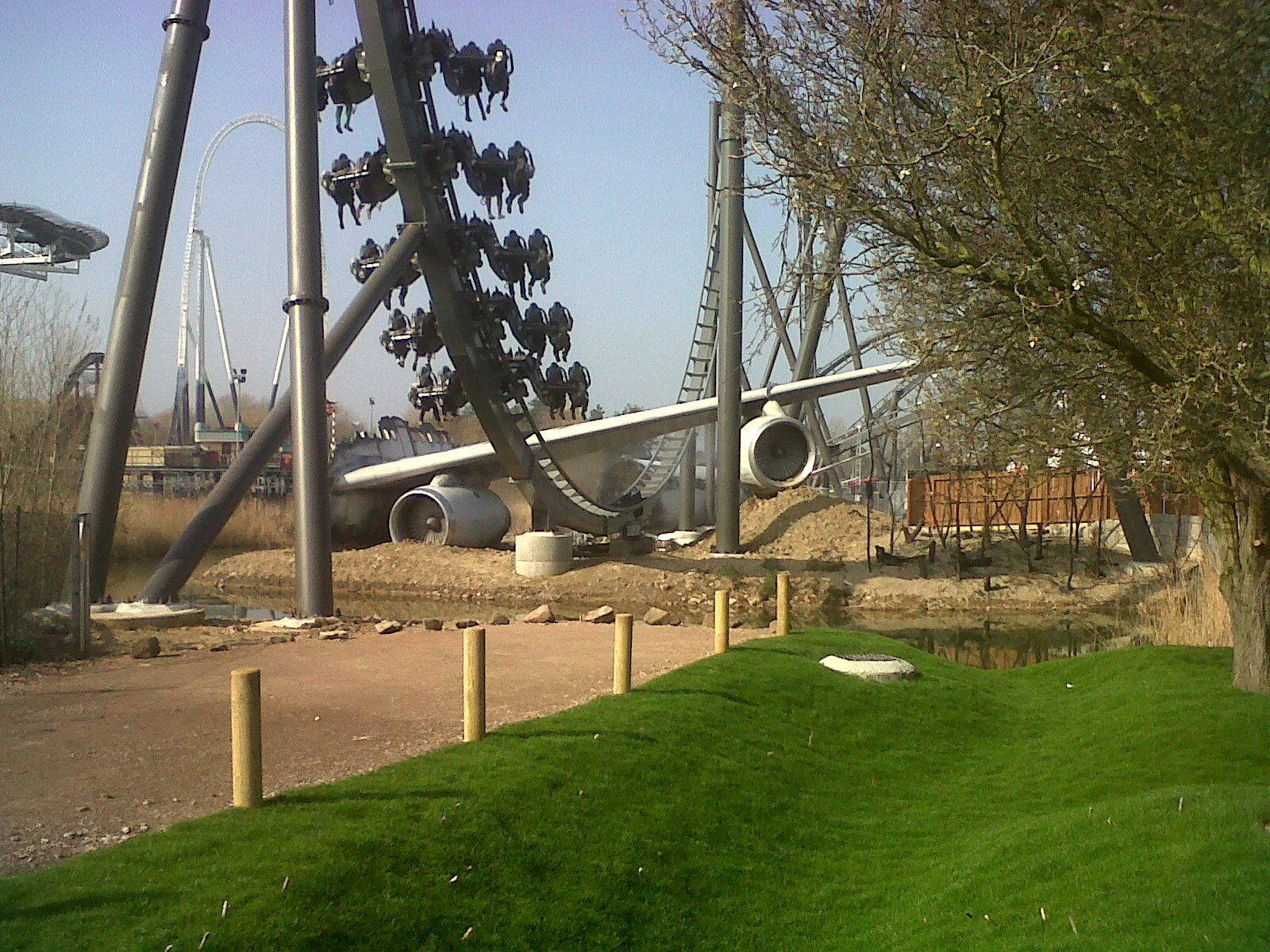
The Swarm à Thorpe Park
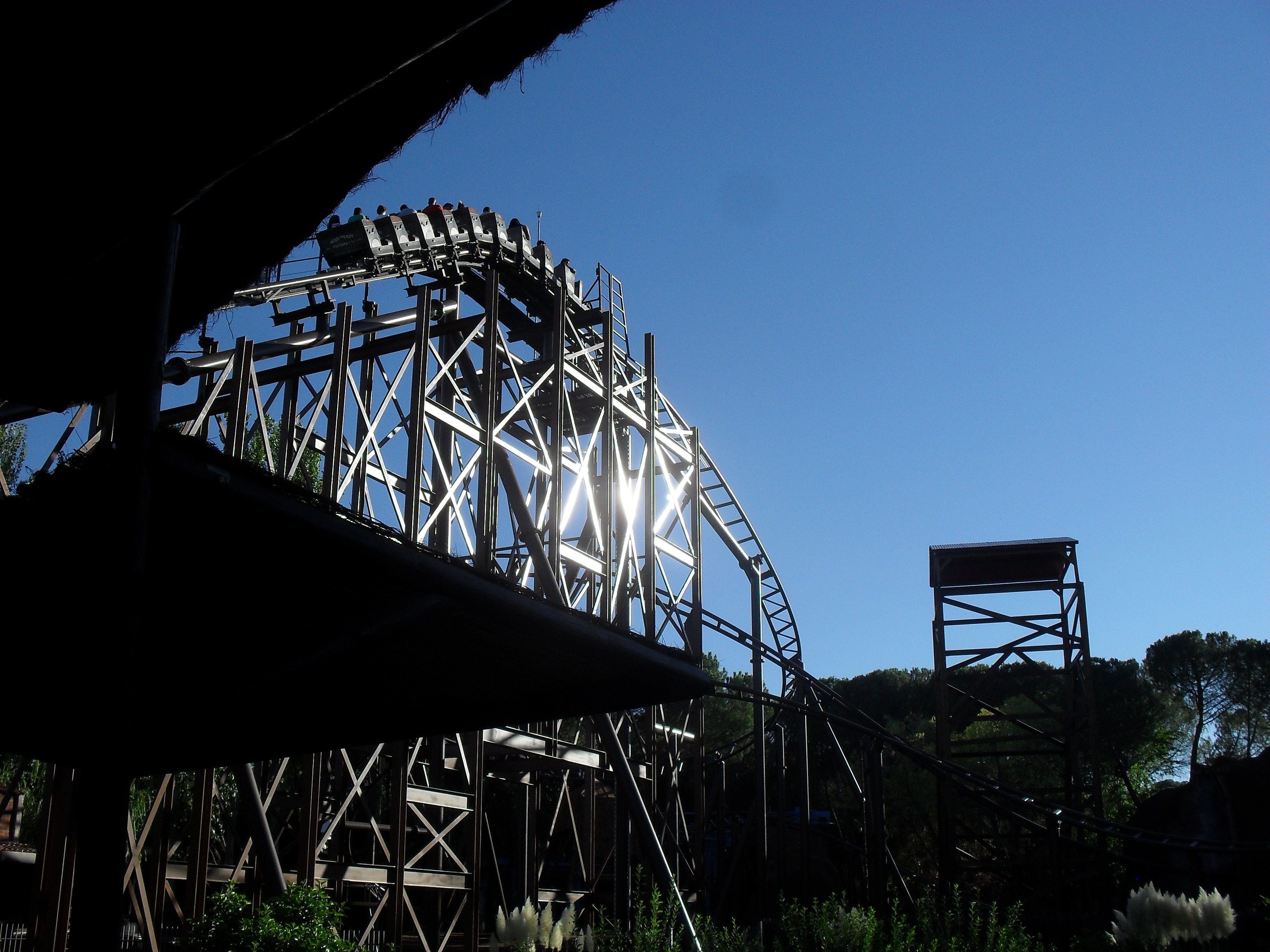
TNT Tren de la Mina à Parque de Atracciones de Madrid
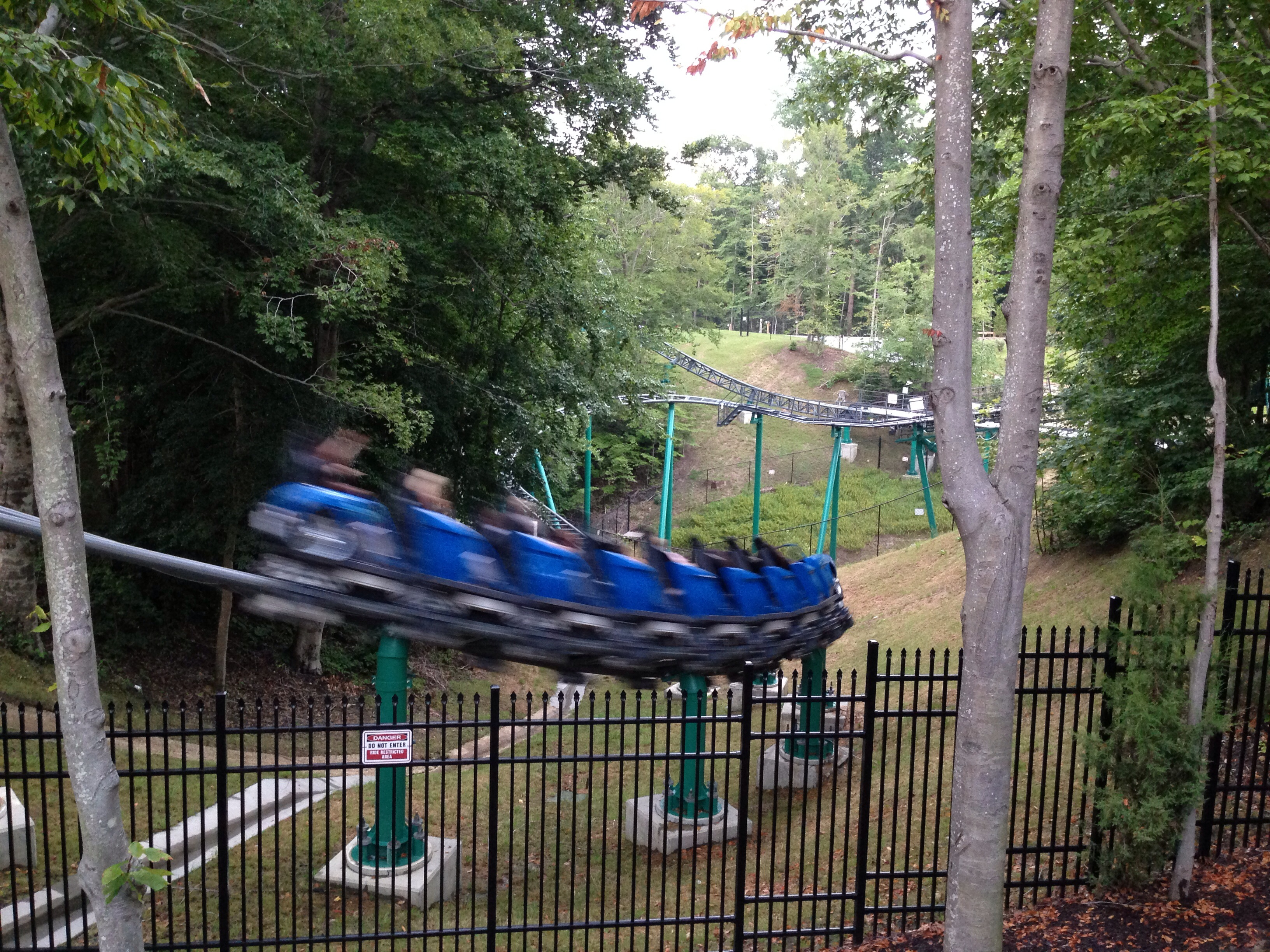
Verbolten à Busch Gardens Williamsburg
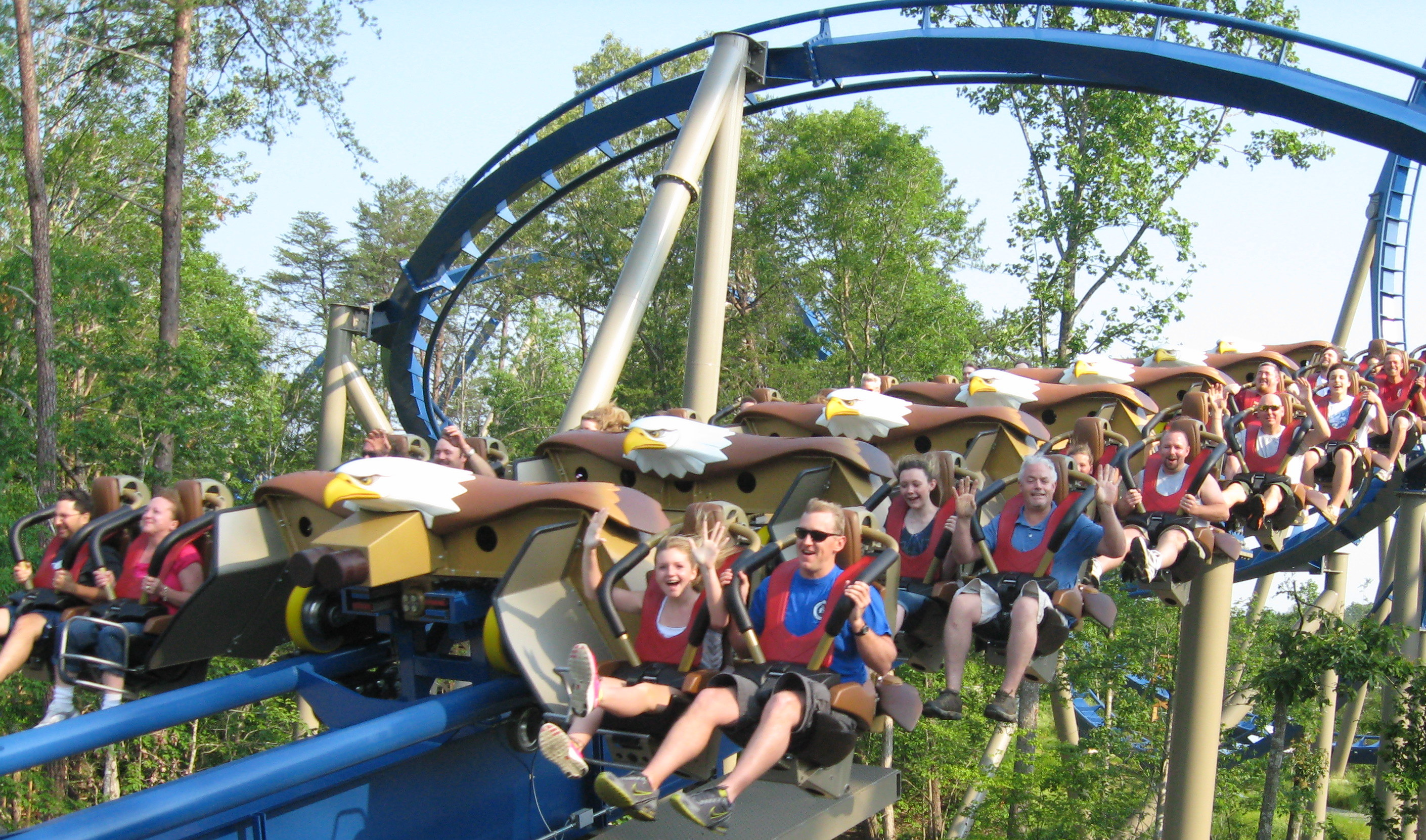
Wild Eagle à Dollywood
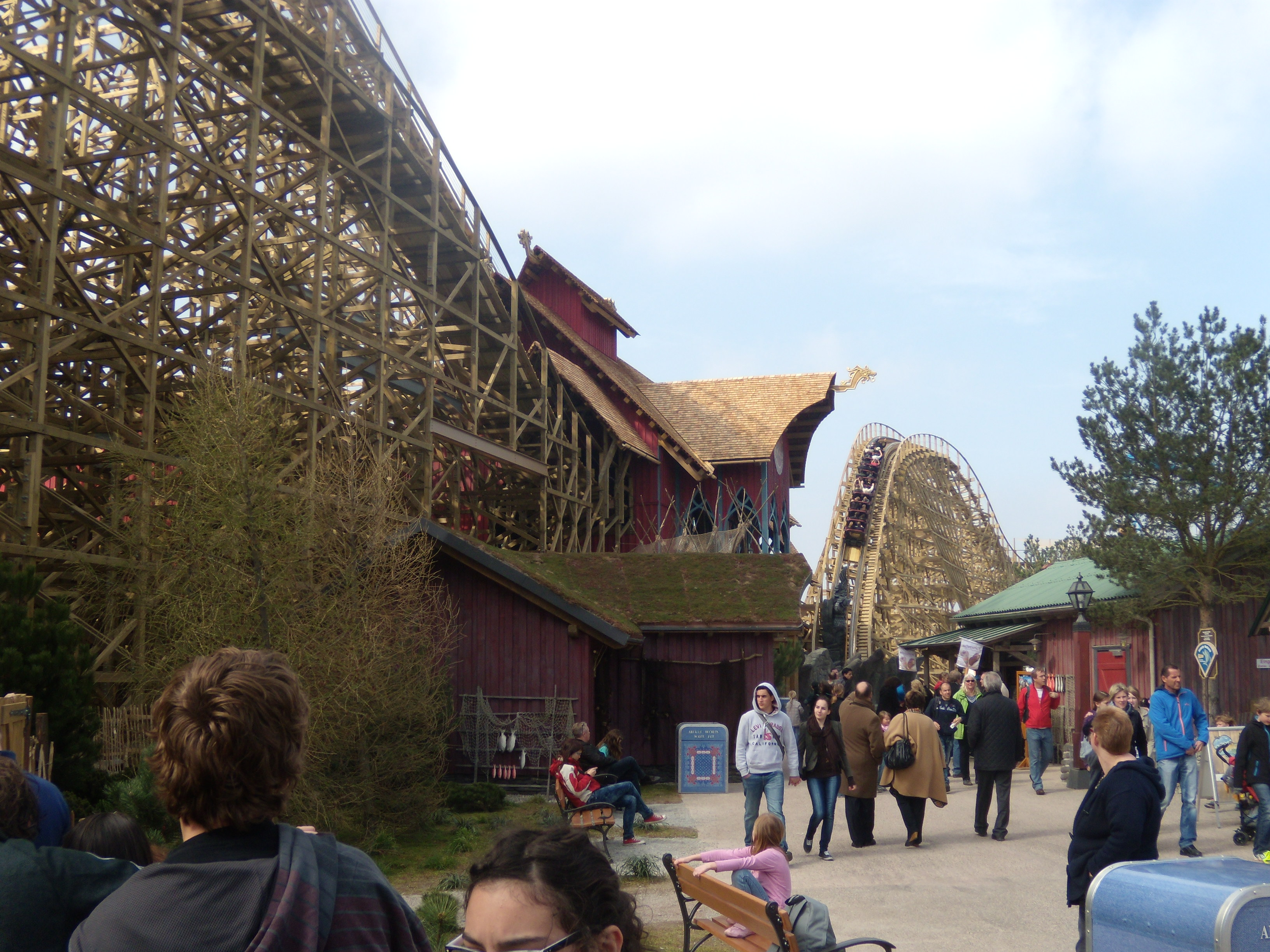
Wodan - Timburcoaster à Europa-Park
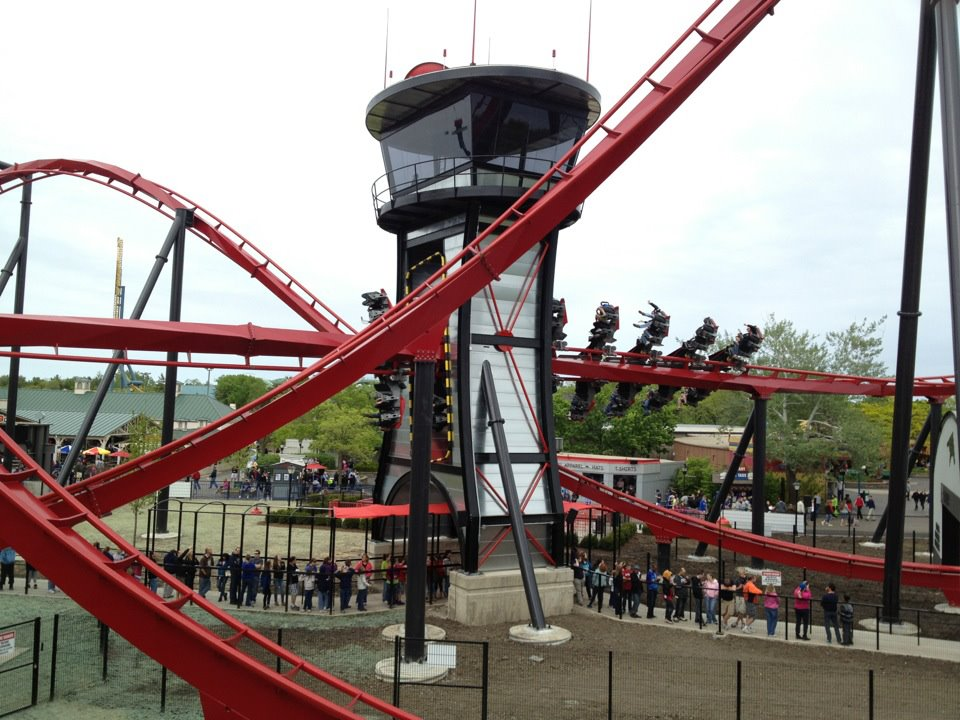
X-Flight à Six Flags Great America

### Autres attractions
Cette liste est non exhaustive.
| Nom                                          | Type / Modèle                         | Constructeur                                             | Parc                                    | Pays        |
| -------------------------------------------- | ------------------------------------- | -------------------------------------------------------- | --------------------------------------- | ----------- |
| 5D Cinemagic                                 | Cinema interactif                     | Triotech Amusement                                       | Tivoli Friheden                         | Danemark    |
| Air Meeting                                  | Sky Fly                               | Gerstlauer                                               | Nigloland                               | France      |
| Aquanura                                     | Spectacle aquatique sons et lumières  | WET Design                                               | Efteling                                | Pays-Bas    |
| Bambooz River                                | Bûches                                | Soquet et Interlink                                      | Walibi Rhône-Alpes                      | France      |
| Black Widows                                 | Giant Discovery                       | Zamperla                                                 | Kennywood                               | États-Unis  |
| Buddel-Tanz                                  | Pavillon Dansant                      | Gerstlauer                                               | Belantis                                | Allemagne   |
| Carousel                                     | Carrousel                             | Chance Rides                                             | Galveston Island Historic Pleasure Pier | États-Unis  |
| Castoria                                     | Bûches                                | Preston & Barbieri                                       | Fiabilandia                             | Italie      |
| Club Psyke 5D Experience                     | Cinéma 4-D                            |                                                          | Walibi Holland                          | Pays-Bas    |
| Condor                                       | Condor                                | Huss Rides                                               | Miragica                                | Italie      |
| Despicable Me: Minion Mayhem                 | Cinéma dynamique                      | Infitec / Universal Creative/ Illumination Entertainment | Universal Studios Florida               | États-Unis  |
| Didi Monorail                                | Monorail / Pedal Car                  | Mettalbau Emmeln                                         | Didi'Land                               | France      |
| Dino Island                                  | Bûches                                | ABC Engineering                                          | Legoland Malaysia                       | Malaisie    |
| Dinosaurs Alive!                             | Walkthrough                           | Dinosaurs Unearthed                                      | Canada's Wonderland                     | États-Unis  |
| Dinosaurs Alive!                             | Walkthrough                           | Dinosaurs Unearthed                                      | Cedar Point                             | États-Unis  |
| Dinosaurs Alive!                             | Walkthrough                           | Dinosaurs Unearthed                                      | Dorney Park & Wildwater Kingdom         | États-Unis  |
| Dinosaurs Alive!                             | Walkthrough                           | Dinosaurs Unearthed                                      | Kings Dominion                          | États-Unis  |
| Dinosaurs Alive!                             | Walkthrough                           | Dinosaurs Unearthed                                      | Kings Island                            | États-Unis  |
| Dinosaurs Island                             | Walkthrough                           | Dinosaurs Unearthed                                      | Sea World                               | Australie   |
| Disk-o                                       | Disk'O                                | Zamperla                                                 | Happy Valley (Wuhan)                    | Chine       |
| Disney Dreams!                               | Spectacle sons et lumières            | Walt Disney Imagineering                                 | Parc Disneyland                         | France      |
| Dragon River                                 | Bûches                                | Hafema                                                   | Etnaland                                | Italie      |
| El Torreón                                   | Flash Tower                           | Zamperla                                                 | Parque de Atracciones de Zaragoza       | Espagne     |
| Fliegende Fische                             | Manège d'avions                       | Zierer                                                   | Familypark Neusiedlersee                | Autriche    |
| Flying Ninjago                               | Sky Fly                               | Gerstlauer                                               | Legoland Deutschland                    | Allemagne   |
| Galaxy Wheel                                 | Grande roue                           | Chance Rides                                             | Galveston Island Historic Pleasure Pier | États-Unis  |
| Giant Frisbee                                | Frisbee                               |                                                          | Happy Valley (Wuhan)                    | Chine       |
| Giant Swinger                                | Chaises volantes                      | Zamperla                                                 | Happy Valley (Wuhan)                    | Chine       |
| Icarius                                      | Chaises volantes                      | Zamperla                                                 | Dennlys Parc                            | France      |
| Ice Age the 4D experience                    | Cinéma 4-D                            | SimEx-Iwerks                                             | Alton Towers                            | Royaume-Uni |
| Jolly Roger                                  | Drop Tower                            | Moser's Rides                                            | Pleasurewood Hills                      | Royaume-Uni |
| Justice League: Alien Invasion 3D            | Parcours scénique interactif          | Sally Corporation                                        | Warner Bros. Movie World Australia      | Australie   |
| Kumba Twister                                | Typhoon                               | Technical Park                                           | Serengeti-Park                          | Allemagne   |
| L'era glaciale l'esperienza 4D               | Cinéma 4-D                            | SimEx-Iwerks                                             | Gardaland                               | Italie      |
| Lex Luthor: Drop of Doom                     | Giant Drop                            | Intamin                                                  | Six Flags Magic Mountain                | États-Unis  |
| Lost Kingdom Adventure                       | Parcours scénique interactif          | Sally Corporation                                        | Legoland Malaysia                       | Malaisie    |
| Luigi's Roamin' Tires                        | Autos-tamponneuses sur coussins d'air | Walt Disney Imagineering                                 | Disney California Adventure             | États-Unis  |
| Magic Baby                                   | Parcours scénique interactif          |                                                          | Happy Valley (Wuhan)                    | Chine       |
| Magma                                        | Tour de chute                         | SBF Visa Group                                           | Paulton's Park                          | Royaume-Uni |
| Mater's Junkyard Jamboree                    | Demolition Derby                      | Walt Disney Imagineering                                 | Disney California Adventure             | États-Unis  |
| Mediterranea                                 | Splash Battle                         | Zamperla                                                 | Minitalia Leolandia Park                | Italie      |
| Nemesis Sub-Terra                            | Tours de chute intérieures            | ABC Engineering                                          | Alton Towers                            | Royaume-Uni |
| Observation Tower                            | Tour d'observation                    |                                                          | Legoland Malaysia                       | Malaisie    |
| Pandamonium                                  | Air Race                              | Zamperla                                                 | Dreamworld                              | Australie   |
| Perfect Storm                                | Top Spin                              | Huss Rides                                               | Happy Valley (Wuhan)                    | Chine       |
| Pieuvre                                      | Pieuvre                               | Anton Schwarzkopf                                        | La Récré des 3 Curés                    | France      |
| Pirate Reef                                  | Shoot the Chute                       | Hopkins Rides                                            | Legoland California                     | États-Unis  |
| Pirate's plunge                              | Bûches                                | Interlink                                                | Galveston Island Historic Pleasure Pier | États-Unis  |
| Radiator Springs Racers                      | Parcours scénique automobile          | Walt Disney Imagineering                                 | Disney California Adventure             | États-Unis  |
| Rainbow                                      | Rainbow                               | Huss Rides                                               | Sommerland Syd                          | Danemark    |
| Revolution                                   | Freak out                             | Chance Rides                                             | Galveston Island Historic Pleasure Pier | États-Unis  |
| Rock it up                                   | Drop'n twist                          | SBF Visa Group                                           | Walibi Sud-Ouest                        | France      |
| Sea Dragon                                   | Bateau à bascule                      | Chance Rides                                             | Galveston Island Historic Pleasure Pier | États-Unis  |
| Shoot the Chute                              | Shoot the Chute                       | Golden Horse                                             | Happy Valley (Wuhan)                    | Chine       |
| Skadoosh Bumper Cars                         | Autos-tamponneuses                    |                                                          | Dreamworld                              | Australie   |
| SkyScreamer                                  | Star Flyer                            | Funtime                                                  | Six Flags Fiesta Texas                  | États-Unis  |
| SkyScreamer                                  | Star Flyer                            | Funtime                                                  | Six Flags Great Adventure               | États-Unis  |
| Solhjulet                                    | Enterprise                            | Huss Rides                                               | Sommerland Syd                          | Danemark    |
| Sparkler                                     | Vertical Swing ride                   | Zamperla                                                 | Holiday World & Splashin' Safari        | États-Unis  |
| Tarantula Magica                             | Enterprise                            | Huss Rides                                               | Avonturenpark Hellendoorn               | Pays-Bas    |
| Temp'O                                       | Mega Disk'O                           | Zamperla                                                 | Dennlys Parc                            | France      |
| Teenage Mutant Ninja Turtles Shell Shock     | Sky Fly                               | Gerstlauer                                               | Nickelodeon Universe                    | États-Unis  |
| Texas Star Flyer                             | Star Flyer                            | Chance Rides                                             | Galveston Island Historic Pleasure Pier | États-Unis  |
| Toy Story Mania!                             | Parcours scénique interactif          | Walt Disney Imagineering                                 | Tokyo DisneySea                         | Japon       |
| Transformers: The Ride                       | Parcours scénique / Simulateur 3D     | Universal Creative/ Industrial Light & Magic             | Universal Studios Hollywood             | États-Unis  |
| Twin Towers                                  | Space Shot et Turbo Drop              | S&S Worldwide                                            | Happy Valley (Wuhan)                    | Chine       |
| Under the Sea: Journey of the Little Mermaid | Parcours scénique                     | Walt Disney Imagineering                                 | Magic Kingdom                           | États-Unis  |
| Vol Ultime                                   | Star Flyer                            | Funtime                                                  | La Ronde                                | Canada      |
| Wet & Wild                                   | Corsair Battle                        | Moser's Rides                                            | Zoo Safaripark Stukenbrock              | Allemagne   |
| Wildwasserbahn Zum Rittersturz               | Bûches                                | ABC Engineering                                          | Wild- und Freizeitpark Klotten          | Allemagne   |
| Wild Wild Raft                               | Rivière rapide en bouées              | Golden Horse                                             | Happy Valley (Wuhan)                    | Chine       |
| WindSeeker                                   | Wind Seeker                           | Mondial Rides                                            | Carowinds                               | États-Unis  |
| WindSeeker                                   | Wind Seeker                           | Mondial Rides                                            | Kings Dominion                          | États-Unis  |
| Zum-Zum: Las Abejitas                        | Monorail                              | SBF Visa Group                                           | Isla Mágica                             | Espagne     |

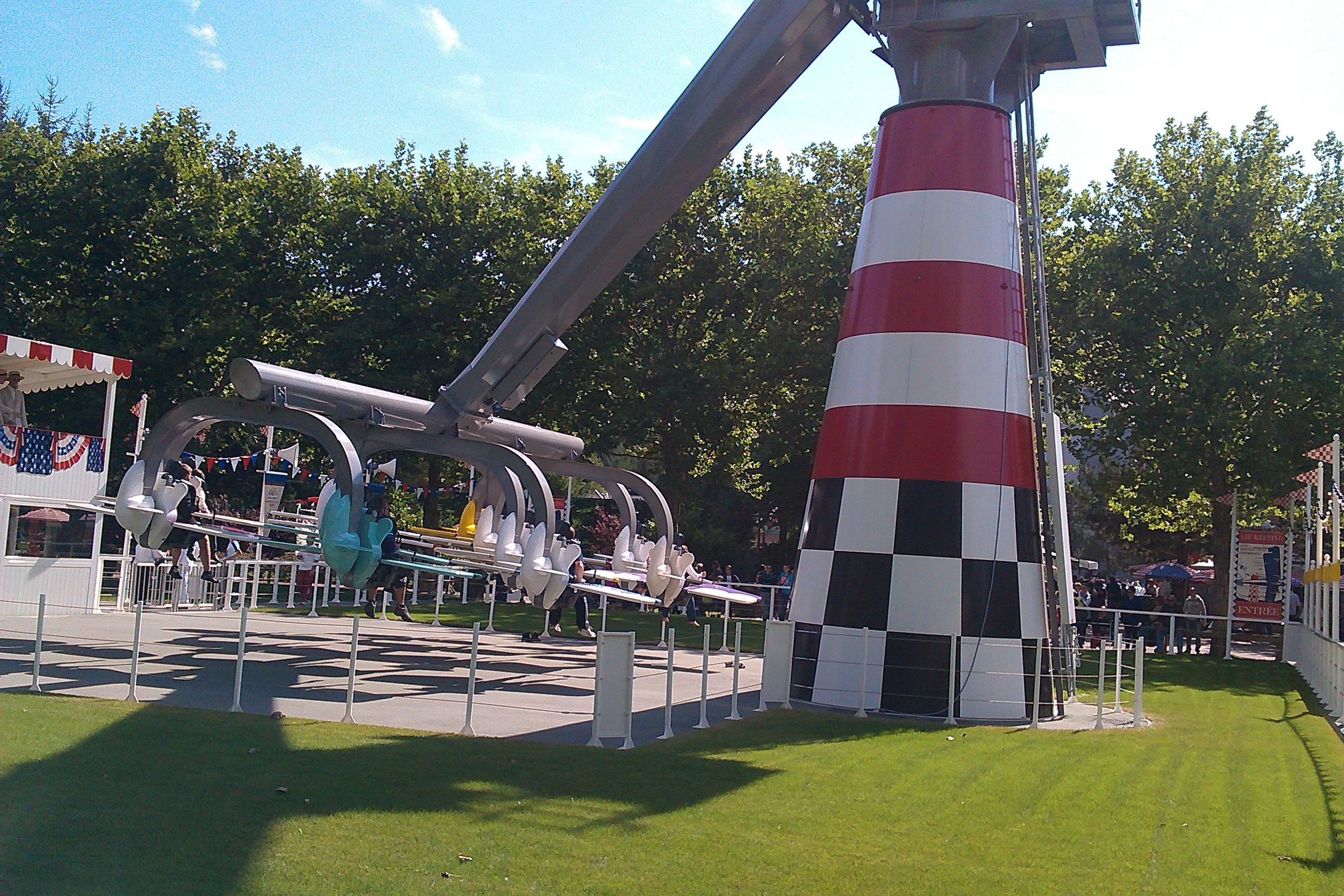
Air Meeting à Nigloland
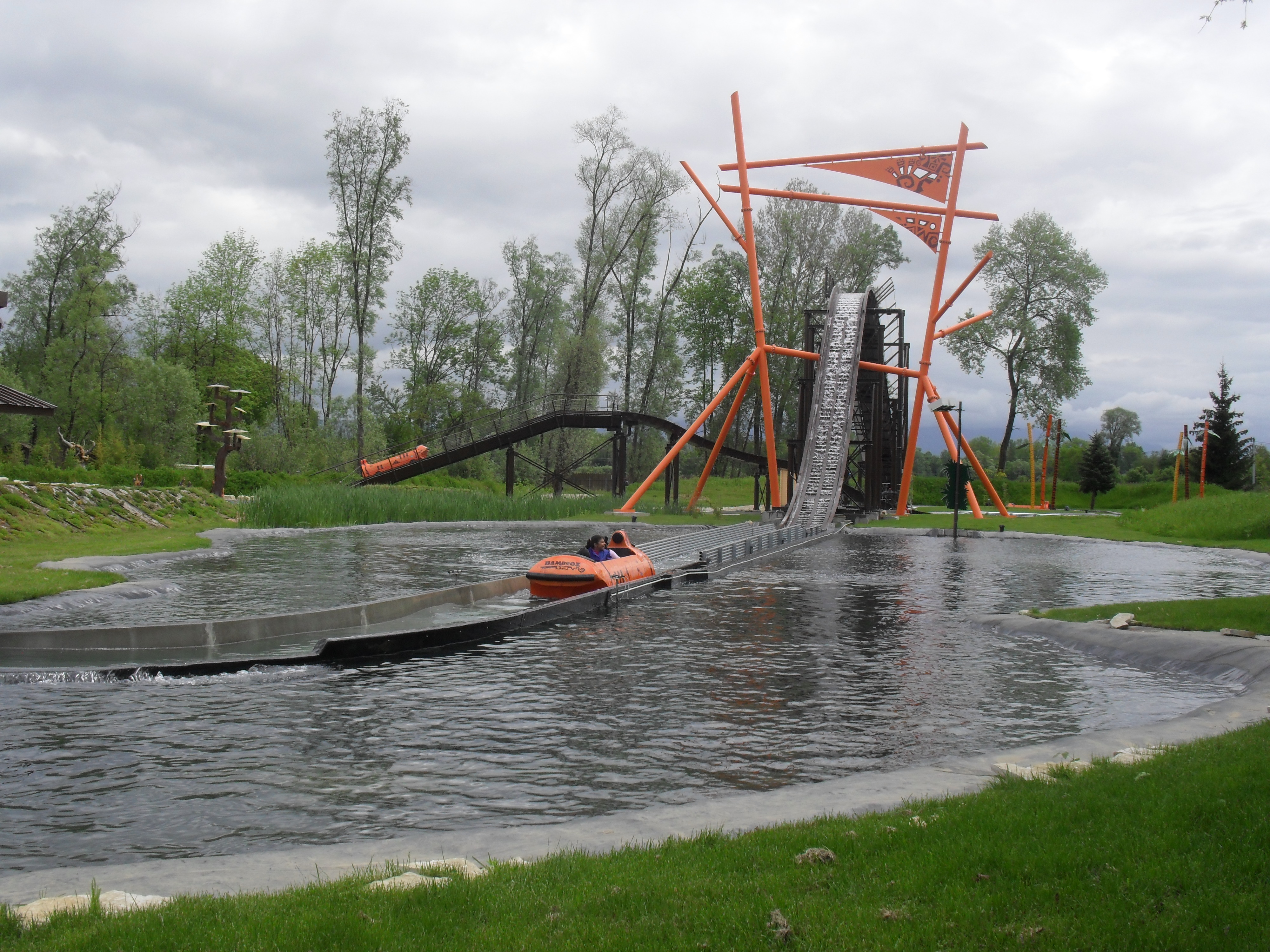
Bambooz River à Walibi Rhône-Alpes
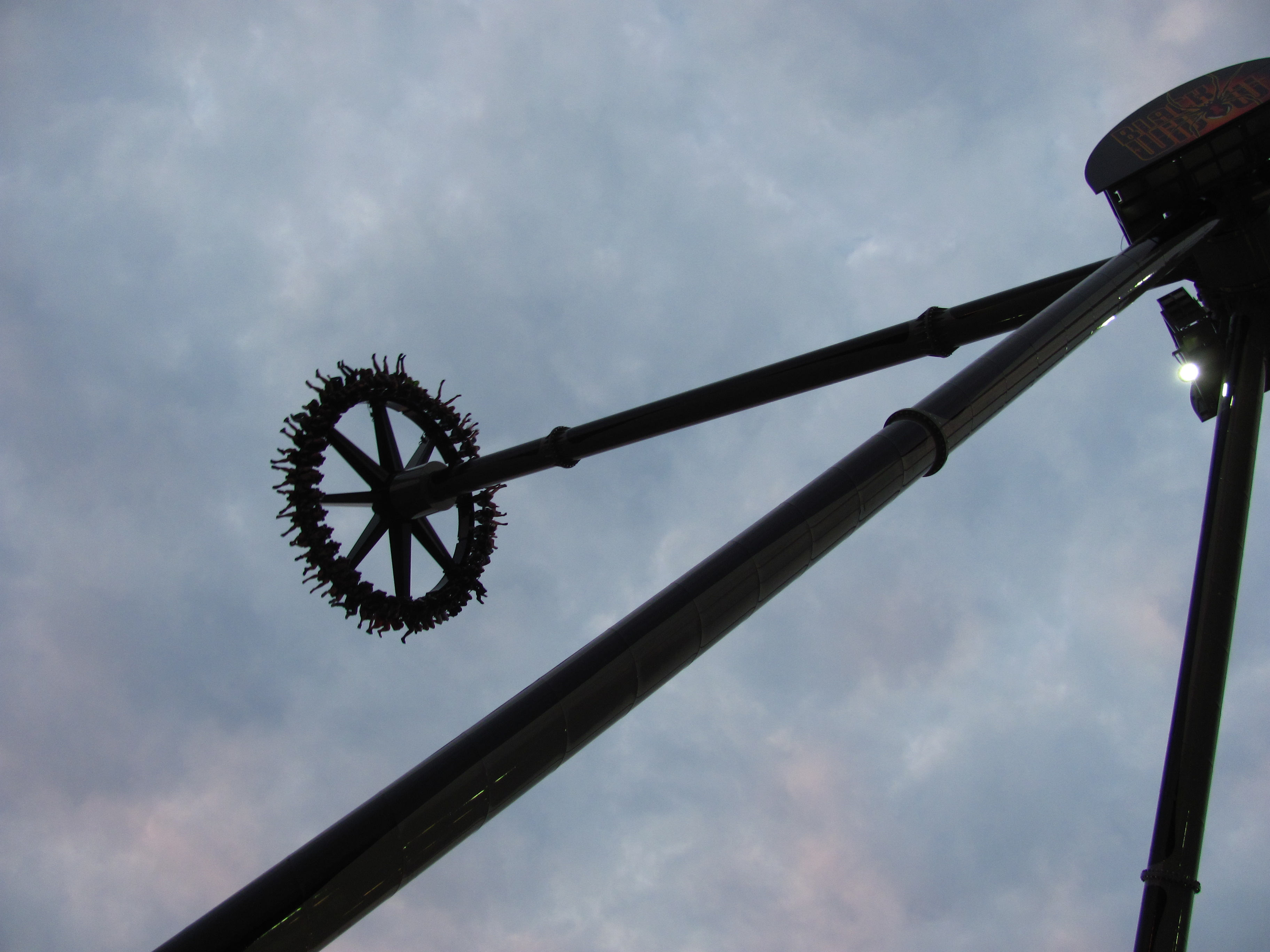
Black Widow à Kennywood
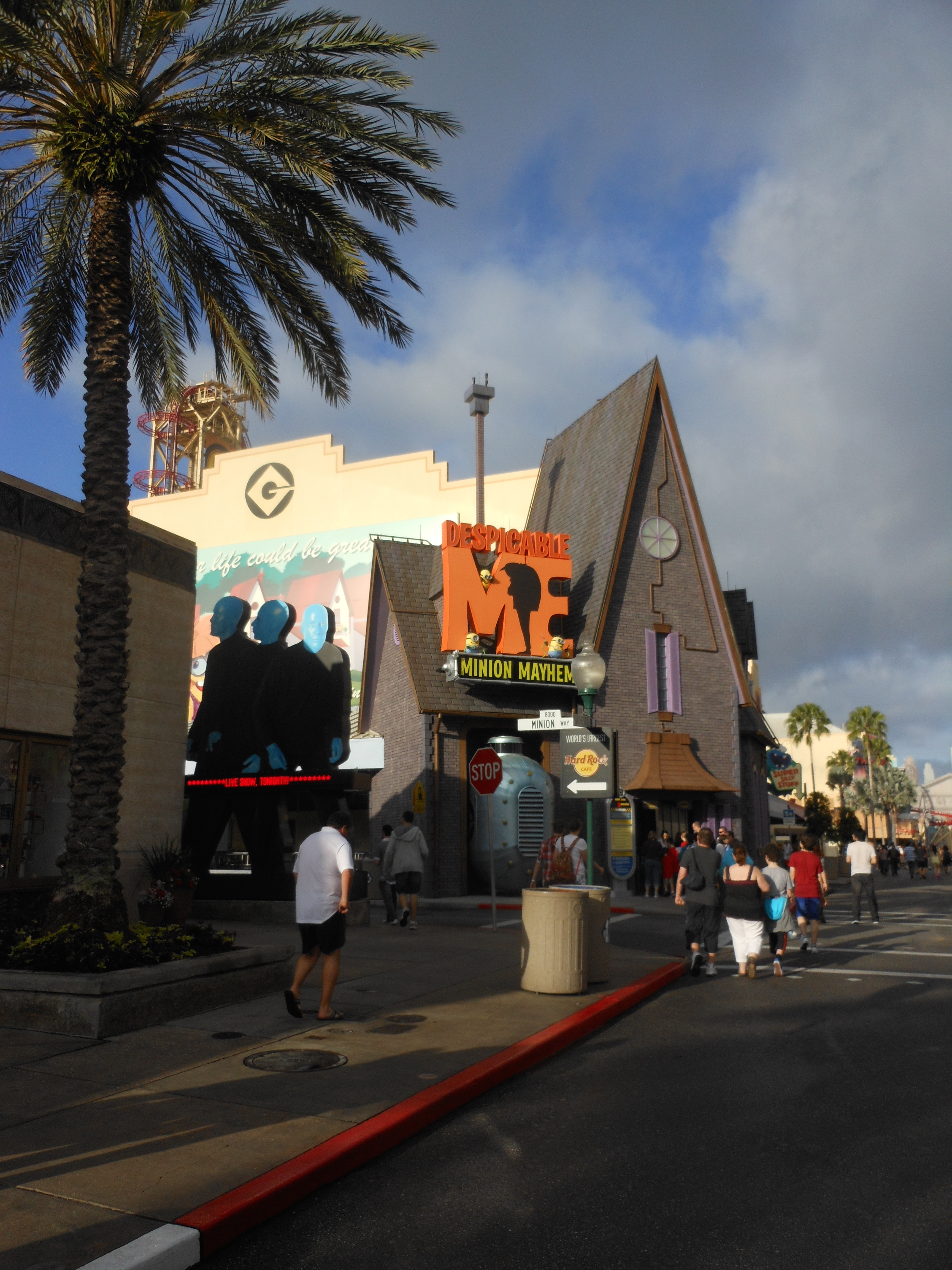
Despicable Me Minion Mayhem à Universal Studios Florida
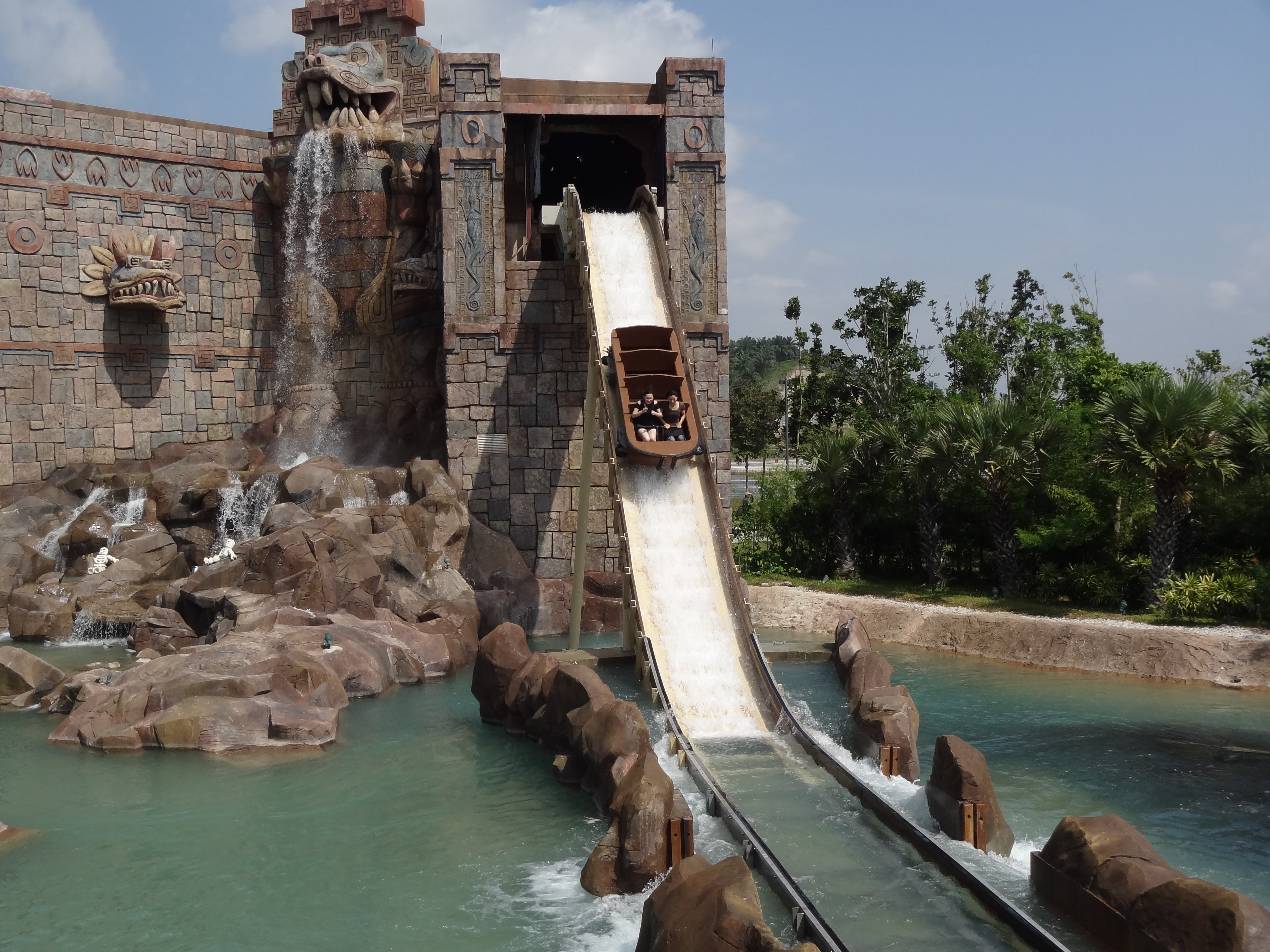
Dino Island à Legoland Malaysia
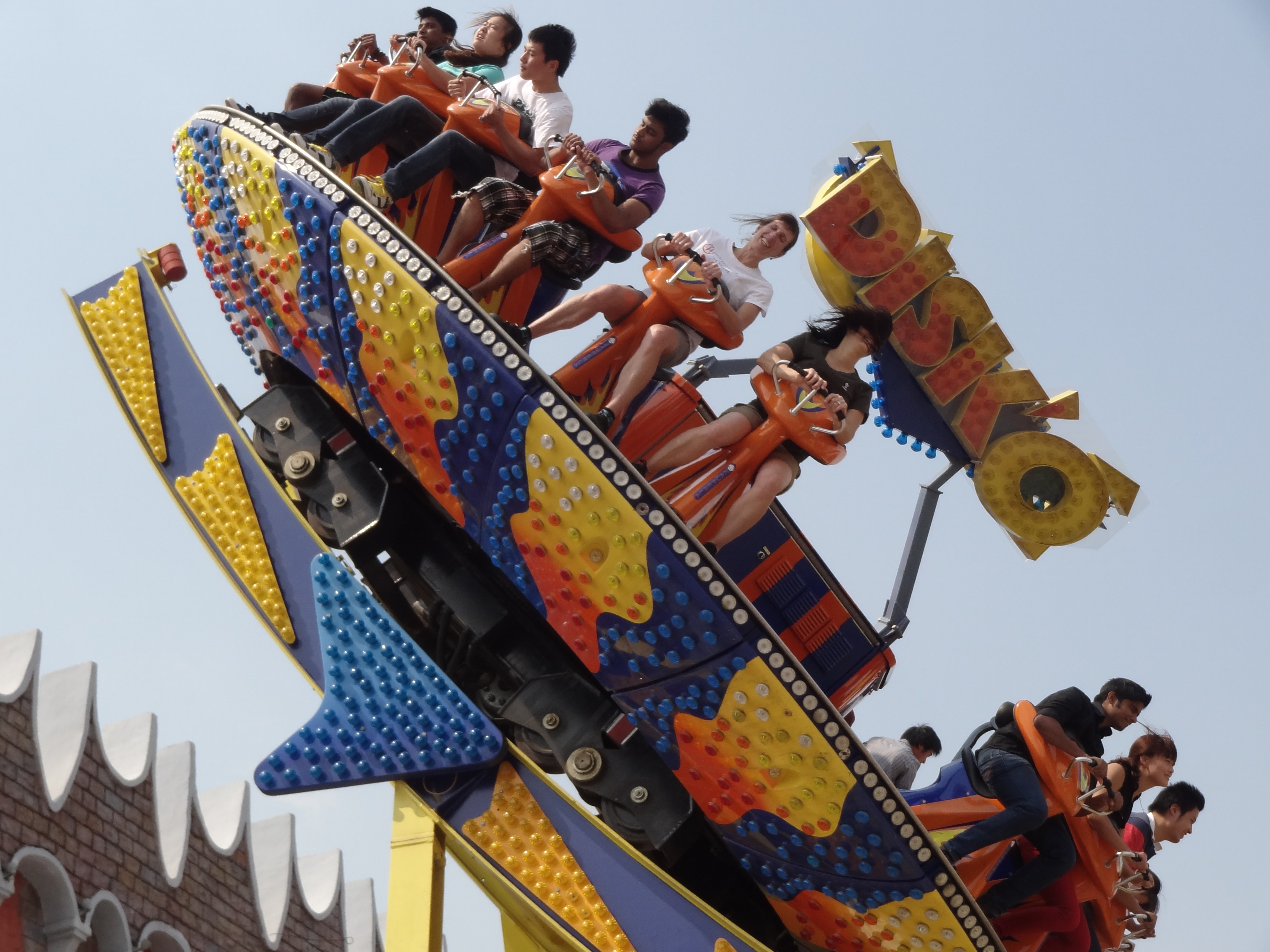
Disk-o à Happy Valley (Wuhan)
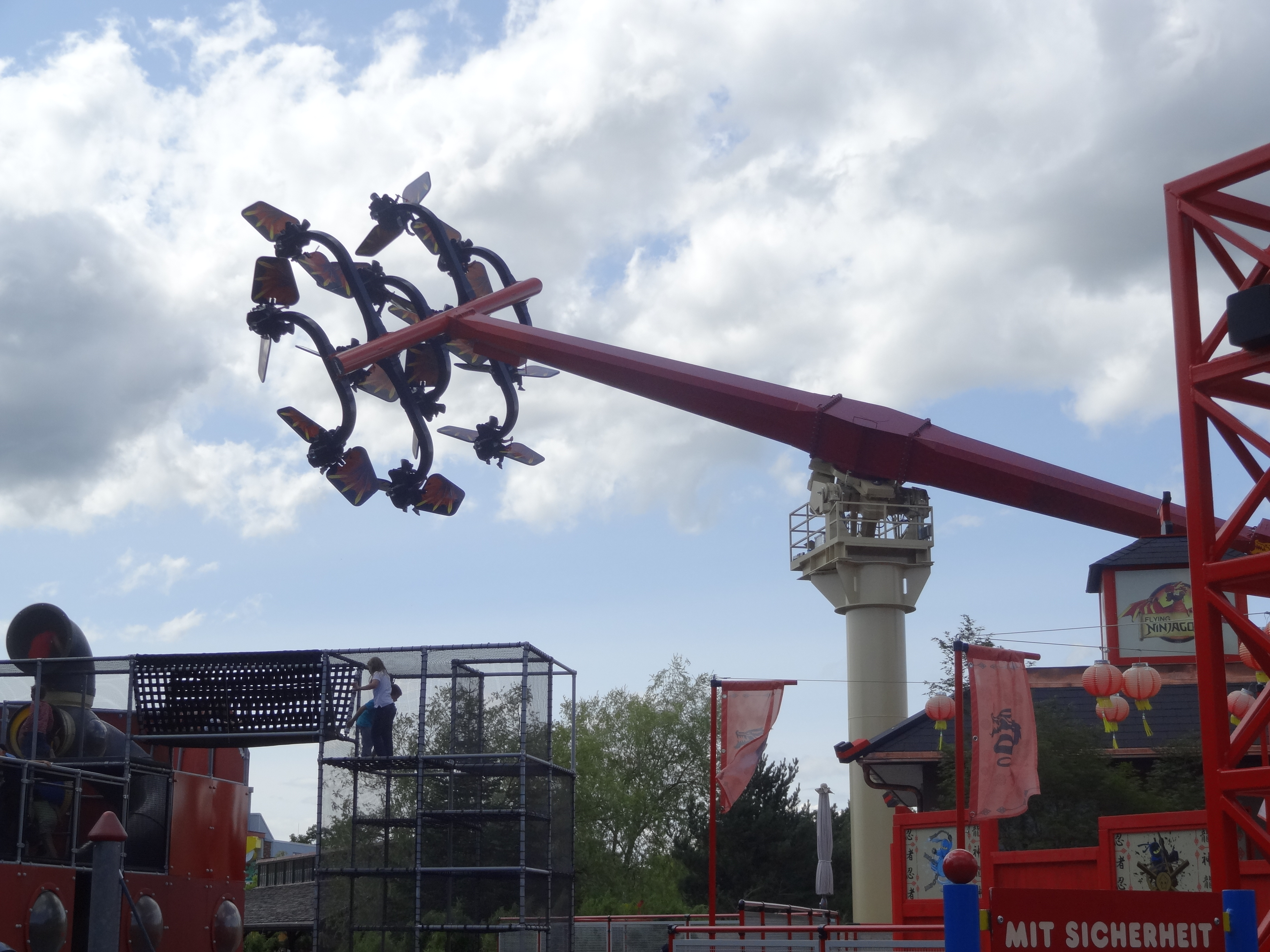
Flying Ninjago à Legoland Deutschland
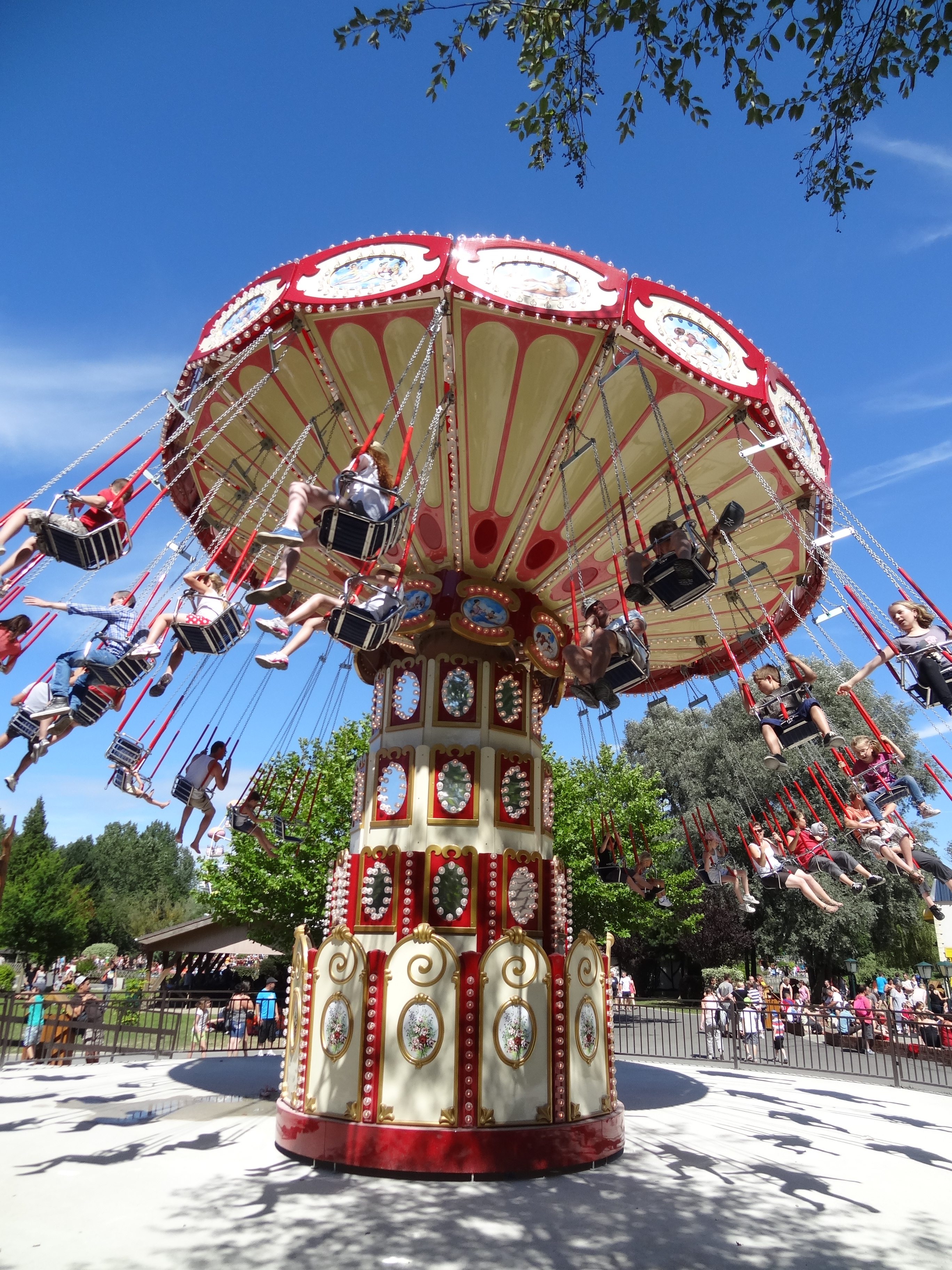
Icarius à Dennlys Parc
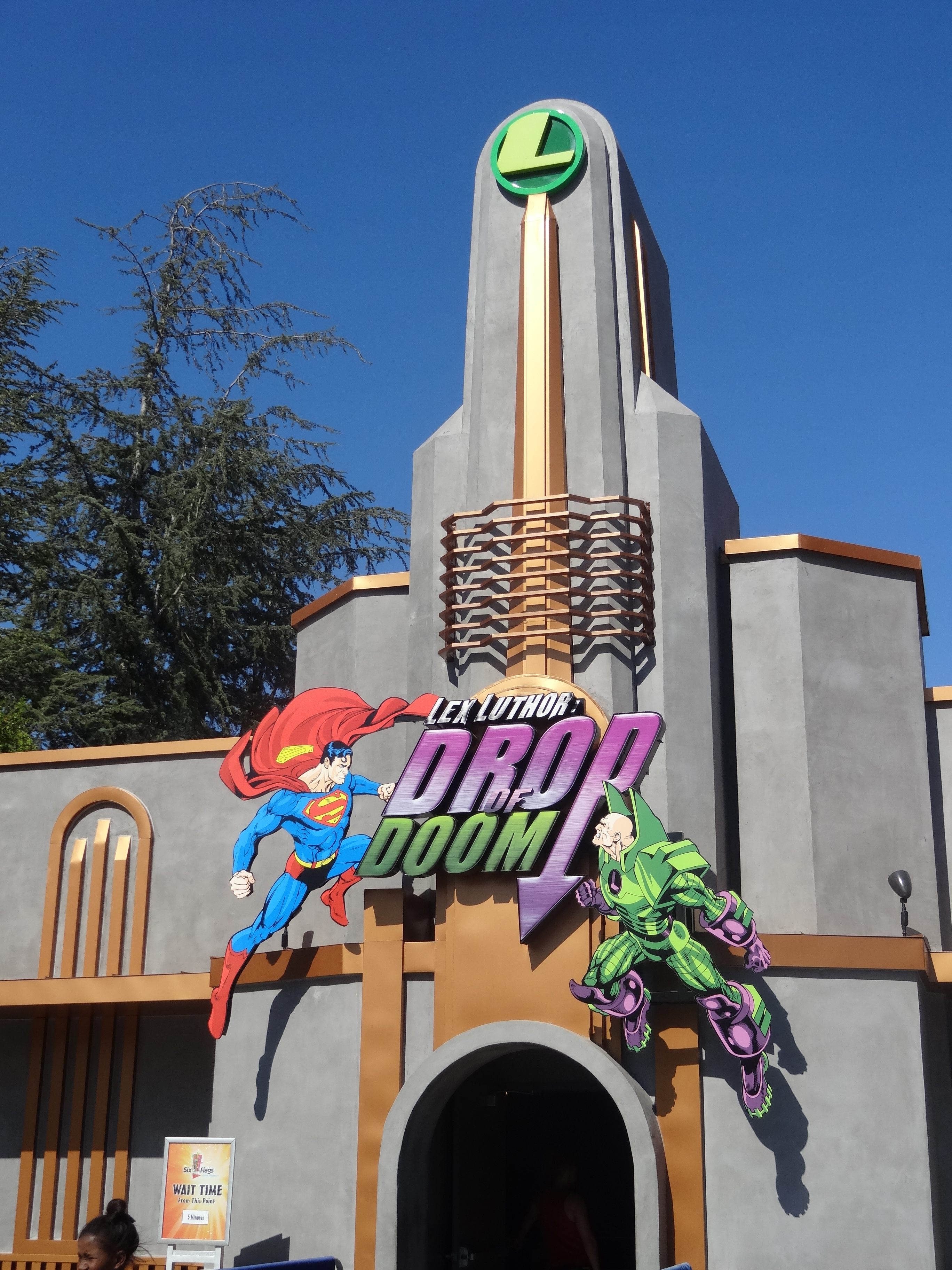
Lex Luthor: Drop of Doom à Six Flags Magic Mountain
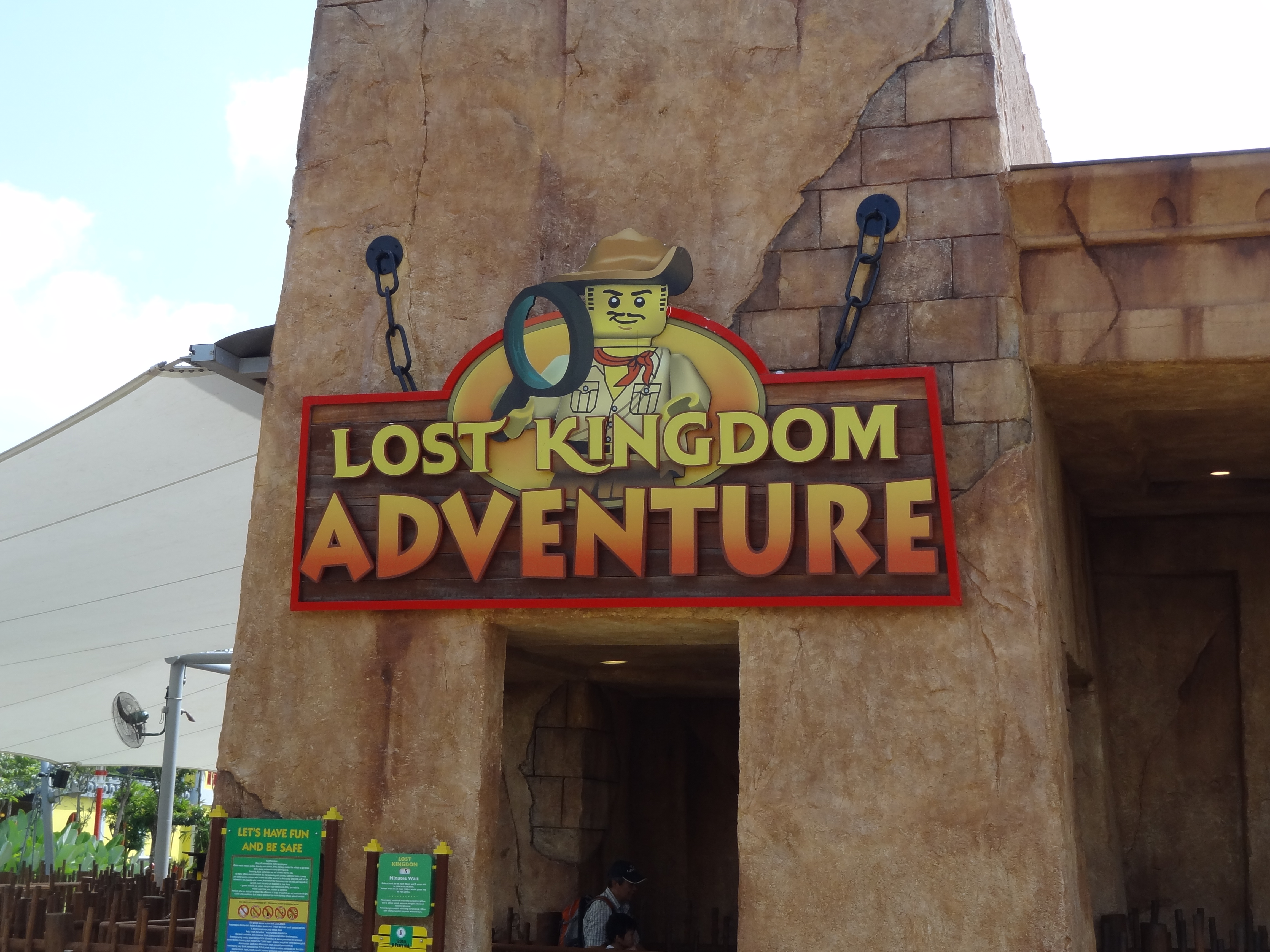
Lost Kingdom Adventure à Legoland Malaysia
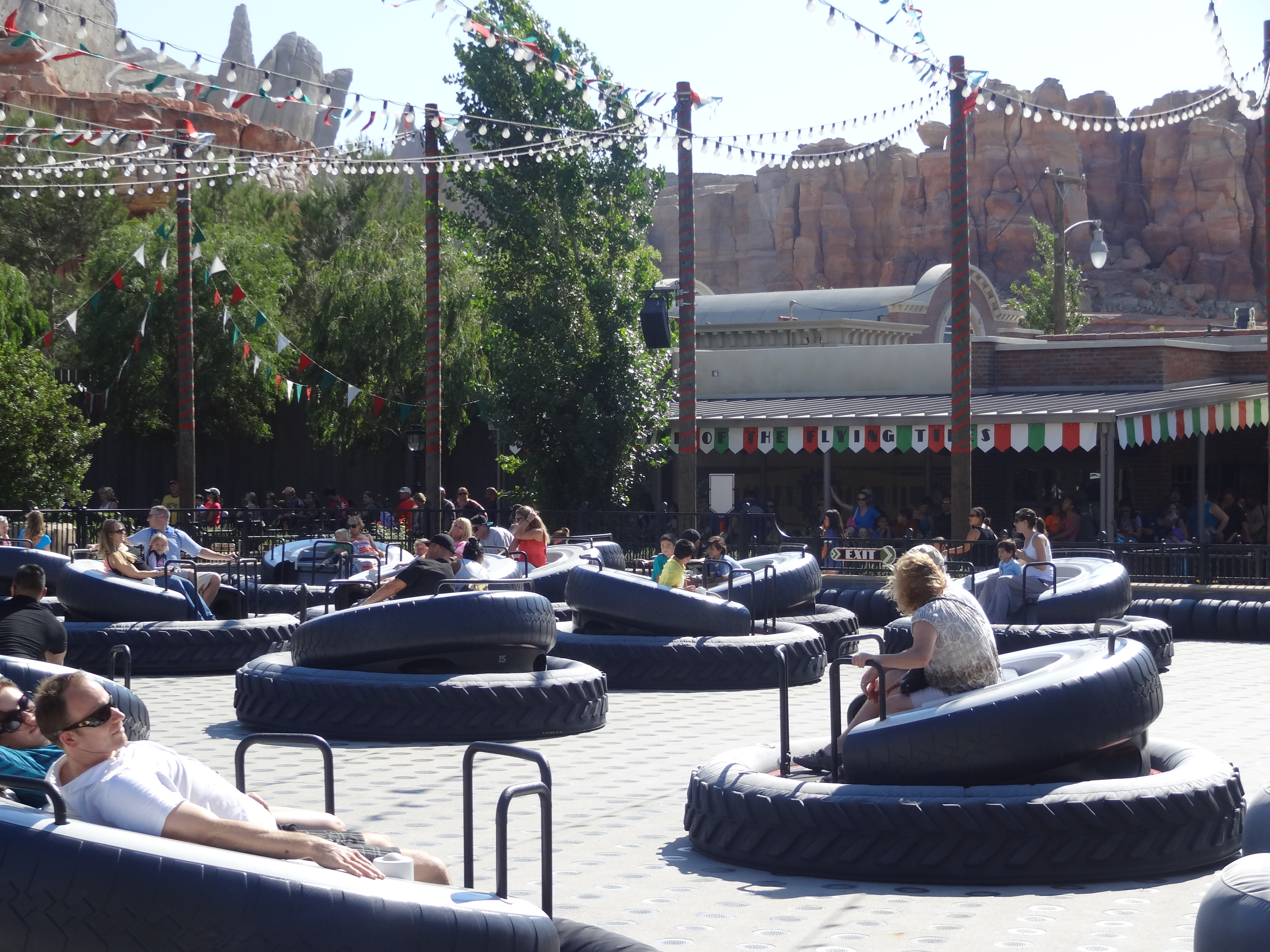
Luigi's Roamin' Tires à Disney California Adventure
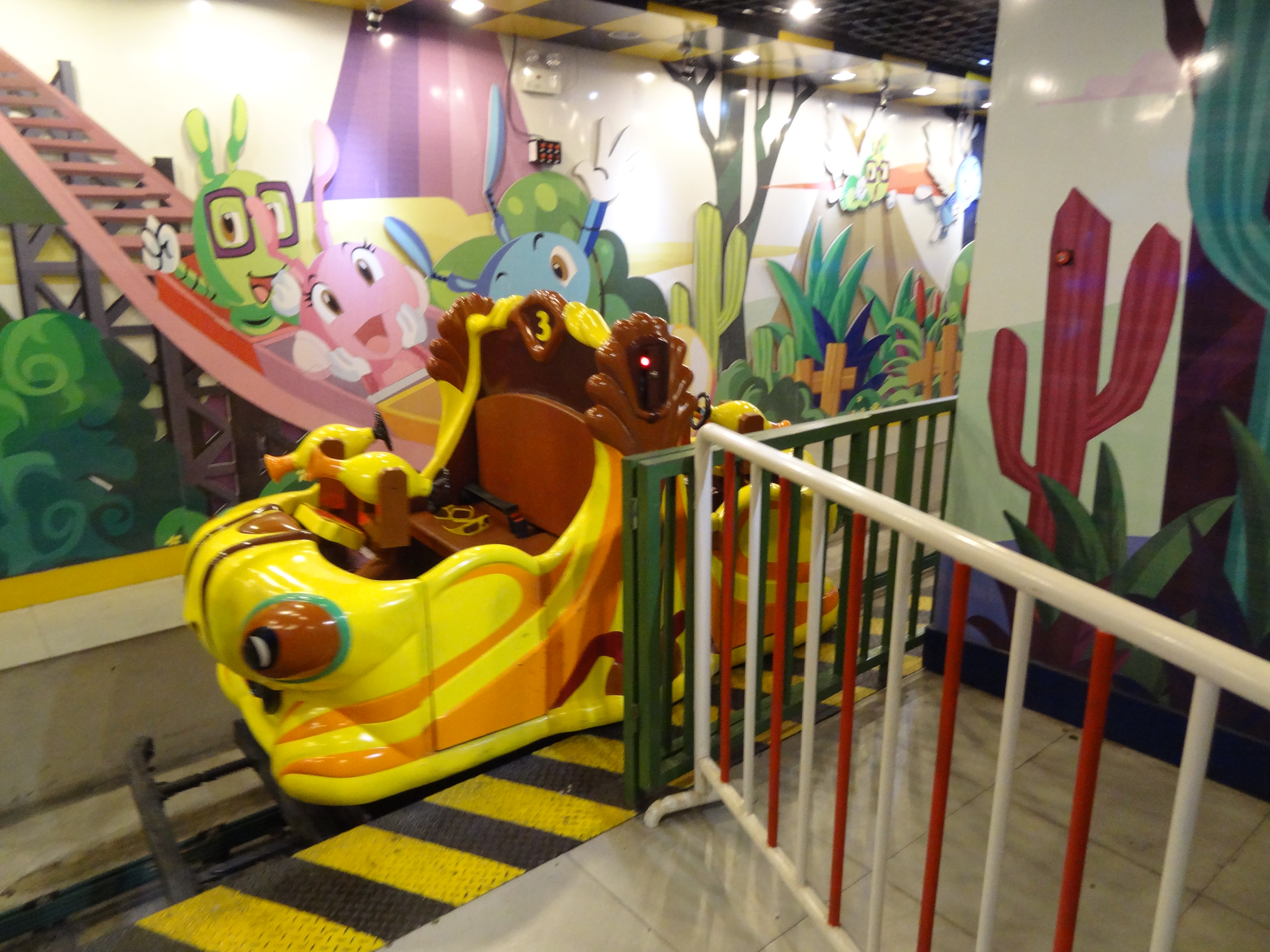
Magic Baby à Happy Valley (Wuhan)
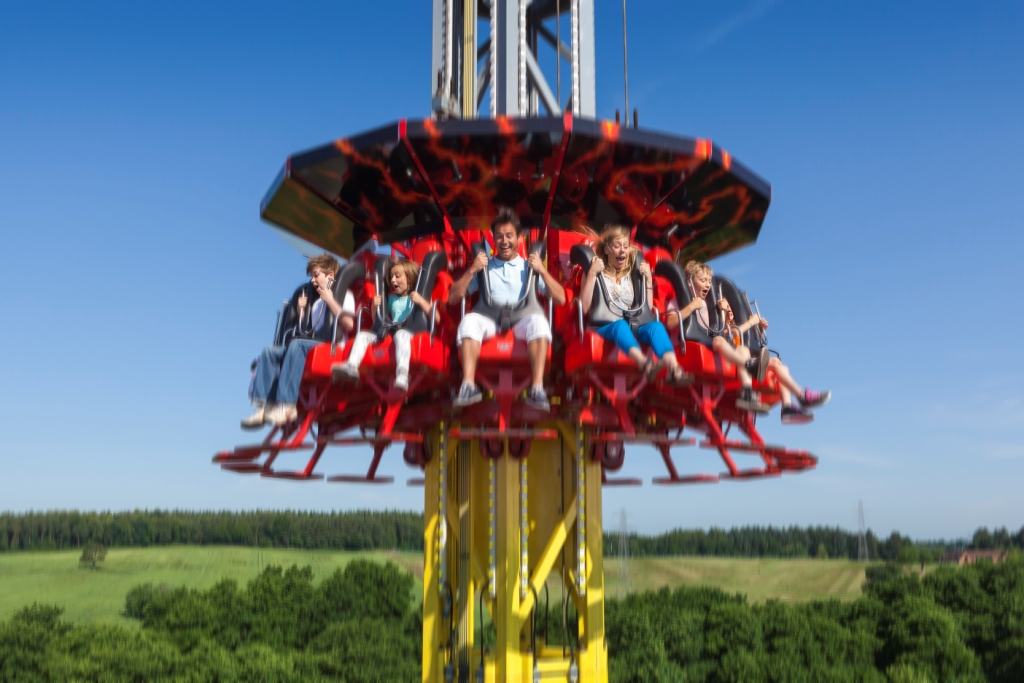
Magma à Paulton's Park
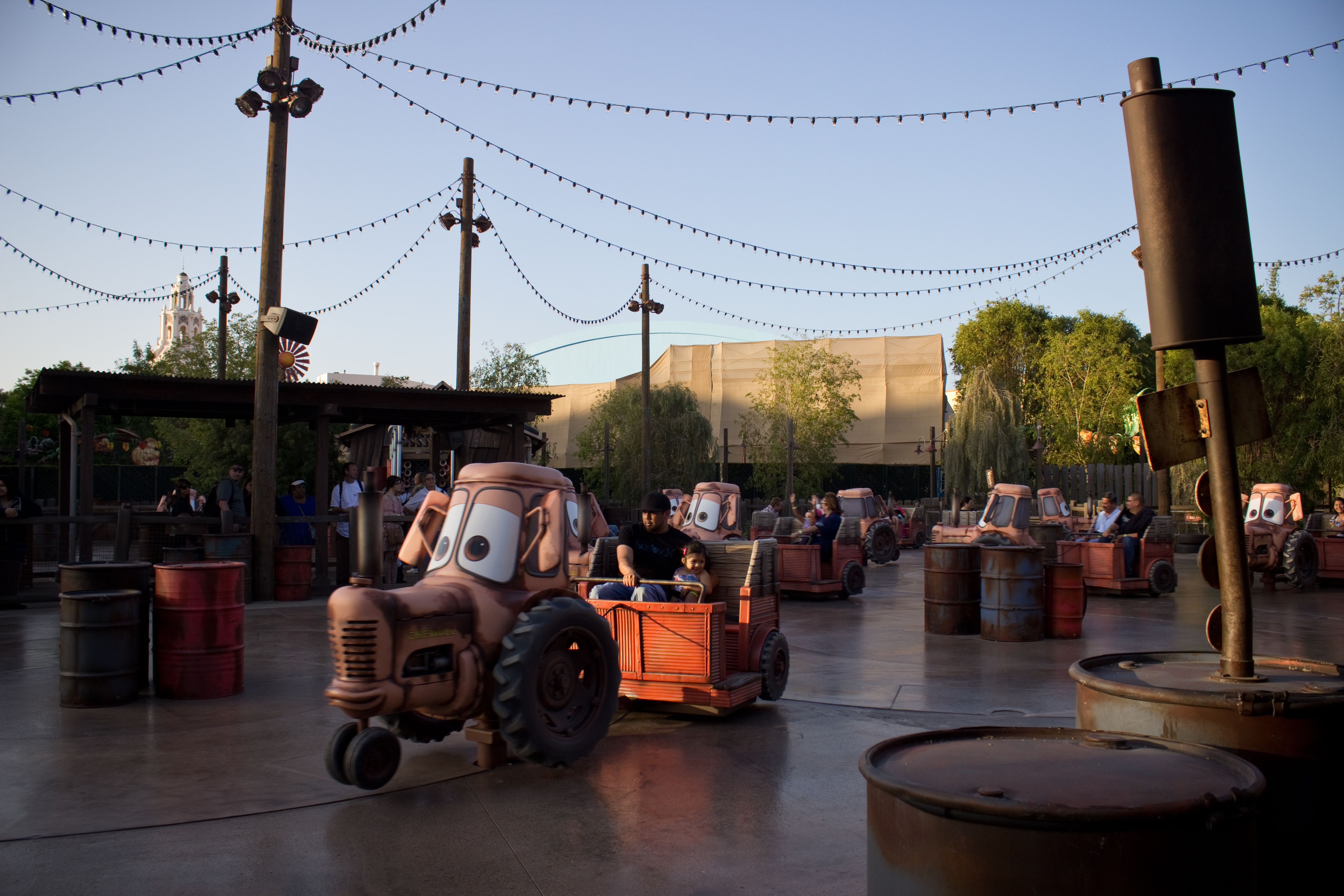
Mater's Junkyard Jamboree à Disney California Adventure
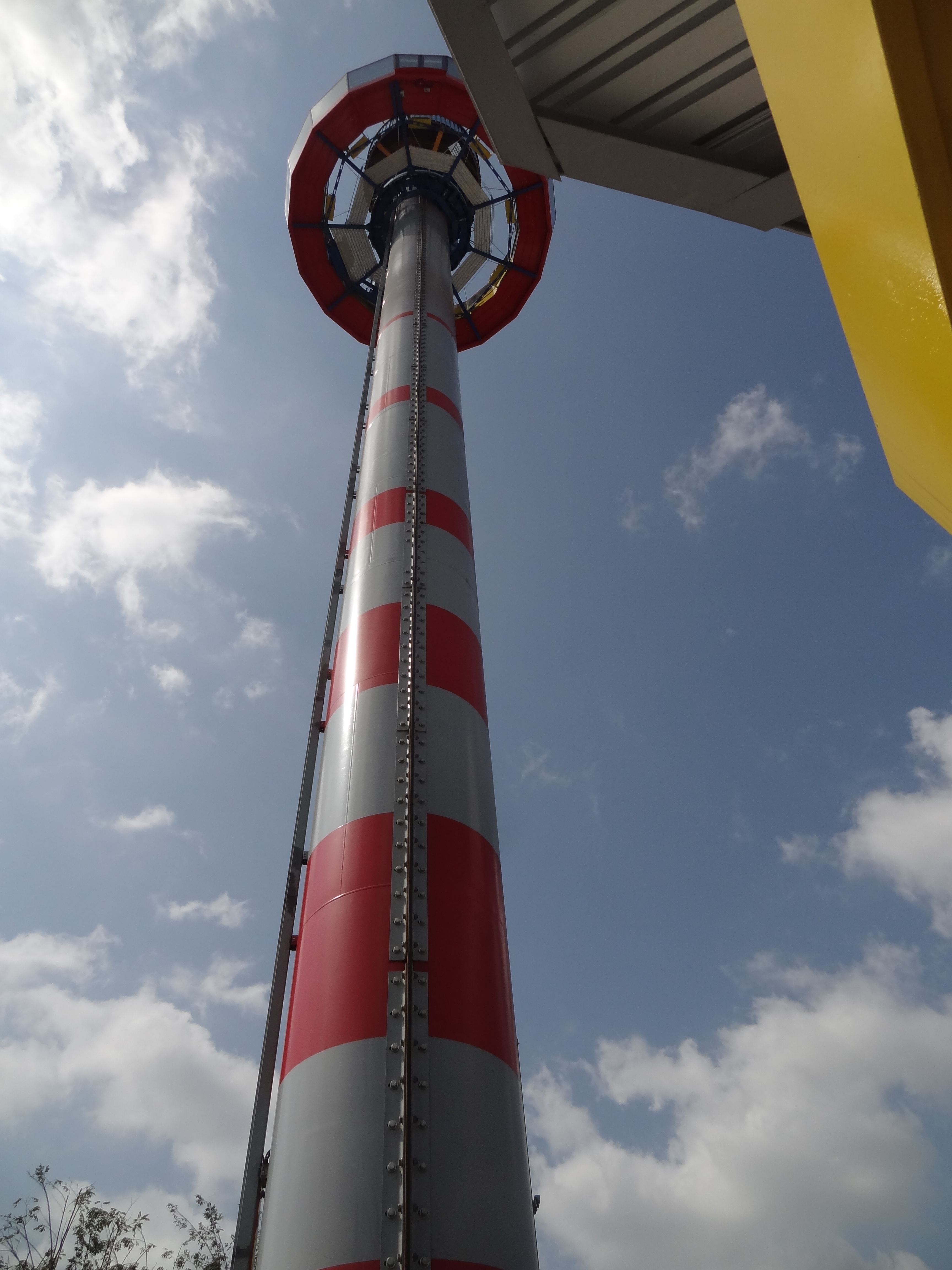
Observation Tower à Legoland Malaysia
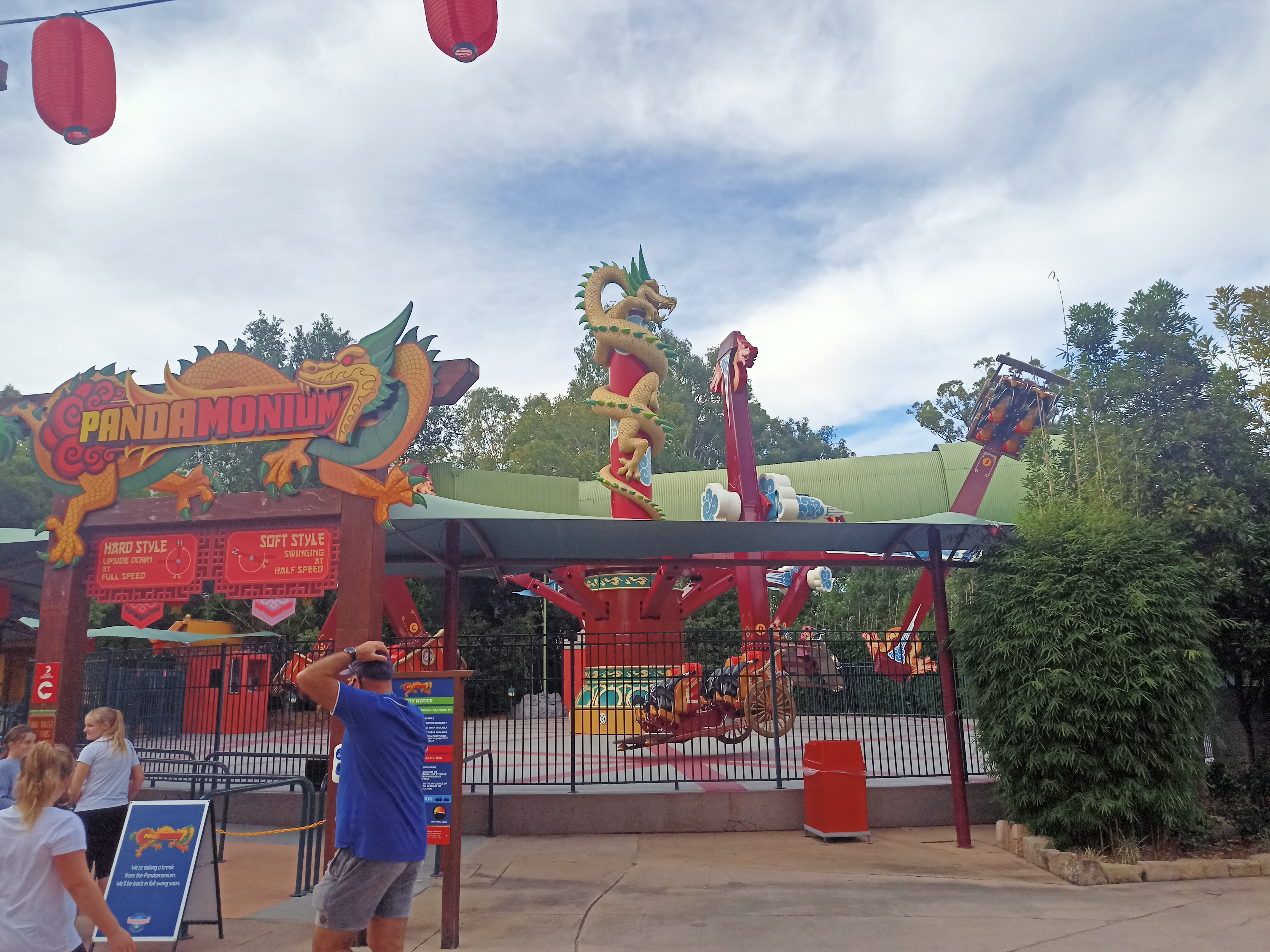
Pandamonium à Dreamworld
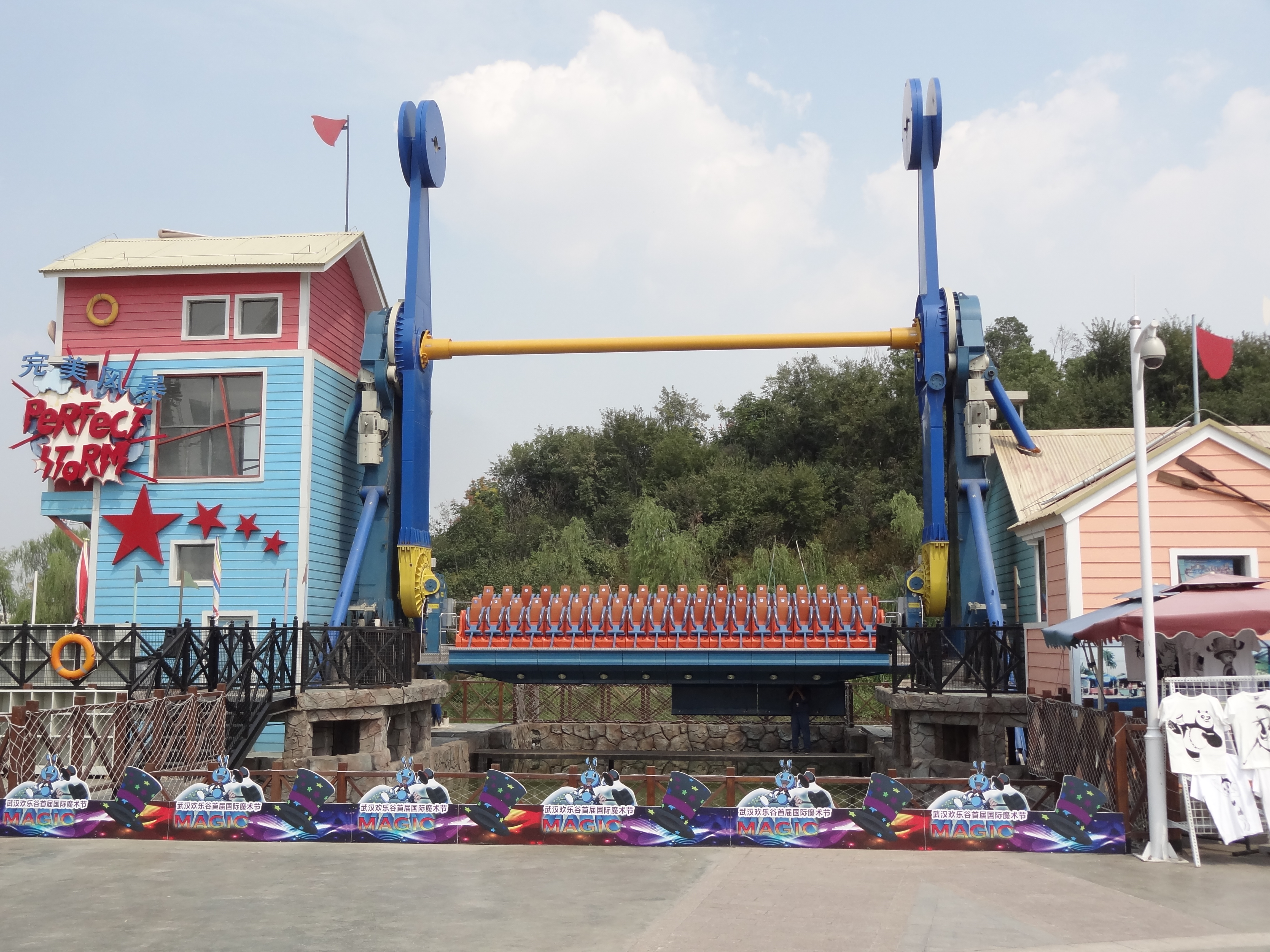
Perfect Storm à Happy Valley (Wuhan)
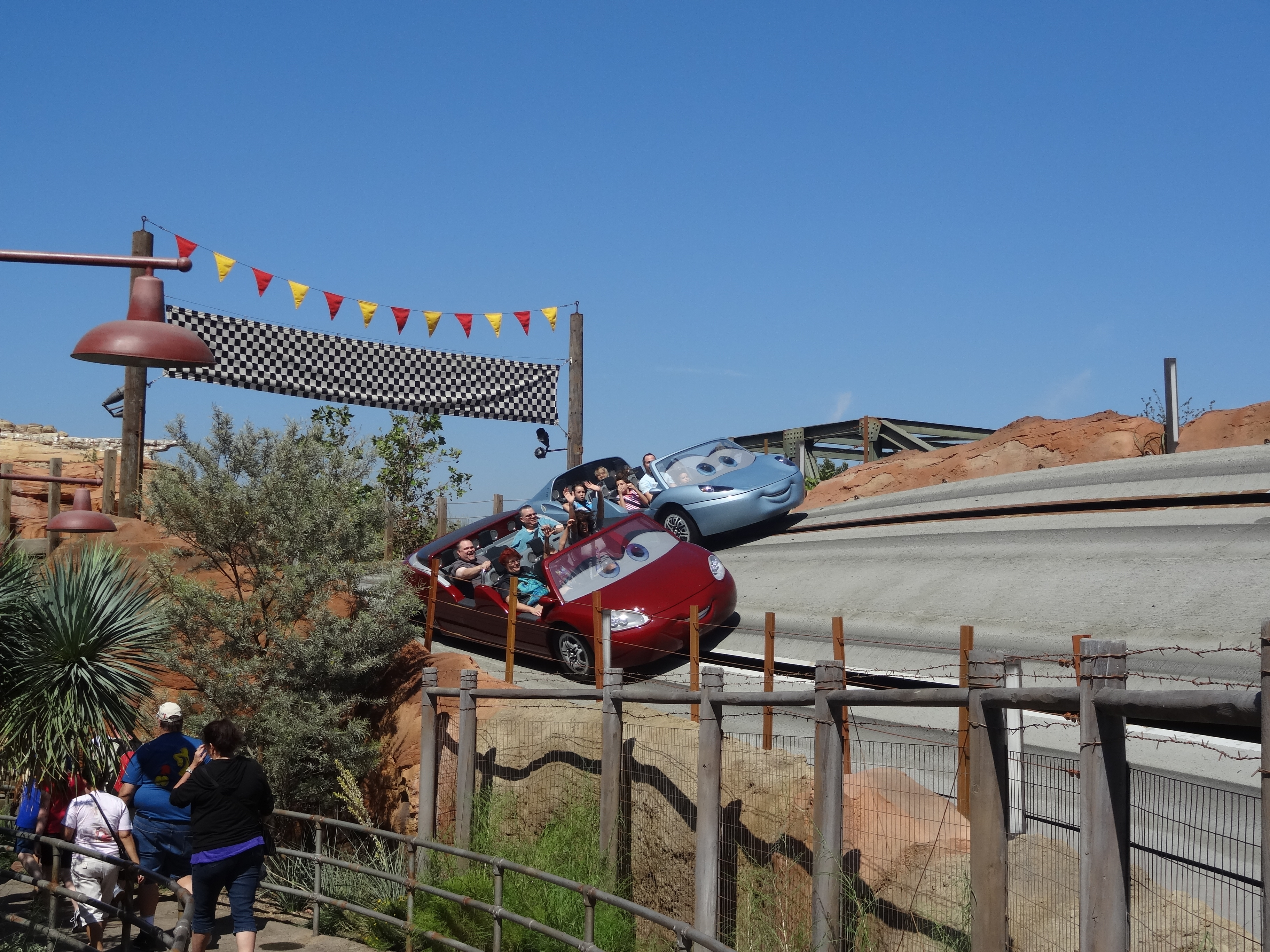
Radiator Springs Racers à Disney California Adventure
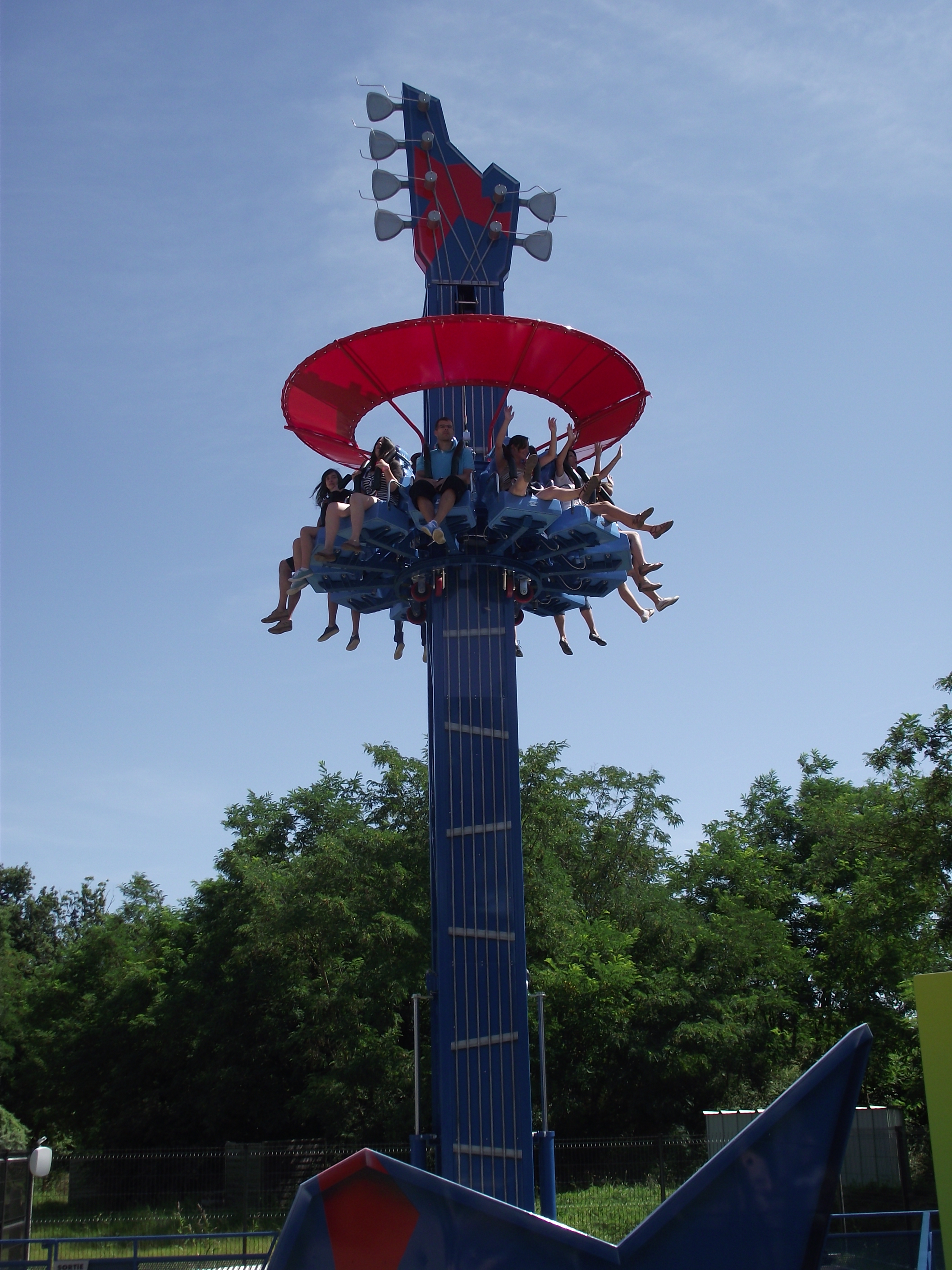
Rock it up à Walibi Sud-Ouest
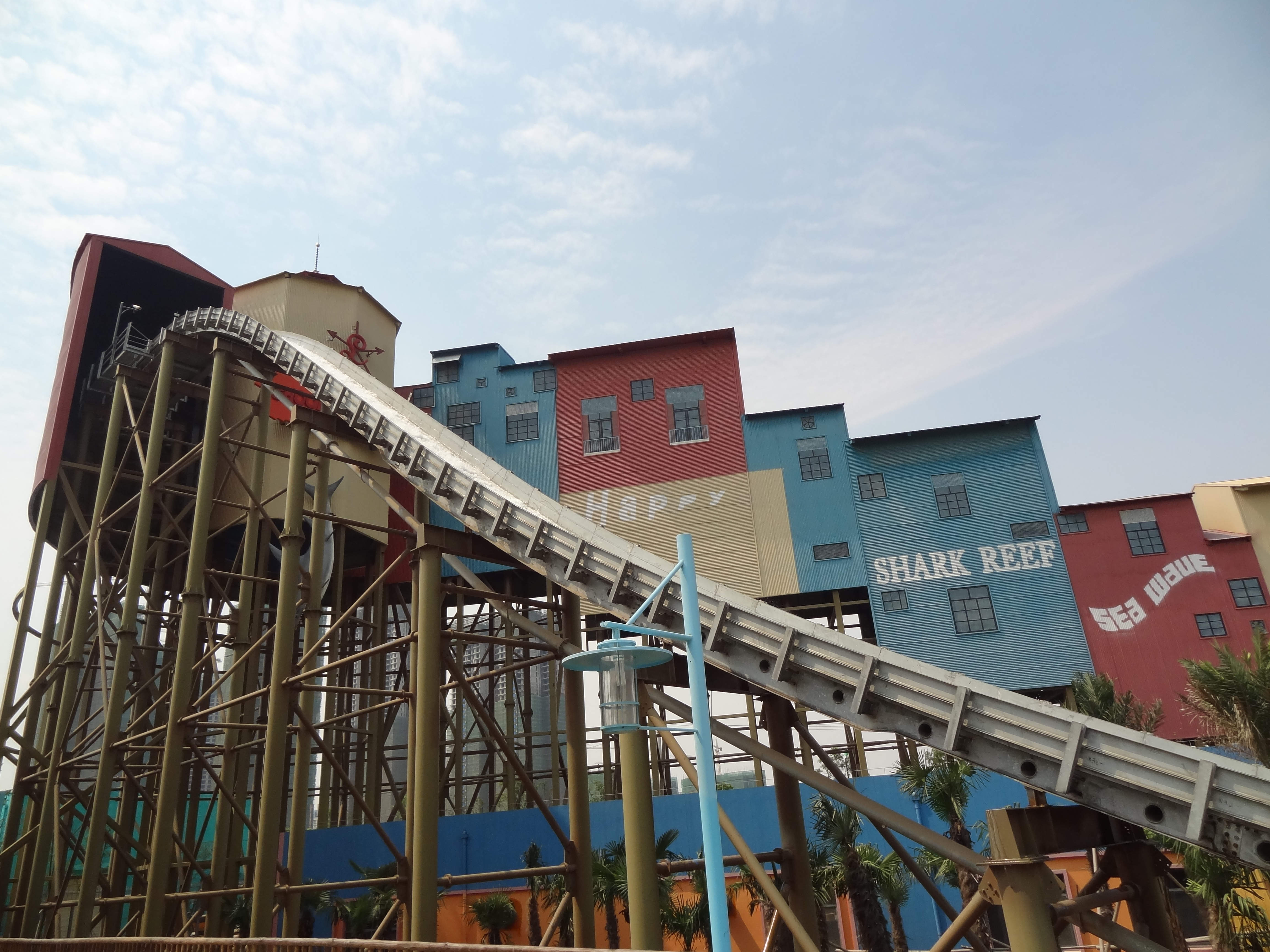
Shoot the Chute à Happy Valley (Wuhan)
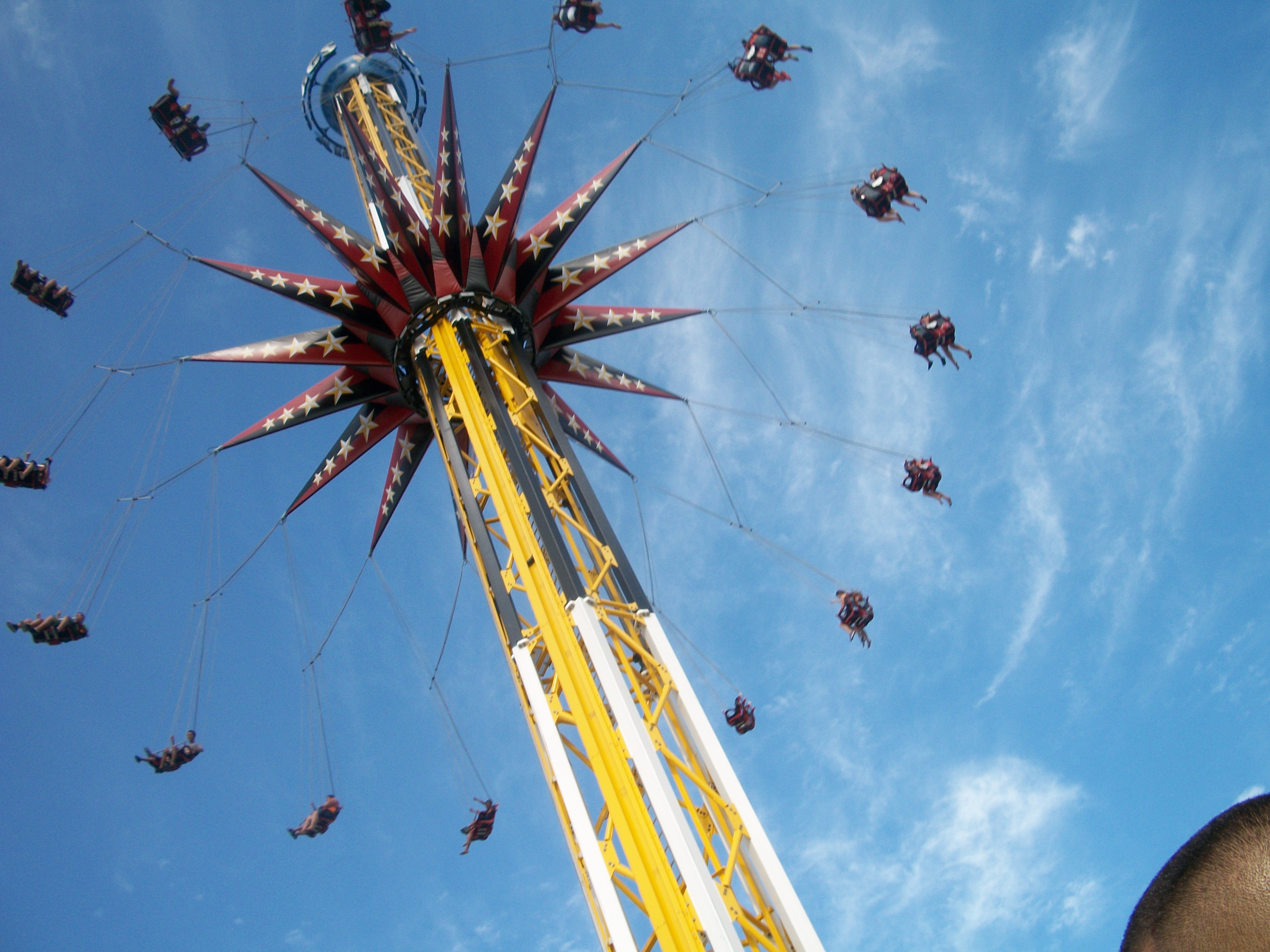
SkyScreamer à Six Flags Fiesta Texas
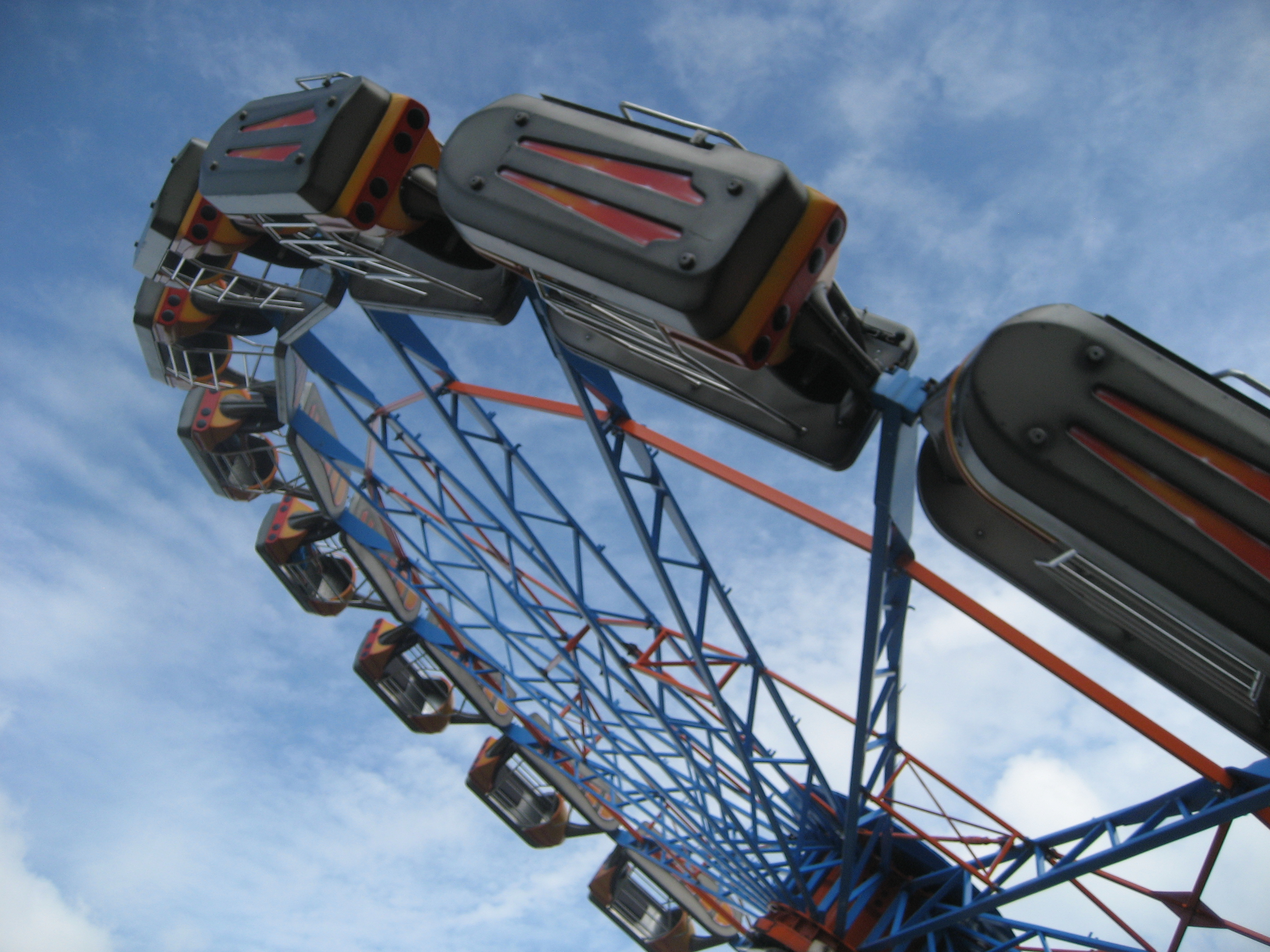
Tarantula Magica à Avonturenpark Hellendoorn
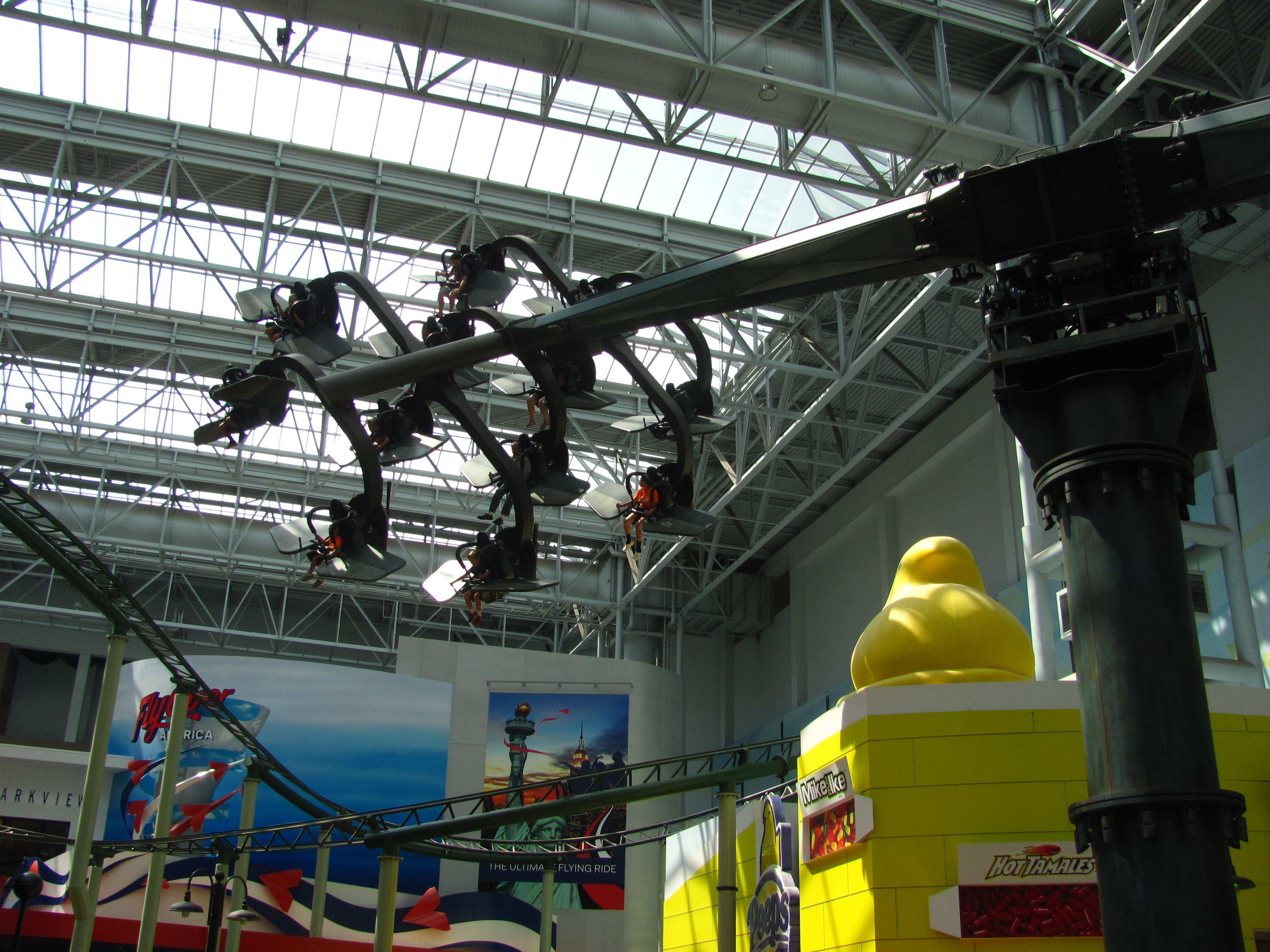
Teenage Mutant Ninja Turtles Shell Shock à Nickelodeon Universe
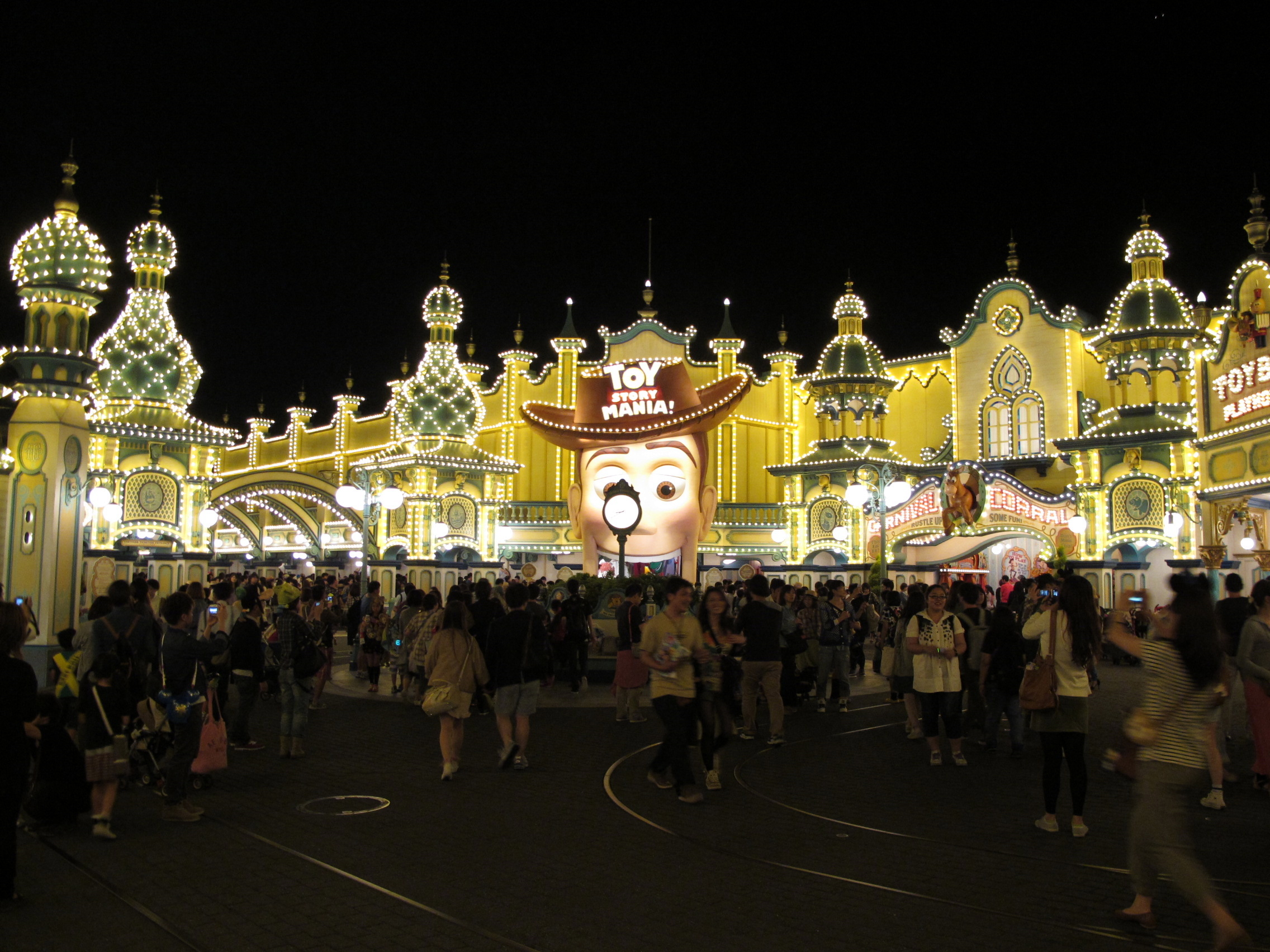
Toy Story Mania! à Tokyo DisneySea
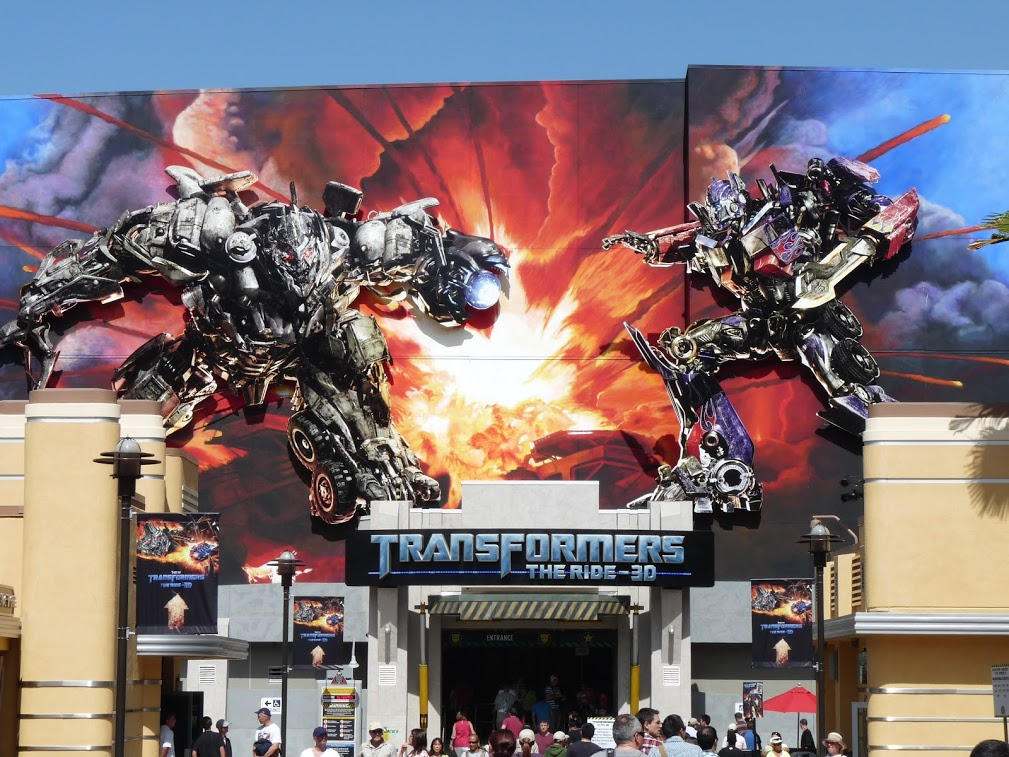
Transformers: The Ride à Universal Studios Hollywood
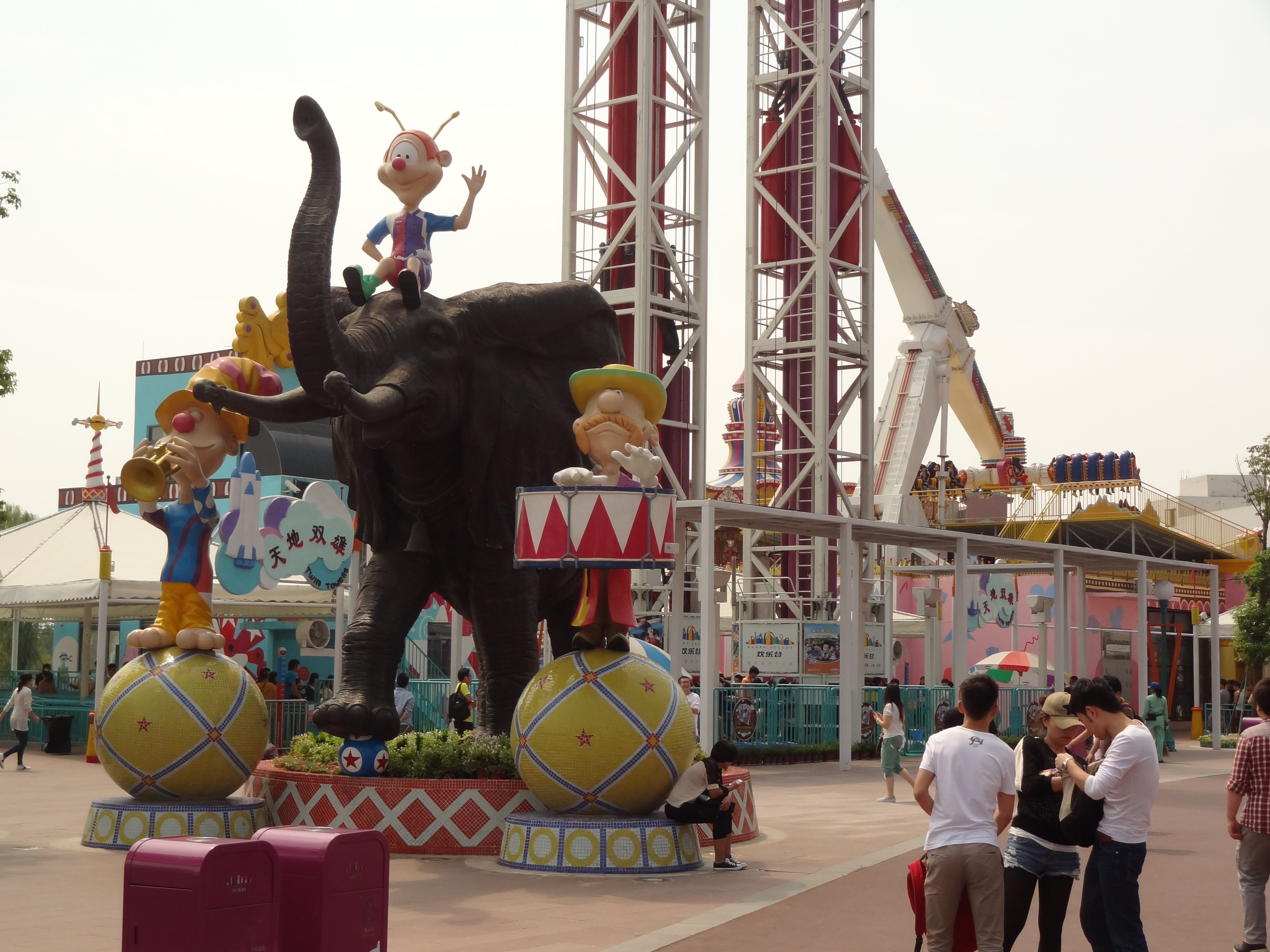
Twin Towers à Happy Valley (Wuhan)
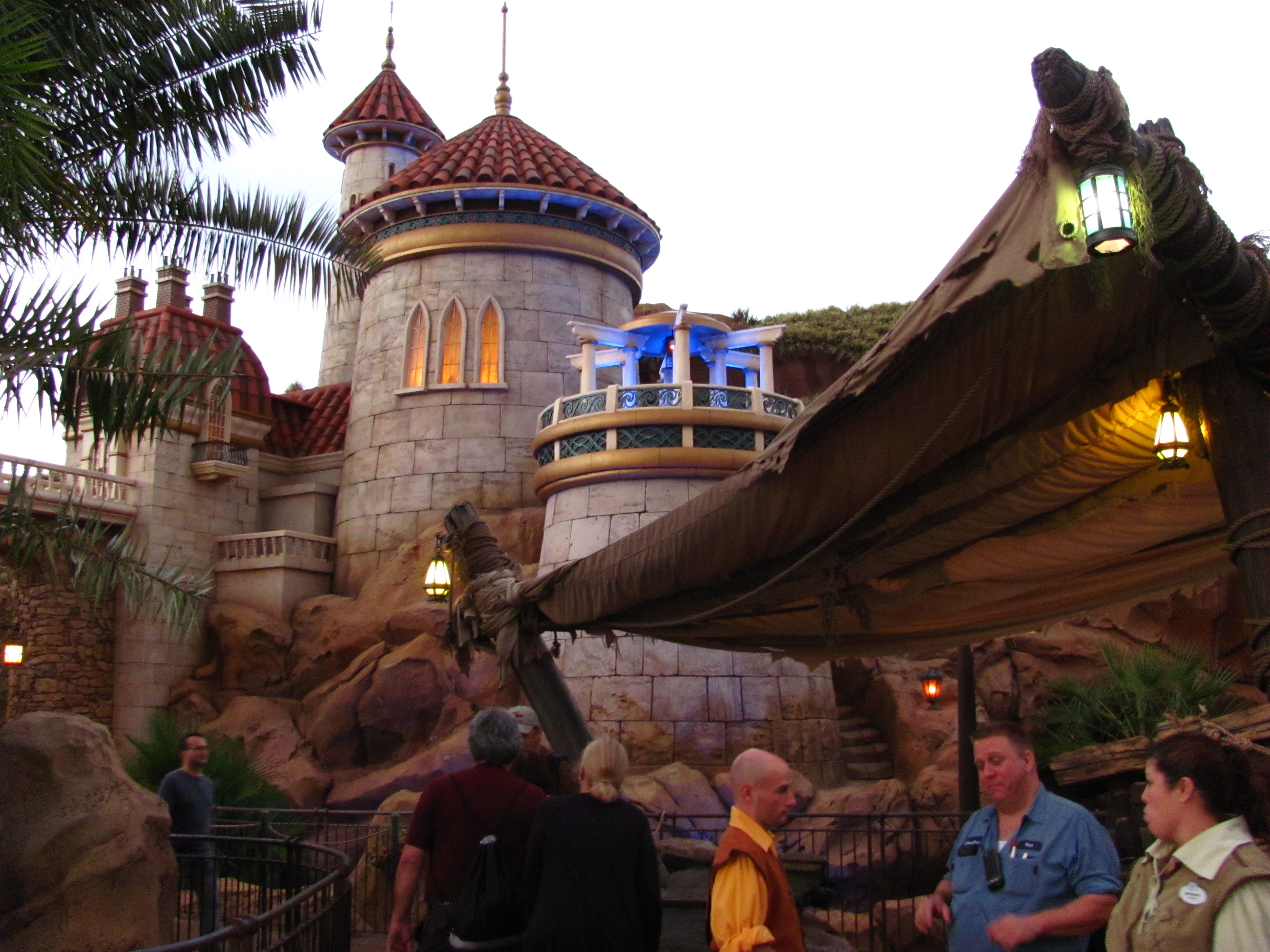
Under the Sea: Journey of the Little Mermaid au Magic Kingdom
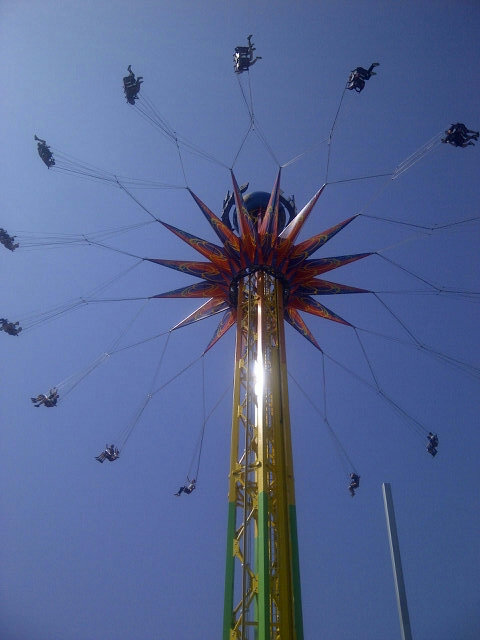
Vol Ultime à La Ronde
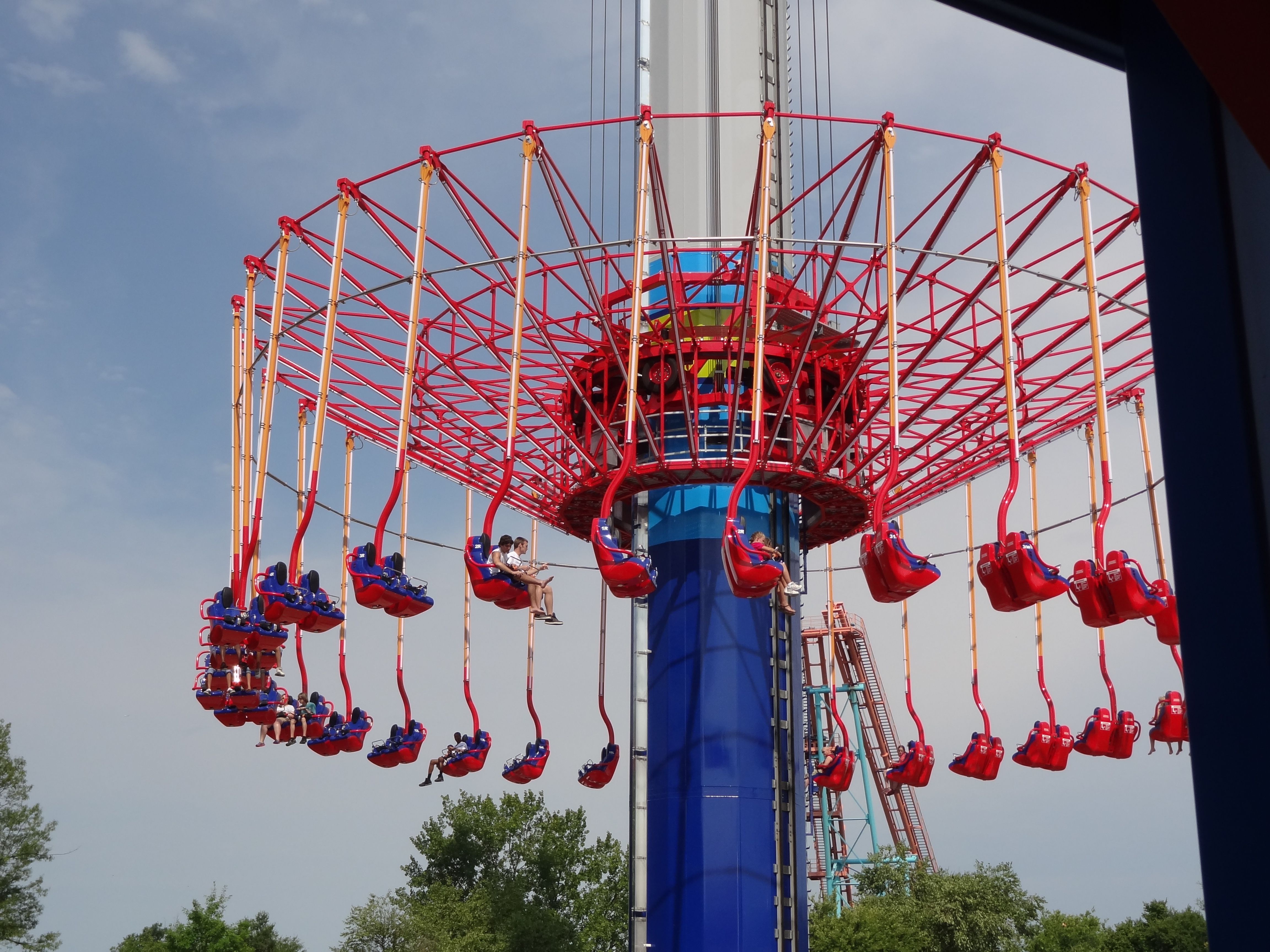
WindSeeker à Carowinds

## Hôtels
- Bell Rock - Europa-Park ( Allemagne)
- Disney's Art of Animation Resort - Walt Disney World Resort ( États-Unis)
- Legoland Hotel - Legoland Windsor ( Royaume-Uni)

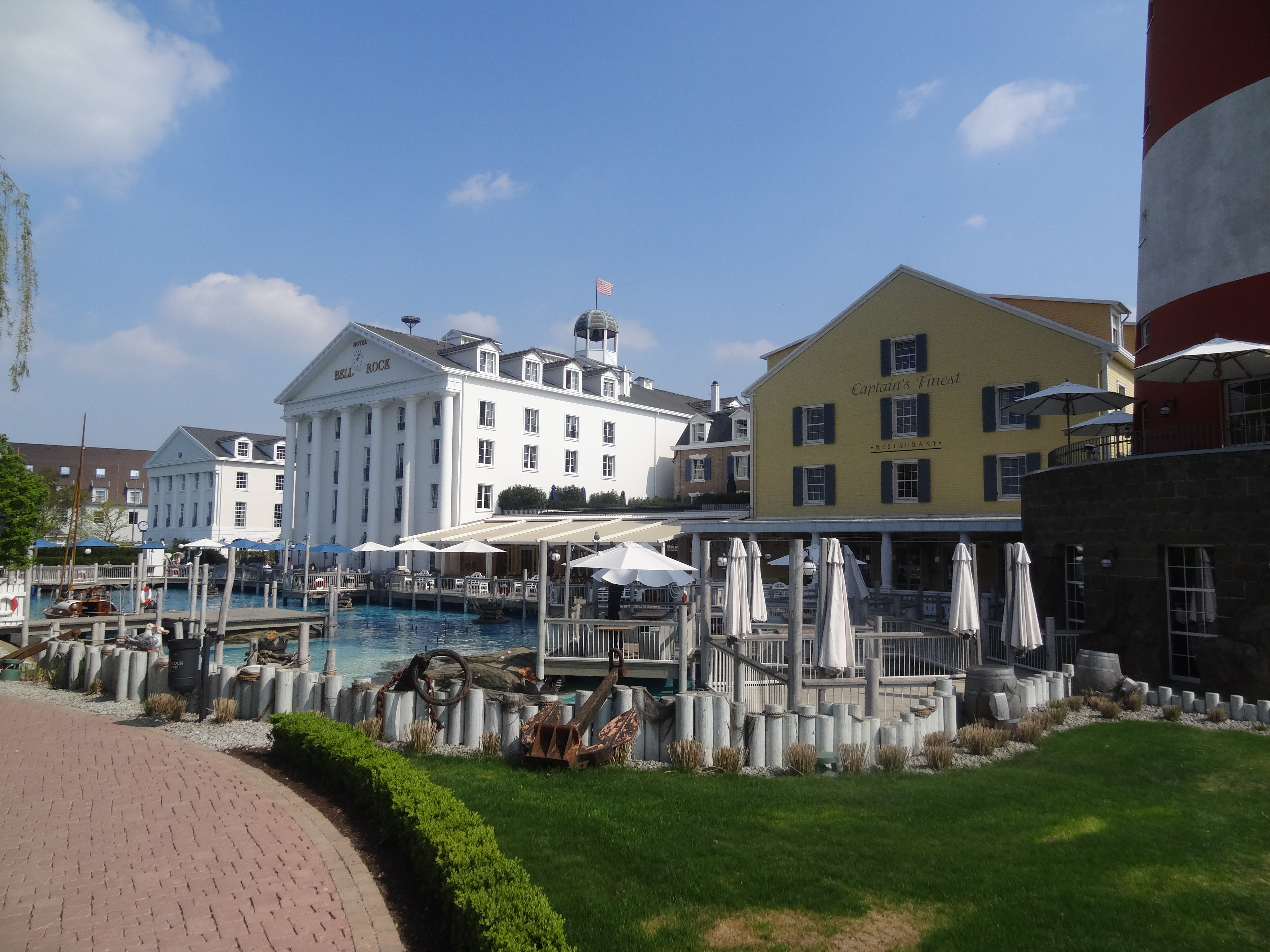
Hôtel Bell Rock à Europa-Park